# Aubagne
Pour l’article ayant un titre homophone, voir Au bagne.
Cet article possède un paronyme, voir Aubange.
Aubagne est une commune située dans la banlieue de Marseille, dans le département des Bouches-du-Rhône en région Provence-Alpes-Côte d'Azur (PACA) dans le Sud-Est de la France.
C'est la cinquième ville du département des Bouches-du-Rhône par sa population (après Marseille, Aix-en-Provence, Arles et Martigues) et la treizième de Provence.
Depuis le 1er janvier 2016, la ville d'Aubagne fait partie de la métropole d'Aix-Marseille-Provence (territoire du pays d'Aubagne et de l'Étoile dont elle est le siège).
Aubagne doit sa célébrité à :
- sa production de poteries et céramiques, et plus particulièrement de santons de Provence ;
- la Légion étrangère qui y a établi le siège de son commandement avec le 1er régiment étranger ;
- l'écrivain et metteur en scène Marcel Pagnol, natif de la ville, et qui a célébré ses collines.

## Géographie

### Localisation
Aubagne est située au sud-est du département des Bouches-du-Rhône, à 25 kilomètres du département du Var. La ville se situe à un carrefour entre Marseille (dont elle est distante d'environ 15 km), Aix-en-Provence (35 km) et Toulon (45 km). Aubagne est située à moins de 15 km de la mer Méditerranée (distance jusqu'à Cassis, le littoral le plus proche). Elle est également proche de La Ciotat et des calanques de Marseille et de Cassis.

### Communes limitrophes
La commune d'Aubagne a pour principale ville limitrophe le chef-lieu du département et capitale de région, Marseille, dans le prolongement des quartiers est de cette dernière.
Les communes limitrophes sont Allauch, Cassis, Gémenos, La Penne-sur-Huveaune, Roquefort-la-Bédoule, Roquevaire, Carnoux-en-Provence et Marseille.
| Allauch                          | Roquevaire                  | Roquevaire, Gémenos  |
| Marseille, La Penne-sur-Huveaune | Aubagne                     | Gémenos              |
| Marseille                        | Carnoux-en-Provence, Cassis | Roquefort-la-Bédoule |

Représentations cartographiques de la commune
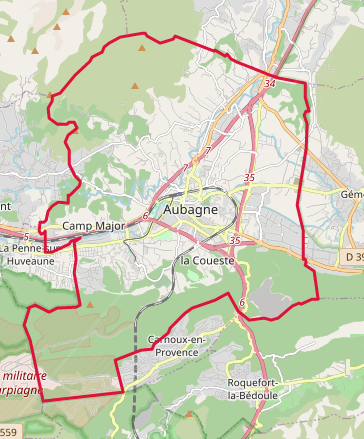
Carte OpenStreetMap.
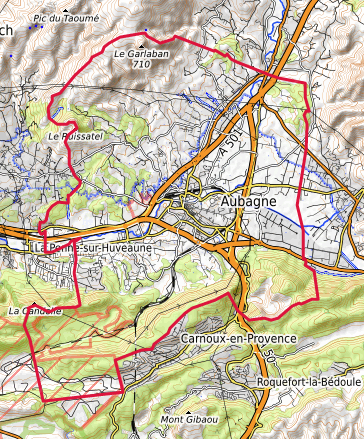
Carte topographique.

### Géologie et relief

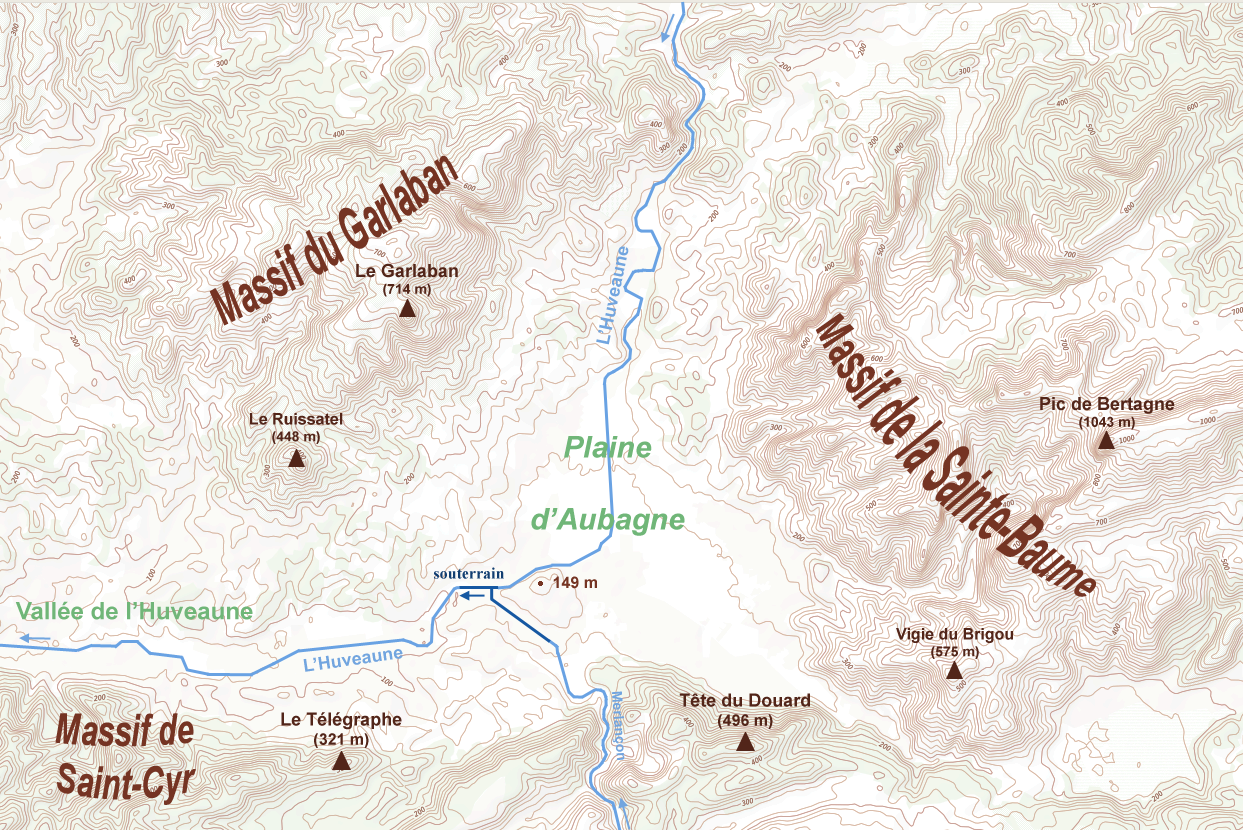
Topographie d'Aubagne.

La plaine d'Aubagne est encadrée par des massifs typiques de la partie méridionale de la Provence calcaire : le massif du Garlaban au nord et à l'ouest, les contreforts de la Sainte-Baume à l'est, et le massif du Douard prolongé par le massif de Saint-Cyr au sud. Il est ainsi possible de voir depuis Aubagne (dans le sens horaire) le Garlaban (714 m), le pic de Bertagne (1 042 m), la Vigie du Brigou (575 m), la tête du Douard (496 m), le Télégraphe (321 m) et le Ruissatel (448 m). Ces massifs qui bordent Aubagne ainsi que les nombreuses collines et autres petites buttes qui parsèment son territoire sont d'importants obstacles naturels qui ont tendance à cloisonner l'espace.
Au cœur de ces imposants massifs calcaires, la plaine triangulaire d'Aubagne est principalement plane et son altitude moyenne est comprise entre 100 et 120 m. Seule une colline se dégage dans cette plaine, dominant la confluence entre l'Huveaune et le Merlançon et culminant à 149 m d'altitude. C'est sur cette colline que s'est développée la vieille ville d'Aubagne. La plaine d'Aubagne est principalement marécageuse et alluvionnaire. Ces alluvions, déposées par l'Huveaune et ses affluents, contiennent notamment de l'argile, ce qui a permis le développement à Aubagne d'un important artisanat céramique (terre cuite, poterie, santonnerie). La nature argileuse de ces sols n'est cependant pas qu'une richesse puisqu'elle expose la ville d'Aubagne à des risques de mouvement de terrain, plus précisément aux risques de gonflement et de retrait des argiles ainsi qu'à un risque d'effondrement. Aubagne fait d'ailleurs partie d'une zone réglementée du plan de prévention des risques de mouvement de terrain (PPRMVT).
Bien que la Provence ait déjà été secouée par des séismes importants, comme celui de 1909, le risque sismique est très variable dans cette région. Ainsi, selon le code de l'environnement, la ville d'Aubagne est située en zone de sismicité 2 (sismicité faible), tandis que Salon-de-Provence est classée en sismicité 4 (moyenne).

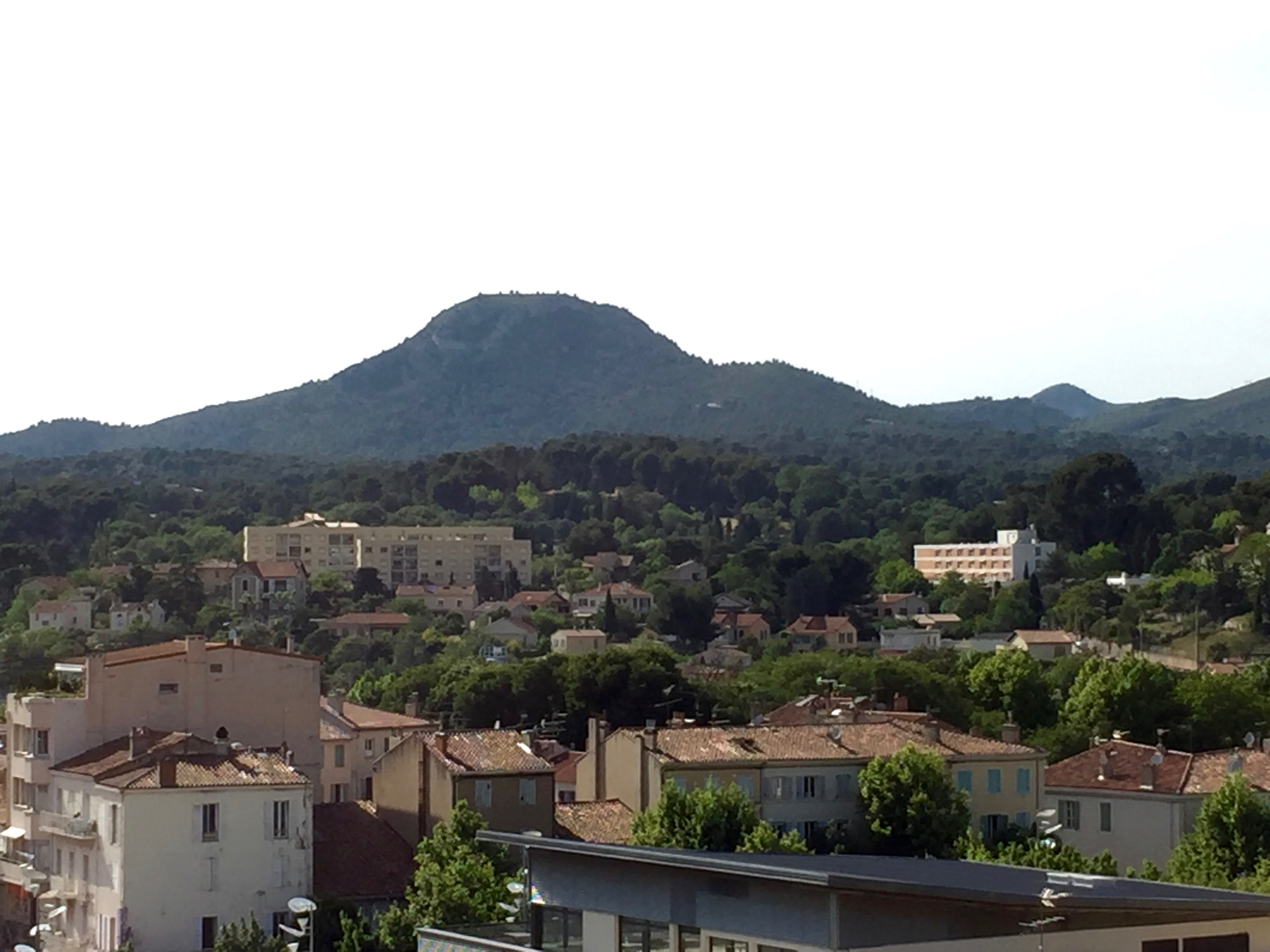
Le Ruissatel depuis Aubagne.
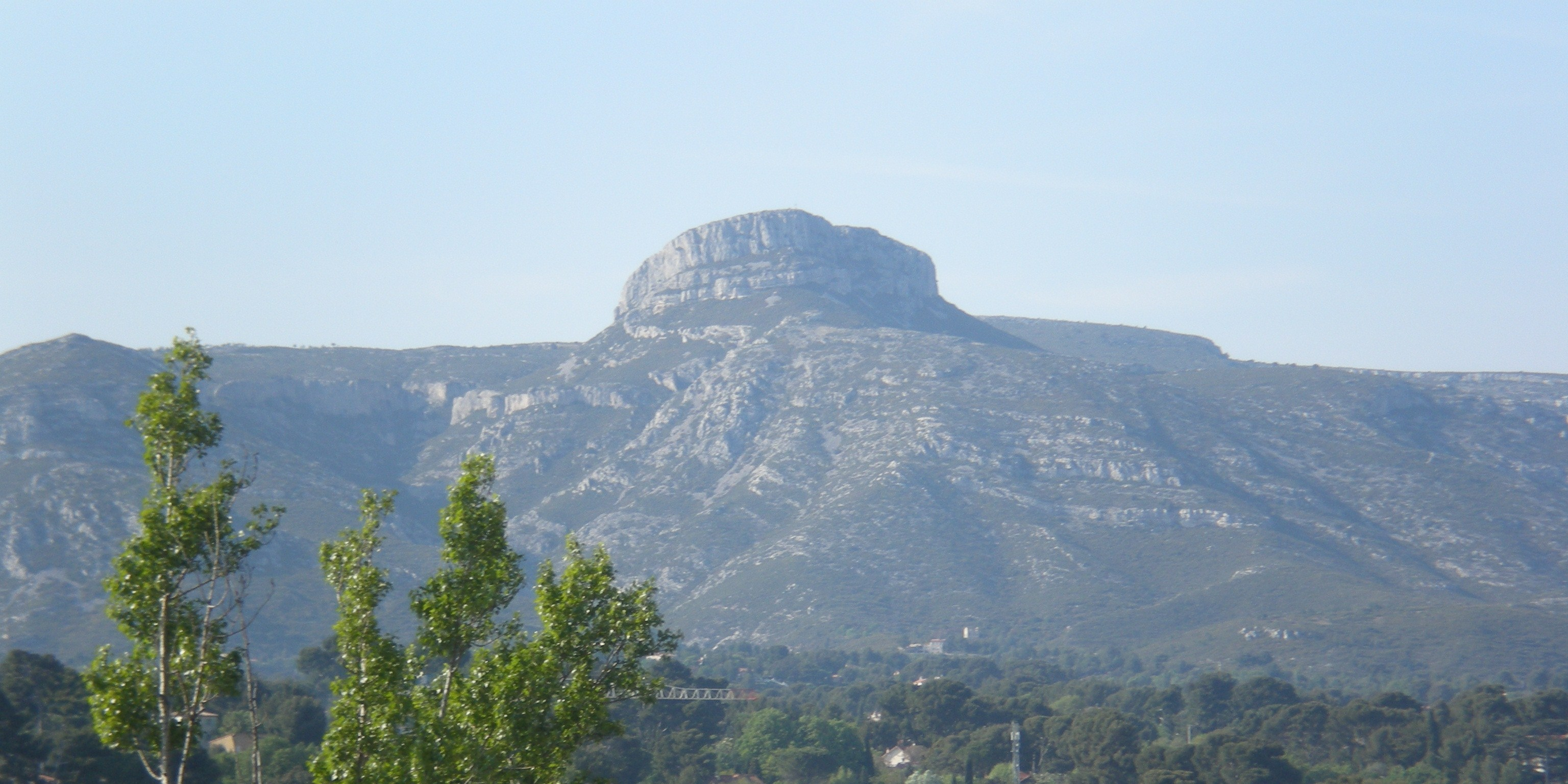
Le Garlaban depuis Aubagne.
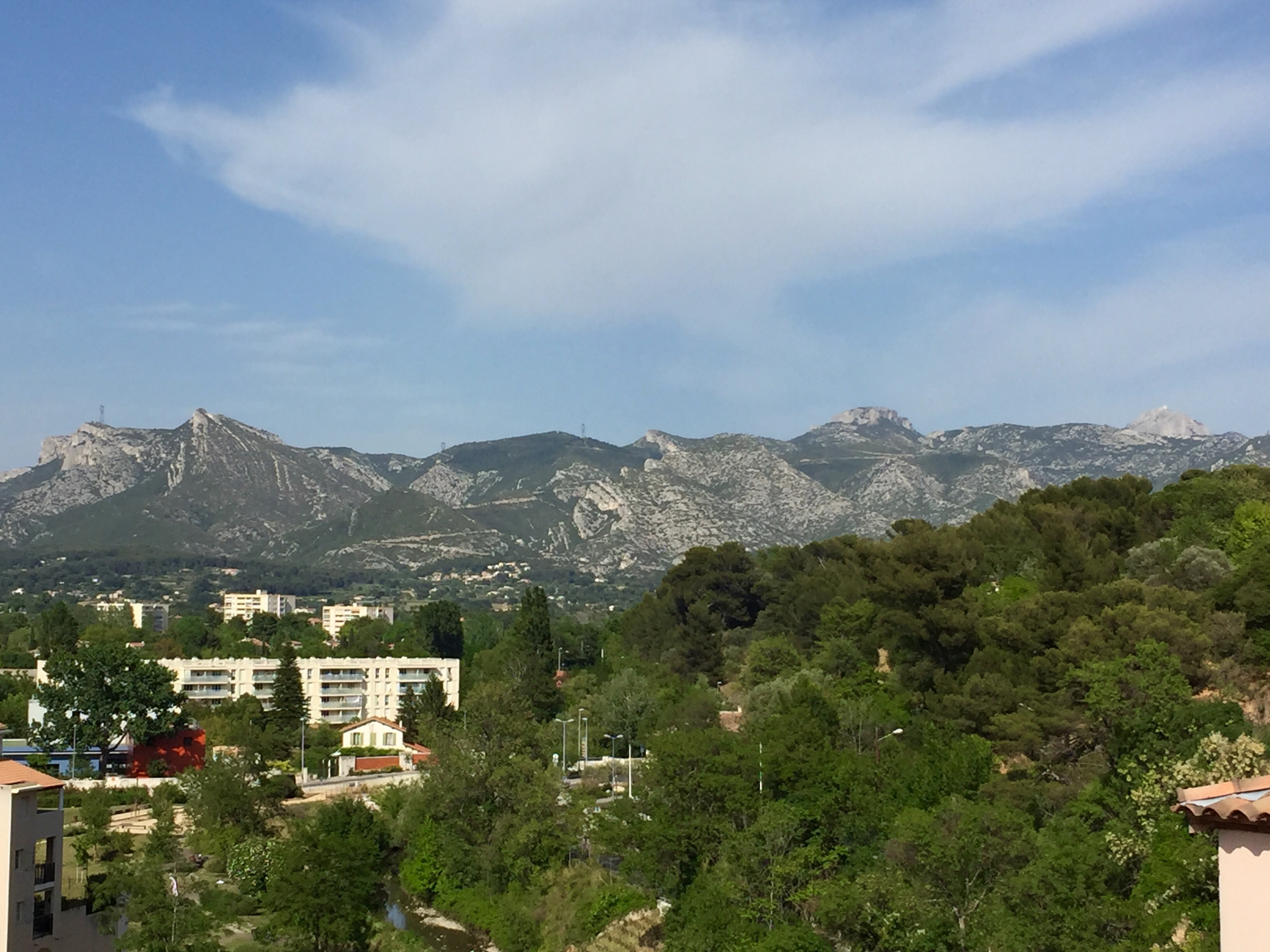
La Sainte-Baume depuis Aubagne.
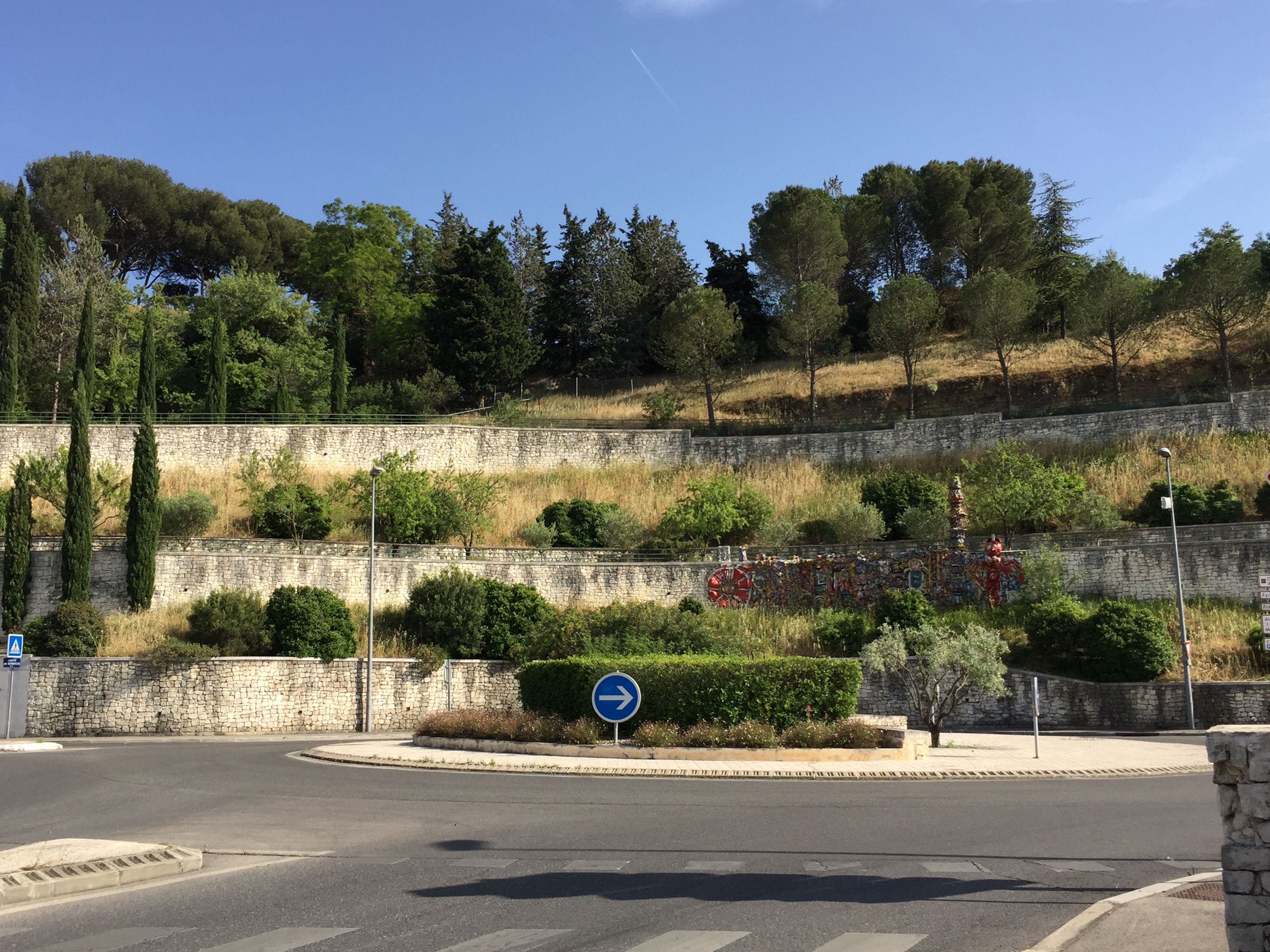
La colline du centre d'Aubagne depuis la Planque.

### Hydrographie

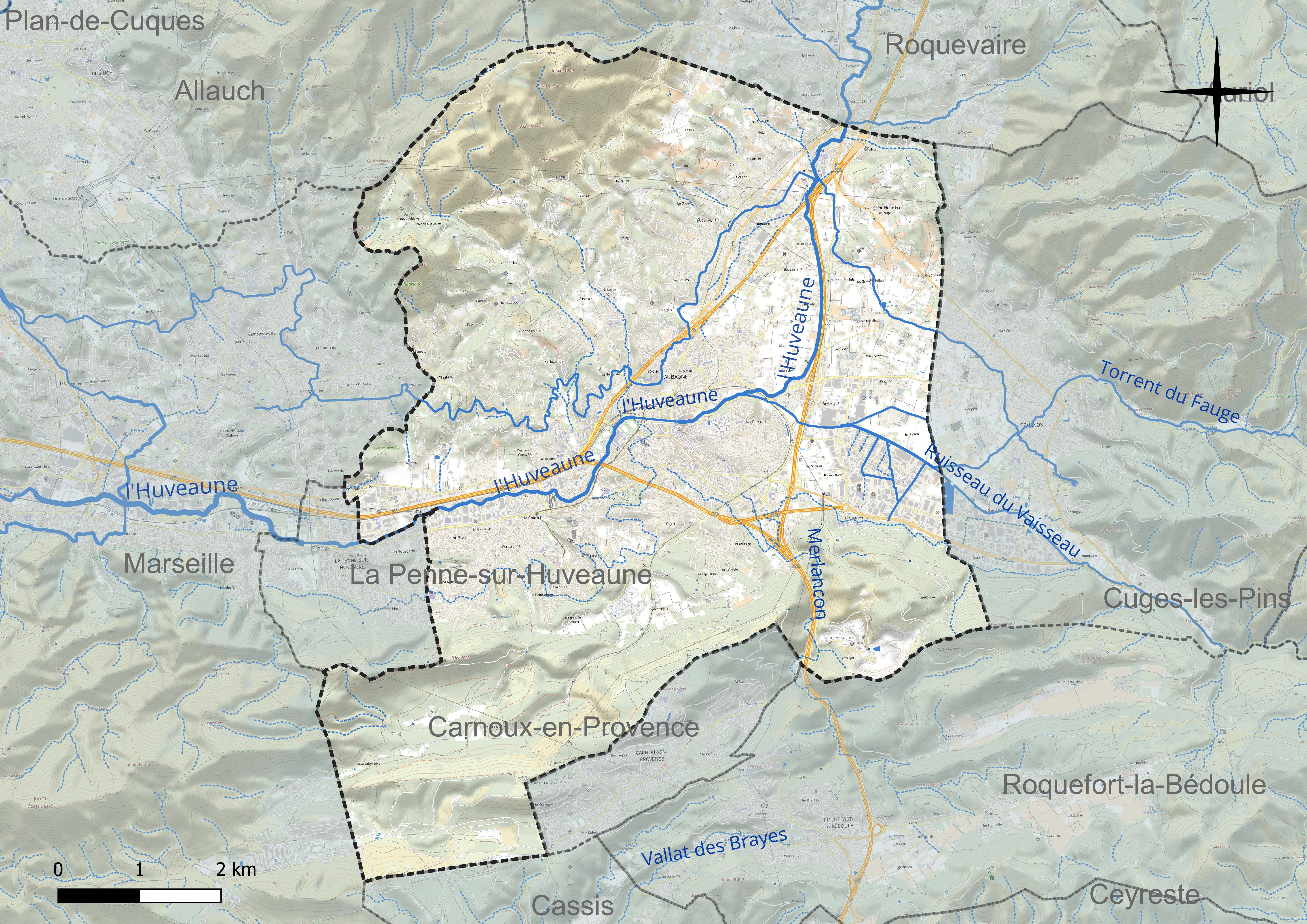
Réseau hydrographique d'Aubagne.

Aubagne se situe à la confluence entre l'Huveaune et son affluent le Merlançon, au cœur d'une plaine marécageuse triangulaire formée par ces cours d'eau. L'Huveaune arrive de Roquevaire au nord. La vallée de l'Huveaune, alors resserrée et orientée nord-sud, s'ouvre sur la vaste plaine d'Aubagne. L'Huveaune rencontre plusieurs de ses affluents dont le Merlançon qui arrive de Carnoux au sud. L'Huveaune voit son cours s'orienter brutalement vers l'ouest avant de traverser le centre-ville d'Aubagne en souterrain. La vallée de l'Huveaune se resserre et s'oriente est-ouest. La rivière traverse ensuite La Penne-sur-Huveaune et Marseille.
La partie orientale de la plaine d'Aubagne est marécageuse. Les marais ont été drainés pour laisser place au quartier des Paluds, qui tire son nom du mot provençal palun, le marais.
Cette présence importante d'eau et d'alluvions, dans une Provence aux sols pauvres et secs, a permis le développement d'une agriculture florissante dans la plaine d'Aubagne.
La présence de l'Huveaune et de ses affluents présente également un risque. En effet le bassin versant de l'Huveaune a été marqué par des crues récurrentes, la plus ancienne répertoriée étant celle de 1518. Des inondations majeures ont eu lieu en 1892, en novembre 1935, octobre 1960 et janvier 1978 (Aubagne : 88 ha inondés, 15 millions de francs de dégâts). Même si aucune crue majeure de l'Huveaune n'a eu lieu depuis, il est à noter qu'il y a eu des débordements en 2000, 2003 et 2008. Face à ce risque toujours présent, un plan de prévention des risques d'inondation (PPRi de l'Huveaune) a été mis en place notamment à Aubagne. Plusieurs quartiers présente un aléa fort, notamment la Tourtelle, le centre-ville, Beaudinard ou encore les Paluds. Aubagne fait également partie du syndicat intercommunal du bassin versant de l'Huveaune (SIBVH), créé en 1963 (à la suite de l'inondation de 1960).

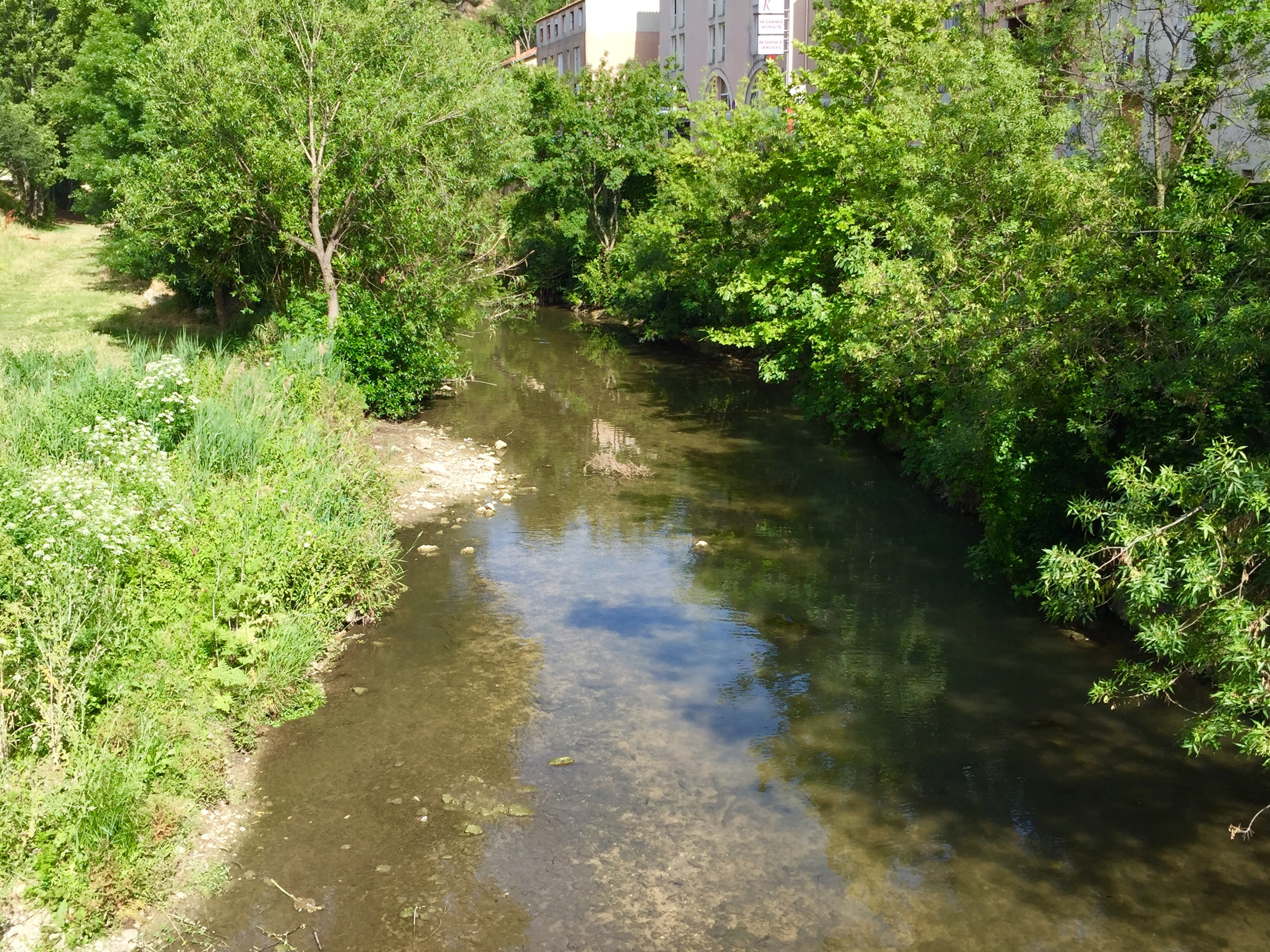
L'Huveaune à Aubagne.
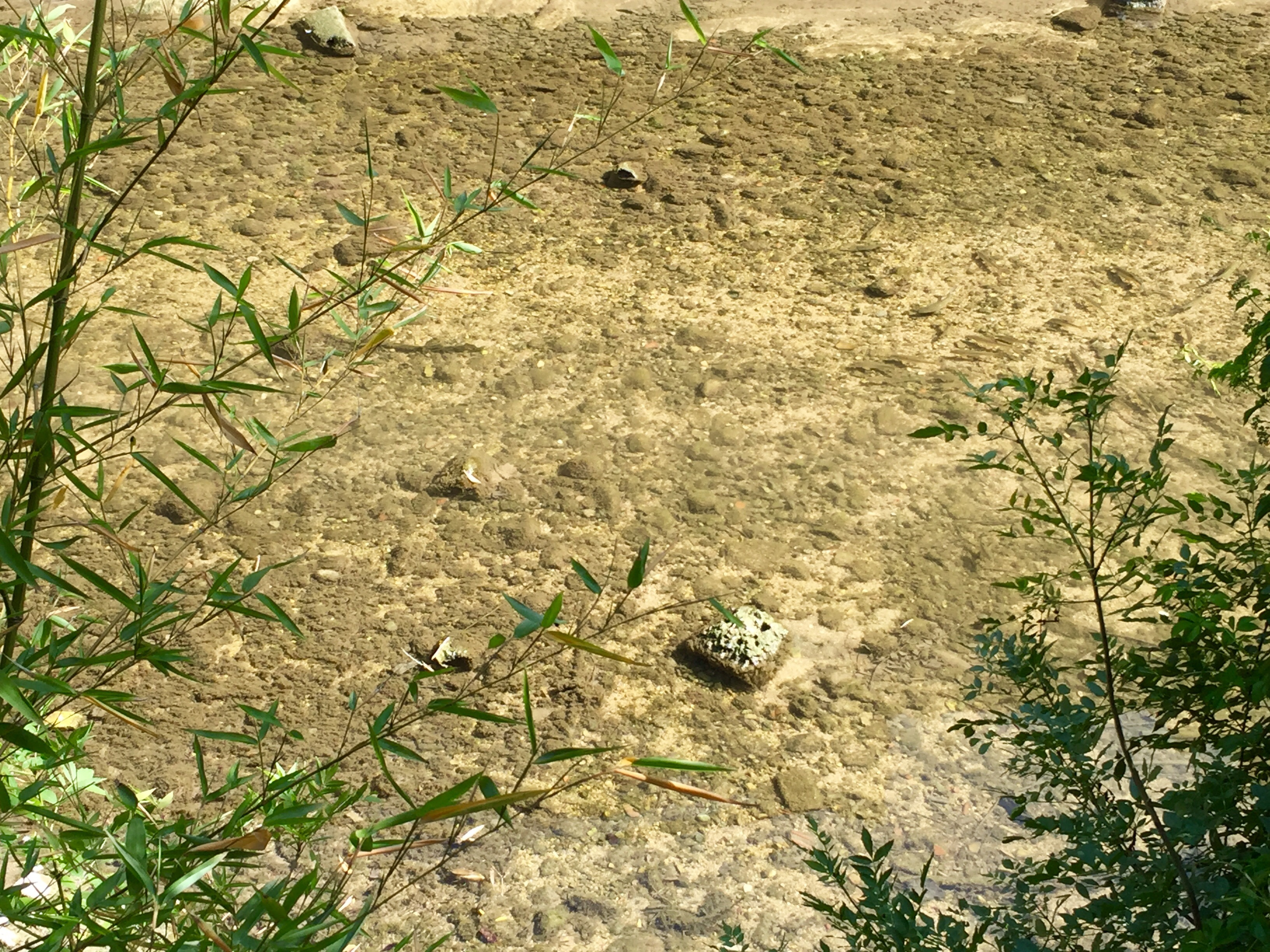
L'Huveaune dans le centre d'Aubagne.
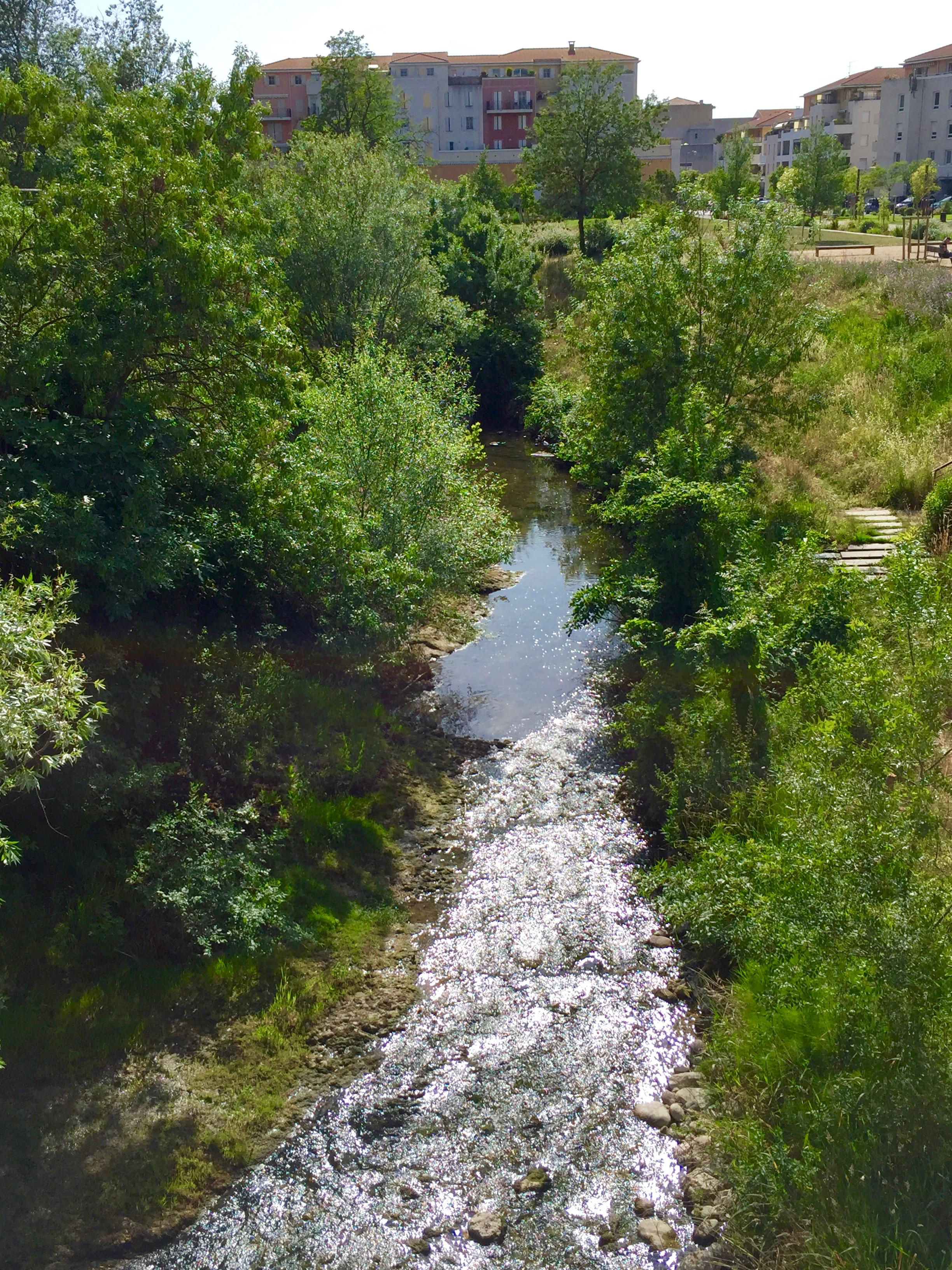
L'Huveaune à Aubagne (La Planque).
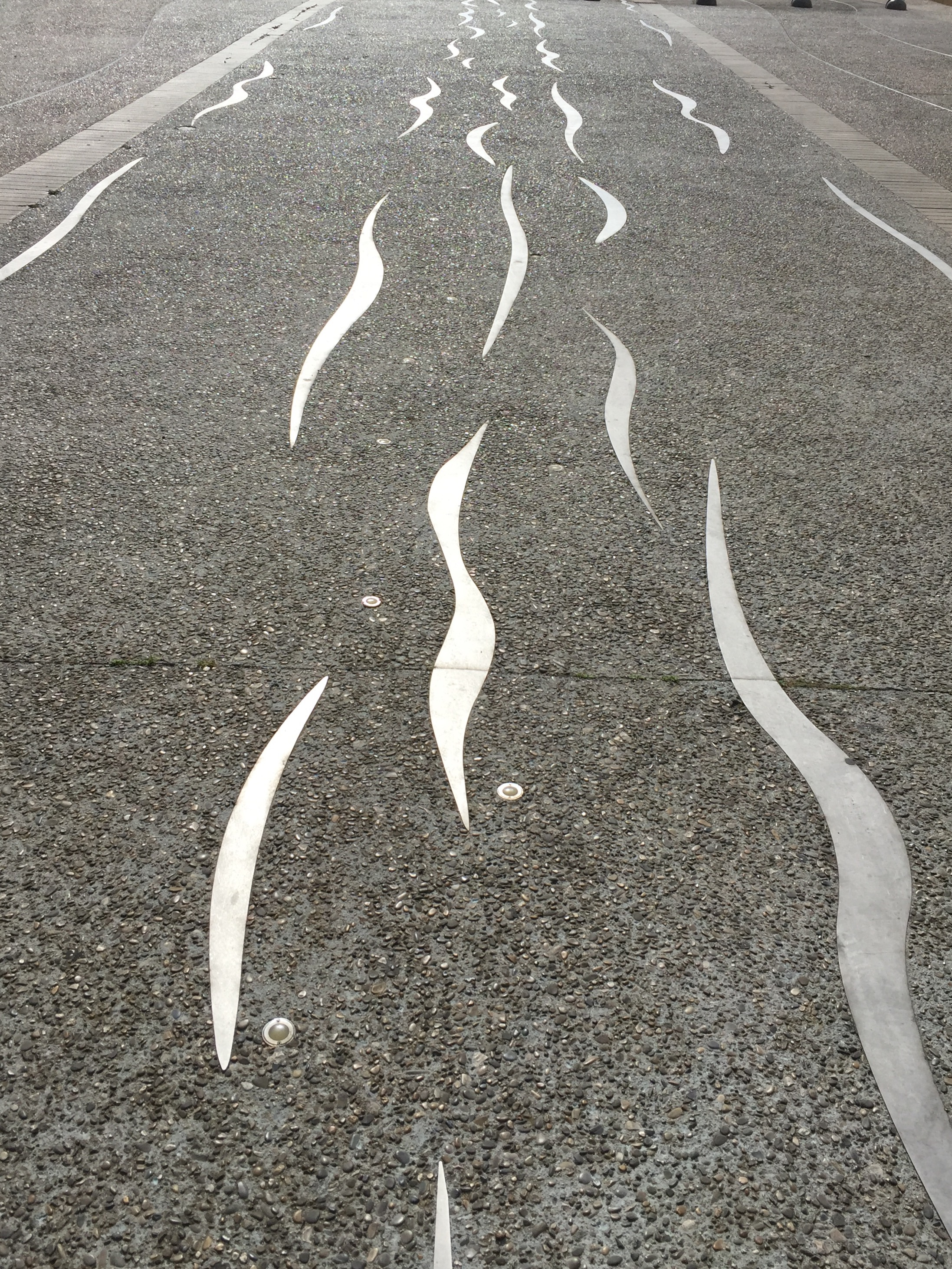
Le cours souterrain de l'Huveaune à Aubagne.

### Climat
Pour des articles plus généraux, voir Climat de Provence-Alpes-Côte d'Azur et Climat des Bouches-du-Rhône.
En 2010, le climat de la commune est de type climat méditerranéen franc, selon une étude du Centre national de la recherche scientifique s'appuyant sur une série de données couvrant la période 1971-2000. En 2020, Météo-France publie une typologie des climats de la France métropolitaine dans laquelle la commune est exposée à un climat méditerranéen et est dans la région climatique Provence, Languedoc-Roussillon, caractérisée par une pluviométrie faible en été, un très bon ensoleillement (2 600 h/an), un été chaud (21,5 °C), un air très sec en été, sec en toutes saisons, des vents forts (fréquence de 40 à 50 % de vents > 5 m/s) et peu de brouillards.
Pour la période 1971-2000, la température annuelle moyenne est de 14,6 °C, avec une amplitude thermique annuelle de 15,1 °C. Le cumul annuel moyen de précipitations est de 608 mm, avec 6,1 jours de précipitations en janvier et 1,5 jours en juillet. Pour la période 1991-2020, la température moyenne annuelle observée par la station météorologique installée dans la commune est de 15,1 °C et le cumul annuel moyen de précipitations est de 647,8 mm.
La température maximale relevée sur cette station est de 40,9 °C, atteinte le 5 août 2017 ; la température minimale est de −11,1 °C, atteinte le 12 février 2012,,.
| Mois                                  | jan.          | fév.           | mars          | avril         | mai           | juin          | jui.          | août           | sep.           | oct.            | nov.            | déc.          | année      |
| ------------------------------------- | ------------- | -------------- | ------------- | ------------- | ------------- | ------------- | ------------- | -------------- | -------------- | --------------- | --------------- | ------------- | ---------- |
| Température minimale moyenne (°C)     | 2,4           | 2              | 4,4           | 7             | 10,6          | 14,2          | 16,5          | 16,5           | 13,3           | 10,4            | 6,1             | 3,2           | 8,9        |
| Température moyenne (°C)              | 7,6           | 7,9            | 10,7          | 13,3          | 17,3          | 21,3          | 23,9          | 23,9           | 19,9           | 16,1            | 11,3            | 8,3           | 15,1       |
| Température maximale moyenne (°C)     | 12,9          | 13,7           | 17            | 19,6          | 24            | 28,5          | 31,3          | 31,3           | 26,5           | 21,8            | 16,4            | 13,4          | 21,4       |
| Record de froid (°C) date du record   | −7,7 07.01.02 | −11,1 12.02.12 | −7,6 02.03.05 | −3,7 08.04.21 | 1,3 07.05.19  | 5,5 03.06.06  | 7,2 17.07.00  | 8,9 24.08.1988 | 4,3 29.09.1993 | −3,3 30.10.1997 | −7,7 23.11.1998 | −8,8 30.12.05 | −11,1 2012 |
| Record de chaleur (°C) date du record | 21,7 28.01.02 | 23,6 24.02.20  | 25,7 24.03.01 | 29 28.04.05   | 34,9 27.05.22 | 40,2 28.06.19 | 40,2 23.07.03 | 40,9 05.08.17  | 36 04.09.23    | 31,5 02.10.1997 | 25,2 01.11.22   | 22,4 30.12.21 | 40,9 2017  |
| Précipitations (mm)                   | 68,9          | 39             | 37,3          | 59,4          | 45            | 30            | 11,1          | 24,7           | 77,6           | 93,6            | 94,8            | 66,4          | 647,8      |

| Diagramme climatique                                  |         |           |           |          |            |              |              |              |              |             |             |
| J                                                     | F       | M         | A         | M        | J          | J            | A            | S            | O            | N           | D           |
| 12,92,468,9                                           | 13,7239 | 174,437,3 | 19,6759,4 | 2410,645 | 28,514,230 | 31,316,511,1 | 31,316,524,7 | 26,513,377,6 | 21,810,493,6 | 16,46,194,8 | 13,43,266,4 |
| Moyennes : • Temp. maxi et mini °C • Précipitation mm |         |           |           |          |            |              |              |              |              |             |             |

Les paramètres climatiques de la commune ont été estimés pour le milieu du siècle (2041-2070) selon différents scénarios d'émission de gaz à effet de serre à partir des nouvelles projections climatiques de référence DRIAS-2020. Ils sont consultables sur un site dédié publié par Météo-France en novembre 2022.

## Urbanisme

### Typologie
Au 1er janvier 2024, Aubagne est catégorisée grand centre urbain, selon la nouvelle grille communale de densité à 7 niveaux définie par l'Insee en 2022.
Elle appartient à l'unité urbaine de Marseille-Aix-en-Provence, une agglomération inter-départementale dont elle est une commune de la banlieue,. Par ailleurs la commune fait partie de l'aire d'attraction de Marseille - Aix-en-Provence, dont elle est une commune du pôle principal,. Cette aire, qui regroupe 115 communes, est catégorisée dans les aires de 700 000 habitants ou plus (hors Paris),.

### Occupation des sols

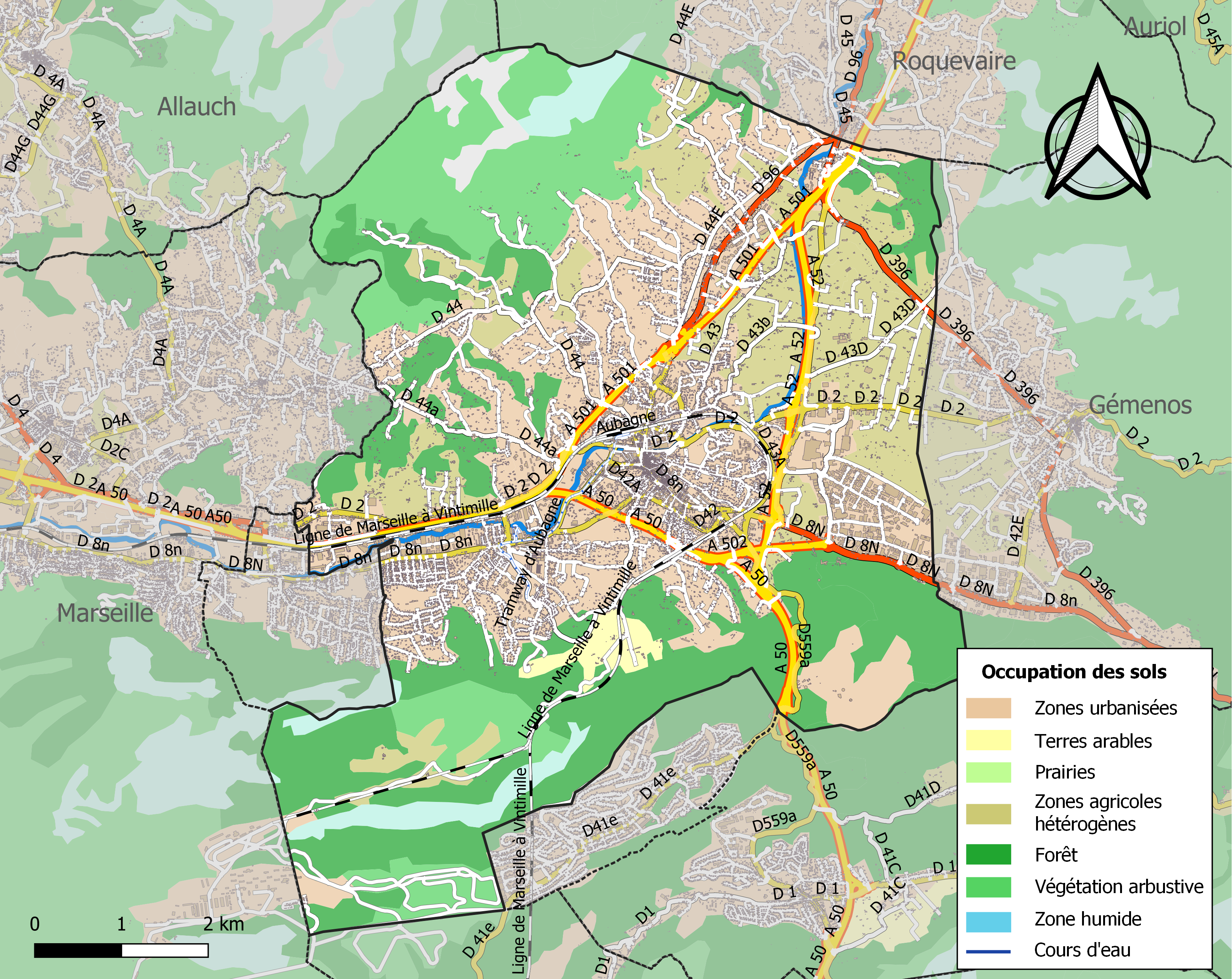
Carte des infrastructures et de l'occupation des sols de la commune en 2018 (CLC).

L'occupation des sols de la commune, telle qu'elle ressort de la base de données européenne d’occupation biophysique des sols Corine Land Cover (CLC), est marquée par l'importance des forêts et milieux semi-naturels (42,3 % en 2018), en diminution par rapport à 1990 (45,2 %). La répartition détaillée en 2018 est la suivante :
zones urbanisées (26,9 %), forêts (24,9 %), zones agricoles hétérogènes (17,4 %), milieux à végétation arbustive et/ou herbacée (13,4 %), zones industrielles ou commerciales et réseaux de communication (9,8 %), espaces ouverts, sans ou avec peu de végétation (4 %), mines, décharges et chantiers (1,7 %), terres arables (1,2 %), espaces verts artificialisés, non agricoles (0,8 %). L'évolution de l’occupation des sols de la commune et de ses infrastructures peut être observée sur les différentes représentations cartographiques du territoire : la carte de Cassini (XVIIIe siècle), la carte d'état-major (1820-1866) et les cartes ou photos aériennes de l'IGN pour la période actuelle (1950 à aujourd'hui).

### Logement
En 2014, le nombre total de logements dans la commune était de 21 025 (dont 39,7 % de maisons et 59,6 % d'appartements).
Parmi ces logements, 89,1 % étaient des résidences principales, 1,7 % des résidences secondaires et 9,3 % des logements vacants.
La part des ménages propriétaires de leur résidence principale s'élevait à 48,7 %.

### Voies de communication et transports
La position d'Aubagne, entre Marseille, Aix-en-Provence et Toulon, fait de cette ville un carrefour important. Cependant, la géographie particulière de la plaine d'Aubagne a eu un fort impact sur le développement des réseaux de transport, notamment routier et ferroviaire. En effet, les massifs qui encadrent Aubagne représentent des obstacles majeurs qui cloisonnent l'espace. En conséquence la vallée de l'Huveaune et dans une moindre mesure celle du Merlançon sont devenues des axes de communication incontournables. La vallée de la Huveaune sert ainsi de passage vers Marseille à l'ouest et vers Aix-en-Provence au nord, tandis que celle du Merlançon sert de passage vers Toulon.

#### Transport routier

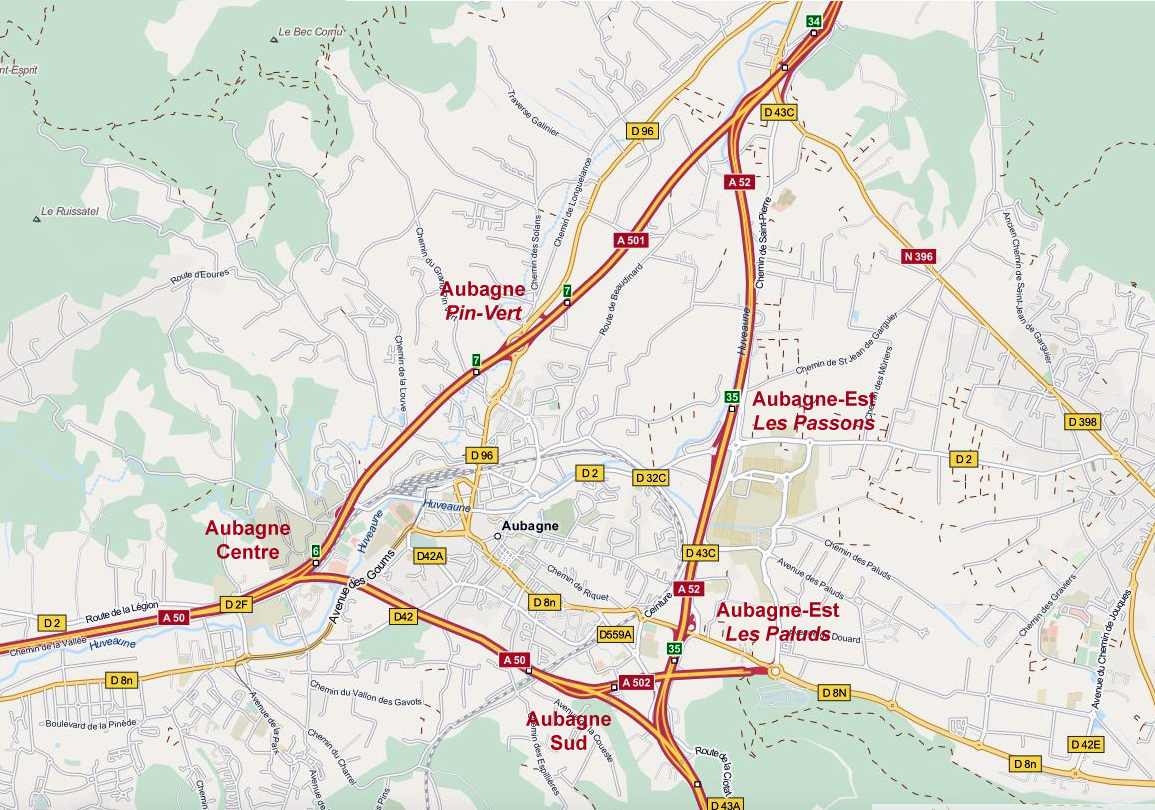
Plan routier et autoroutier d'Aubagne.

Avant la construction du réseau autoroutier actuel, la ville d'Aubagne était desservie par deux routes nationales importantes : la nationale 8 et la nationale 96. La RN 8 reliait Aix-en-Provence à Toulon en passant par Marseille (km 30) et Aubagne (km 47). Elle remontait la vallée de l'Huveaune depuis Marseille, traversait la Penne et Aubagne avant de continuer vers Toulon via les Paluds et Cuges-les-Pins. La RN 96 reliait Château-Arnoux-Saint-Auban dans les Alpes-de-Haute-Provence à Aubagne où elle rejoignait la RN 8. Elle passait par Aix-en-Provence puis par la Bouilladisse avant de descendre la vallée de la Huveaune et de desservir Aubagne par le nord. Les deux nationales se rejoignaient dans le centre-ville d'Aubagne. Depuis 2006 et le transfert des routes nationales aux départements, ces deux nationales ont été déclassées en D 8N et D 96 dans les Bouches-du-Rhône.
Aubagne possède une excellente desserte autoroutière puisqu'elle est desservie par 3 autoroutes principales : l'A50, l'A52 et l'A501 (auxquelles on peut rajouter la très courte A502). Ce réseau autoroutier, construit entre 1962 et 1974, entoure littéralement la ville et renforce sa position de nœud routier important. Le tracé de ces autoroutes a été adapté à la géographie particulière d'Aubagne, débouchant des vallées de la Huveaune et du Merlançon et formant un triangle qui reproduit la forme de la plaine dans laquelle la ville est construite. L'A50 arrive de Marseille par l'ouest, en montant la vallée de la Huveaune. Elle contourne Aubagne par le sud, avant de continuer vers Toulon par la vallée du Merlançon. L'A52 arrive d'Aix-en-Provence par le nord en descendant la vallée de la Huveaune et contourne Aubagne par l'est en longeant la Sainte-Baume, avant de rejoindre l'A50. L'A501 sert de barreau entre ces deux autoroutes, contournant Aubagne par l'ouest en longeant le massif du Garlaban. Quant à l'A502, elle ne fait que 1,5 km et permet de relier l'A50 à la zone d'activité des Paluds. Il est à noter que ces autoroutes sont gratuites autour d'Aubagne. Quatre sorties autoroutières permettent d'accéder à la ville depuis ce réseau autoroutier : les sorties 6 (Aubagne-centre) et 7 (Aubagne-Pin-Vert) depuis l'A501, la sortie 35 (Aubagne-Est) depuis l'A52 et la sortie Aubagne-Sud (par l'A502) depuis l'A50.

#### Transport ferroviaire

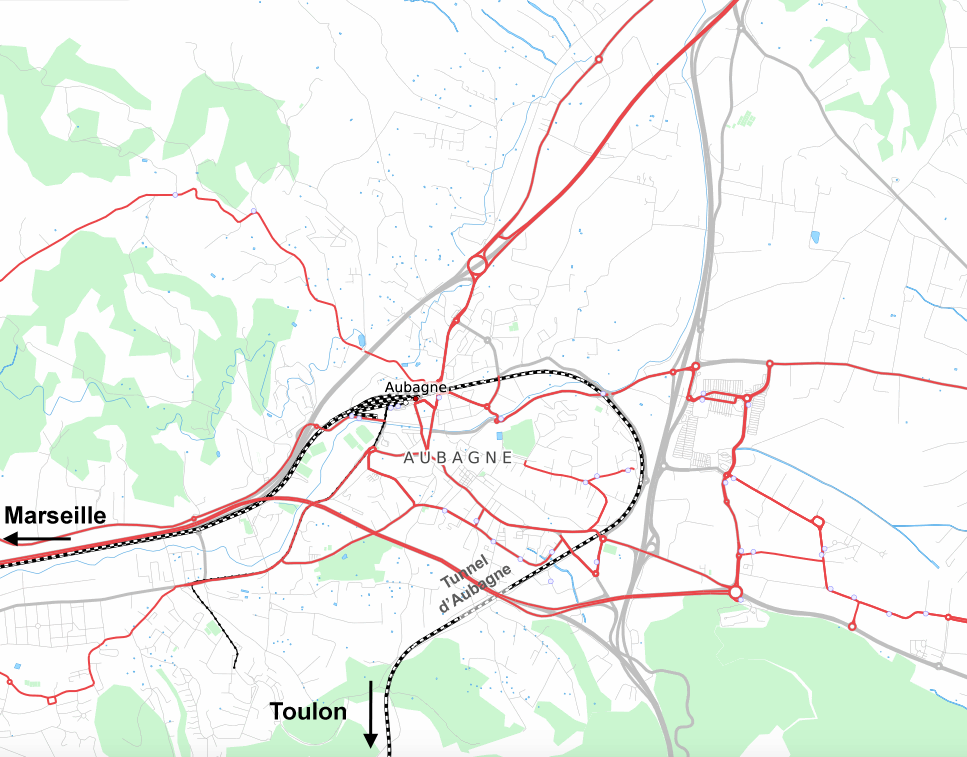
Plan ferroviaire d'Aubagne.

Aubagne est desservie par le chemin de fer depuis le 20 octobre 1858, date de l'ouverture par la compagnie PLM de la section Marseille-Aubagne de la ligne Marseille-Vintimille. L'ouverture de la section suivante en 1859 permet de relier Aubagne à Toulon. Il y a alors deux gares sur le territoire d'Aubagne, celle d'Aubagne même et celle de Camp-Major (détruite en 1962). Le 27 janvier 1868, la première section de la ligne d'Aubagne à La Barque est ouverte entre Aubagne et Valdonne-Peypin. Cet embranchement permettait la desserte de Roquevaire, la Bouilladisse, Auriol et Peypin depuis Aubagne. Initialement cette ligne devait être prolongée jusqu'à Aix-en-Provence, ce qui aurait fait d'Aubagne un nœud au cœur d'un réseau ferroviaire similaire au réseau routier. Cependant ce prolongement n'a jamais été réalisé et cette ligne a été fermée progressivement à partir de 1939.
Comme pour le réseau routier, le développement du chemin de fer a été grandement influencé par la configuration topographique d'Aubagne. Les massifs environnants ont poussé les ingénieurs à suivre les vallées, entre Marseille et Aubagne notamment, ou à construire des tunnels importants, comme c'est le cas entre Aubagne et Cassis. Ces contraintes liées au relief expliquent notamment la forme particulière en épingle à cheveux prise par la ligne Marseille - Vintimille lorsqu'elle traverse Aubagne. Cette ligne arrive de Marseille à l'ouest en remontant la vallée de l'Huveaune, elle suit cette même rivière jusqu'à la gare, puis continue vers l'est avant de décrire un large virage vers le sud puis vers le sud-ouest, contournant ainsi le centre d'Aubagne. La ligne passe le tunnel d'Aubagne puis s'oriente plein sud vers Cassis, en rejoignant le tunnel du Mussuguet. La ligne vers la Barque se débranche de la ligne Marseille - Vintimille peu après la gare d'Aubagne. Elle s'oriente ensuite vers le nord, suivant de près le cours de l'Huveaune.
Actuellement, la ville est desservie par les TER PACA, principalement par la ligne 1. La gare d'Aubagne reçoit les TER Marseille-Saint-Charles – Aubagne (omnibus), Marseille-Saint-Charles – Hyères, Marseille-Saint-Charles – Les Arcs-Draguignan et Avignon-Centre – Toulon.

#### Transport aérien
L'aéroport le plus proche d'Aubagne est celui de Marseille Provence, situé à une quarantaine de kilomètres de la ville. Aubagne est équipée d'un héliport, l'héliport d'Aubagne - Agora, situé dans la zone des Paluds à l'est de la ville. Cet héliport est réservé aux entreprises de transport public et est rattaché au bureau régional d'information aéronautique (BRIA) de l'aéroport Marseille Provence.

#### Transports en commun
Aubagne et les villes de son ancienne agglomération sont desservies par un réseau de transport en commun baptisé Lignes de l'agglo (anciennement Bus de l'agglo). Ce réseau, anciennement organisé par le territoire du Pays d'Aubagne et de l'Étoile et exploité dans le cadre d'un Contrat d'obligation de service public (COSP) par la SPL (Société publique locale) Façonéo, est maintenant organisé par la métropole Aix-Marseille-Provence et intégrée depuis juillet 2018 à la marque métropolitaine « la Métropole Mobilité ». Ce réseau a la particularité d'être entièrement gratuit pour ses usagers depuis le 15 mai 2009.
Le réseau des Lignes de l'agglo, réorganisé en 2014, est constitué d'une ligne de tramway (ligne T), de 21 lignes de bus régulières (de 1 à 23S), de 11 circuits scolaires, d'une navette centre-ville (Aubaline) et de 4 zones de bus à la demande (Résa'Bus). Le réseau est principalement centré sur Aubagne, ville centre du territoire, et plus particulièrement sur la gare d'Aubagne. Cette dernière est le pôle d'échange majeur du réseau où convergent la ligne du tramway et 14 des 21 lignes de bus. Cette organisation permet la correspondance entre les différentes lignes et le réseau TER PACA.
Le tramway d'Aubagne, également gratuit pour ses usagers, a été inauguré le 1er septembre 2014. Il relie la gare d'Aubagne et le centre-ville au Charrel, au sud-ouest de la ville, en desservant La Tourtelle et la piscine Alain-Bernard. Le projet initial prévoyait de prolonger la première ligne jusqu'à la zone d'activité des Paluds, à l'est d'Aubagne, ainsi que la création d'une deuxième ligne vers La Penne-sur-Huveaune, à l'ouest. Cependant le changement de majorité à la mairie d'Aubagne et au conseil d'agglomération lors des élections municipales de 2014 a entraîné l'abandon de ce projet. La nouvelle majorité de droite lui préfère un projet d'extension de 14 km vers La Bouilladisse au nord, en réutilisant la voie SNCF de Valdonne, actuellement inutilisée. Cette extension moins coûteuse, connue sous le nom de Val'tram, devrait être ouverte en 2020. Un prolongement jusqu'à la Valentine visant à rejoindre le tramway de Marseille est également envisagé dans le cadre de la métropole.
La ville d'Aubagne est également desservie par plusieurs lignes du réseau métropolitain lecar (Cartreize). Les lignes 68, 69, 72, 100 et 240 relient la gare d'Aubagne à Cassis, la Ciotat, Aix-en-Provence et Marseille, tandis que la ligne 102 fait la navette entre la zone des Paluds et Marseille.

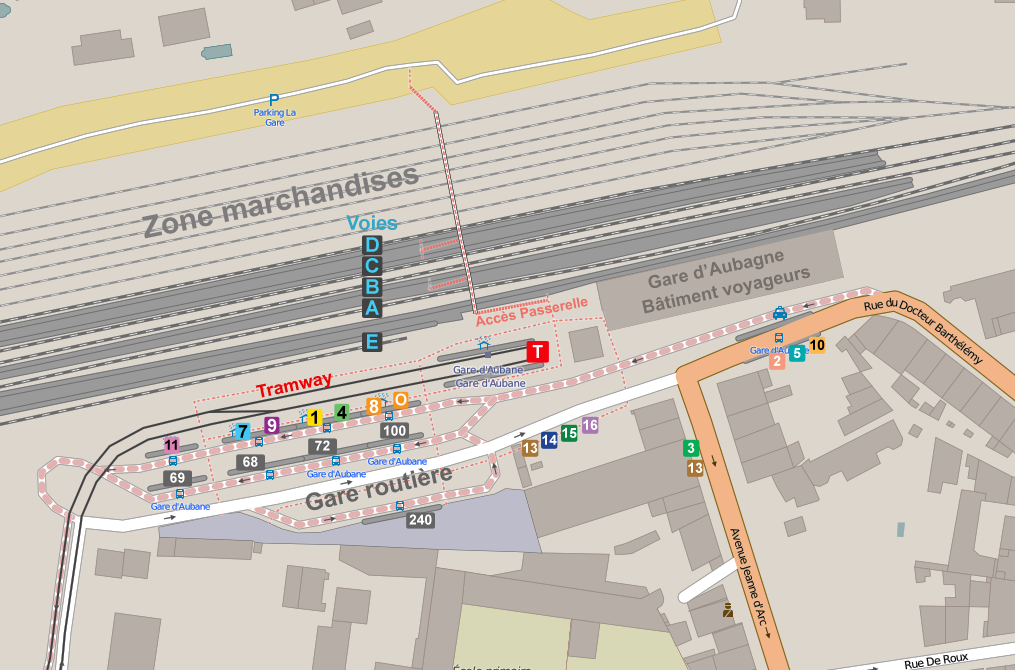
Plan du pôle d'échange de la gare d'Aubagne.
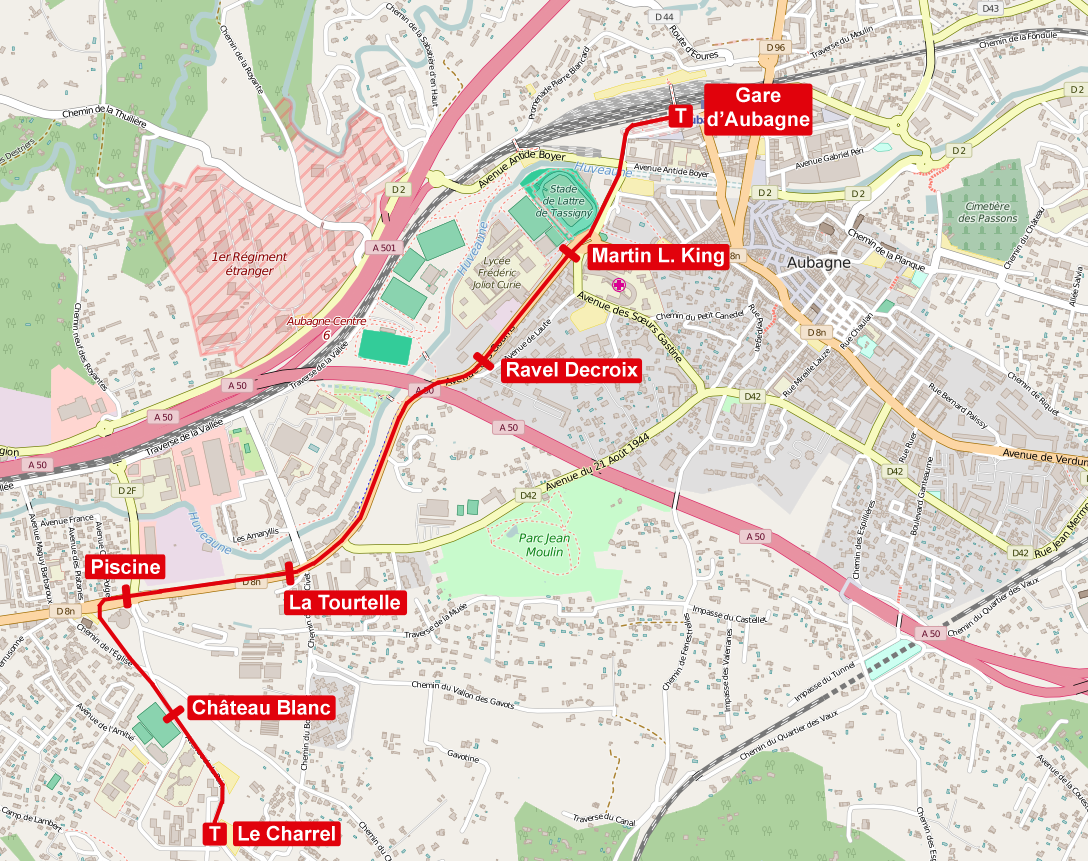
Plan du tramway d'Aubagne.
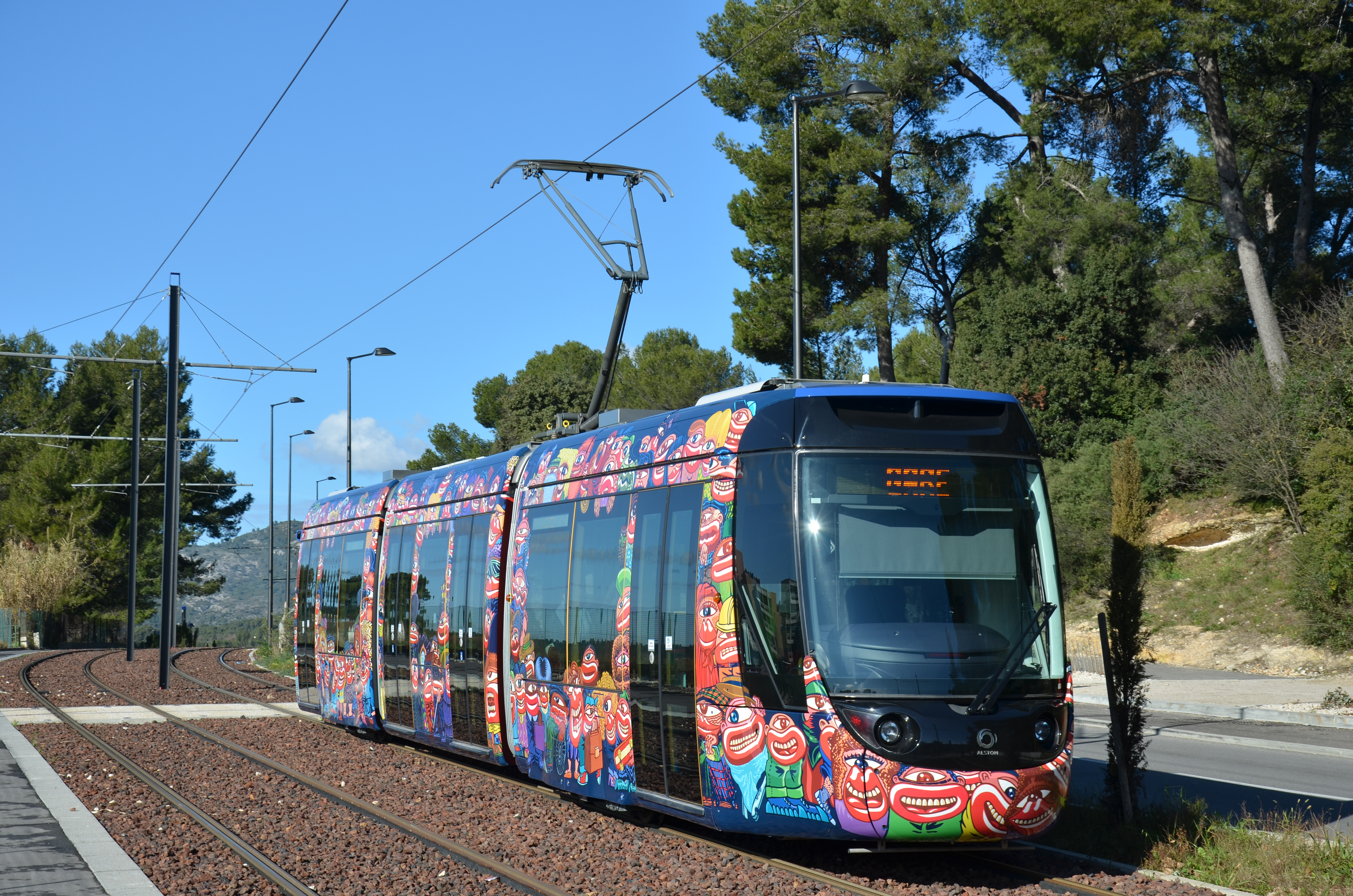
Tramway d'Aubagne.
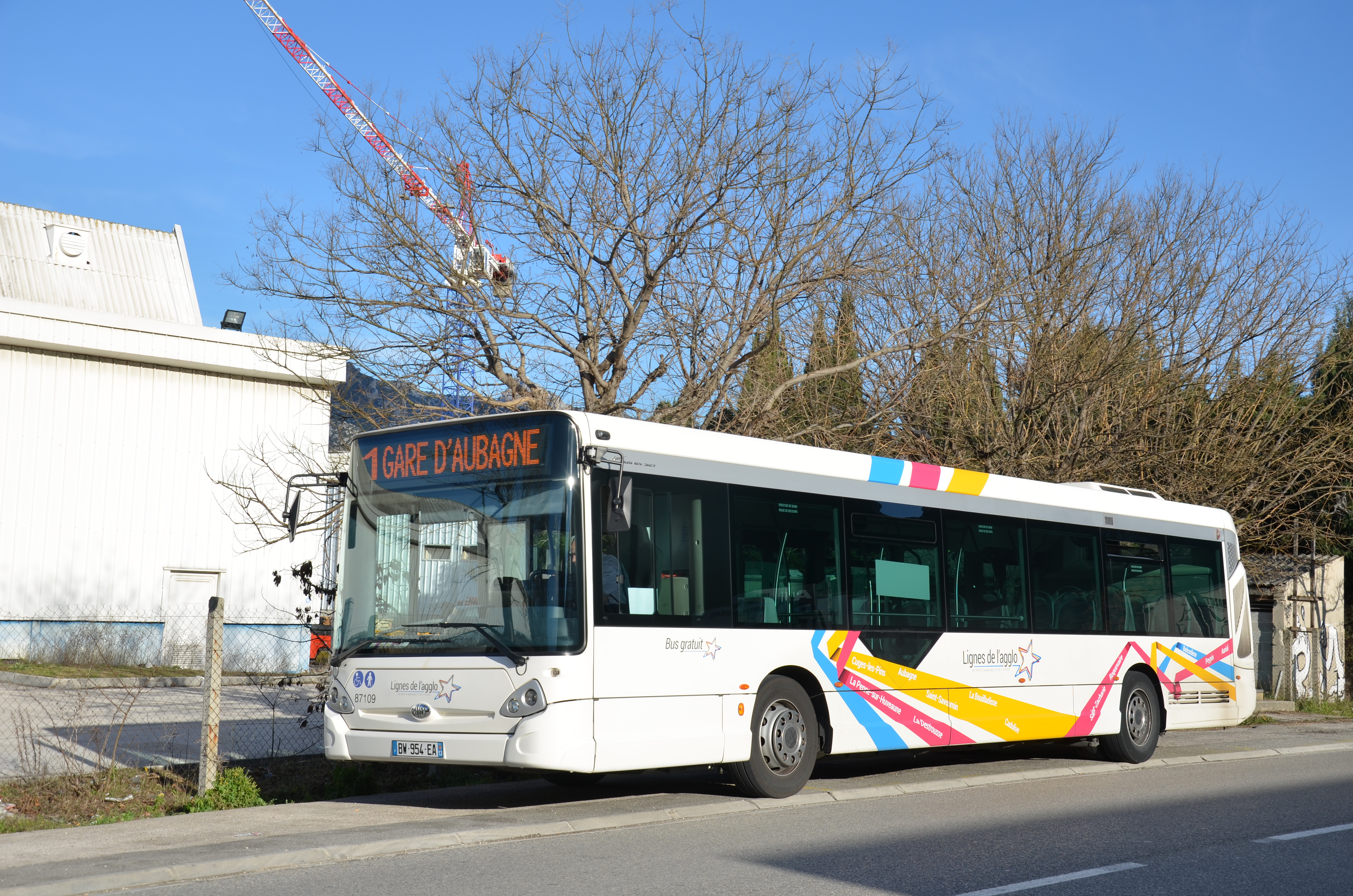
Bus des Lignes de l'agglo.

## Toponymie
L'origine et la signification du nom d'Aubagne ne font pas encore l'unanimité parmi les historiens. Il existe au moins six hypothèses sur l'origine des noms Albanea et Albania, soit les appellations les plus fréquemment observées dans les documents antiques.

### Hypothèses documentées
1. Le nom d'Aubagne viendrait du patronyme d'un romain, probablement Albanius, peut-être blond (lat alba, blanc, blond) qui aurait été le propriétaire d'une villa romaine dans la région[21],[22]. Cependant il y a des incertitudes sur l'anthroponyme latin, puisque certaines sources avancent le nom d'Albinus[23]. Quoi qu'il en soit, c'est un nom aux consonances extrêmement proches de cette hypothèse qui apparait dans la première évocation écrite de la ville d'Aubagne en 1005[24],[25].
2. Selon l'abbé Jean-Pierre Papon, Albanea serait une déformation du latin ad balnea, qui signifie littéralement « à côté des bains »[26] par référence à la présence de bains publics à Saint-Jean de Garguier dont l'existence est confirmée par une inscription[27]. Cette hypothèse, remontant au Ier siècle ap. J.-C, soit une chronologie trop tardive pour justifier une influence toponymique. Aucune activité thermale à Aubagne même ne vient étayer cette hypothèse[28].

Les autres hypothèses se basent sur les observations topographiques, minéralogiques et biologiques des environs d'Aubagne décrites par le comte de Villeneuve, dans son ouvrage « Statistique du Département des Bouches-du-Rhône » publié en 1824 :
1. Il met en avant la racine Alb- présente dans les noms Albanea et Albania. Elle dériverait de la racine Alp, d'origine celtique ou pré-celtique, qui désigne des endroits de grande hauteur[29]. Aubagne partagerait donc son étymologie avec la ville d'Alba et avec les Alpes[30].
2. Toutefois, il ajoute une autre hypothèse supplémentaire selon laquelle le nom Albania dériverait du latin Alba, qui signifie blanc. Le nom d'Aubagne trouverait alors son origine dans la dominante couleur blanche des massifs calcaires qui entourent la ville.
3. Suivant une autre théorie, de Masse (de la Ciotal), le nom viendrait de l'adjonction de deux mots d'origine celtes, al, préposition à et de et Baou, mot d’origine sémitique désignant un point élevé, un escarpement (cf. les Baux de Provence), une montagne voire une divinité (cf Baal, Hanni-baal « celui qui a la faveur de Baal »)
4. Enfin une dernière hypothèse se base sur le grand nombre de peupliers blancs (lat. (populus alba) poussant à l'époque dans la vallée de la Huveaune[31]. Ces arbres, qui caractérisent la proximité de l'eau douce, ont un bois de couleur très caractéristique, presque blanche (lat. alba). Dans cette hypothèse, l'étymologie d'Aubagne serait la même que celle de l'Aube, par allusion à aube en français et aubo en provençal.

### Attestations anciennes et évolution

#### Antiquité
Rappel : fondée au VIIe siècle av. J.-C., Marseille, peuplée de Ségobriges, devient un comptoir phocéen majeur de la côte de Méditerranée. Son voisinage anime les relations de toute nature le long des voies de communication, dont fait partie la vallée de la Huveaune.
Après la victoire de Caius Marius sur les Cimbres et les Teutons en 102 av. J.-C, Marseille devient Cliente de Rome. Sous son influence croissante, les relations évoluent tant par le biais du commerce que celui des conflits celto-ligures, à travers les interventions protectrices des légions. La cité adoptera une identité romaine : car comme avant eux les Grecs, les Romains s'attachent plus à évoquer les noms de leurs colonies et leurs villes, que celui des peuples qu'ils soumettent. Ceci obéit à des raisons évidentes d’absorption, tant du point de vue politique que pratique. Ainsi, au fur et à mesure que villes et colonies grandissaient, les noms de peuples disparaissaient.
La région d'Aubagne en profitera mais en subira également les conséquences.
En effet, en 49 av. J.-C., Jules César désigne le secteur Albania ou Albinea en raison de la présence inhabituelle de montagnards, des Albiques (ou Albici) dans le massif du Garlaban, territoire Ségobrige. Mais il précise qu'il s'agit de guerriers et de chasseurs alliés, voisins septentrionaux des massaliotes, localisés sinon d'Apt à Riez. Si cette présence est en relation directe avec le conflit qui oppose à la même époque Pompée à César, venu diriger le siège de Marseille,, contrairement à ce qui a longtemps été admis par les historiens, elle n'a aucun lien avec les origines du nom de la ville d'Aubagne,,,. Il convient alors de nuancer la portée de ce nom de baptême. De surcroît, les Romains ne se sont pas prêté à une utilisation ou à un développement marqué de la vallée de la Huveaune, ayant constitué d'autres points stratégiques autour de Marseille comme Arles, Aix et Toulon principalement reliés par la via Aurelia.
Aubagne et la vallée de la Huveaune conservent leur vocation viticole et agricole.

#### Moyen Âge
La première évocation écrite de la ville d'Aubagne apparait donc en 1005, dans la 17e charte du cartulaire de Saint-Victor de Marseille. Cette charte indique l'existence d'une exploitation (« villa ») nommée Albanea, donnée par les vicomtes de Marseille, Guillaume II et Foulques, à l'abbaye de Saint-Victor et probablement associée à un habitat rural alentour épars.
Au cours du XIe siècle, Albanea devient Albania plus exactement Albania super Velnam c'est-à-dire Aubagne sur Huveaune. Le nom évolue encore en Albaigne au XVe siècle, puis en Aulbaigne fin XVe et XVIe siècle et enfin en Aubagne à partir du XVIIe siècle.
Le nom provençal historique Aubanha,, est traduit en graphie mistralienne : Aubagno, quant à lui dès 1551 dans les délibérations du conseil municipal (villo d'Aubagno).
Enfin, l'appellation Aubagne-en-Provence (Aubagno en Prouvènço en provençal graphie mistralienne et Aubanha en graphie classique normalisée. Nb « en Prouvènço » est une erreur grammaticale, la construction correcte est « de Provença ») parfois évoquée depuis 2016 est une désignation beaucoup plus récente, ne semblant pas disposer d'autre fondement historique que l'avis favorable émis en octobre 2016 par le conseil départemental des Bouches-du-Rhône sur une requête présentée par le maire, Gérard Gazay, visant à modifier de nom d'Aubagne en « Aubagne-en-Provence ».

## Histoire

### Préhistoire
On sait que les grottes du massif du Garlaban ont servi d'habitat à des tribus sédentaires à partir du Néolithique.
Cependant, en raison de travaux d'aménagement au camp de Sarlier réalisés en 2022, à la confluence de deux cours d’eau, la Maïre et l’Huveaune, un bâtiment d’habitation datant du Néolithique moyen (4600-3400 av. J.-C.) pour la majorité des découvertes a été mis au jour. Quelques structures ont fourni du mobilier du Néolithique final (3400-2200 av. J.-C). Ces dernières prennent la forme de huit fosses en forme d'ampoules interprétées comme des silos dont deux ont été utilisées en réemploi pour des inhumations.
Ce projet a également découvert une nécropole protohistorique datée de la fin de l’âge du Bronze et du début de l’âge du Fer (900-600 av. J.-C.). Dix inhumations ont été étudiées dont huit sous tumulus. Cette zone était délimitée par une séparation formée de dalles de pierre posées verticalement côte à côte.

### Antiquité

Carte des tribus gauloises de Provence.

Aubagne fait partie des sites sur lesquels relativement peu de choses sont connues concernant les autochtones avant l'arrivée des Romains. Les noms des peuplades occupant la vallée de la Huveaune ne sont pas connus avec précision.
La vallée de la Huveaune fait partie de la Chôra massaliote. Elle passe progressivement sous le contrôle de Marseille qui y développe la culture de la vigne, et de l'olivier qu'elle inculque aux autochtones. Jusqu'au XIXe siècle, on y explore les traces nombreuses d'occupation sur les sites dits des Baou Saint-Marcel,, de la Tourette, Saint-Jean-du Désert.
À la fin du IIIe siècle av. J.-C., semble-t-il après le passage d’Hannibal, les sites de peuples autochtones déclinent voire disparaissent de la région : vers Aubagne, le Baou Roux, mais pour resurgir au début du IIe siècle av. J.-C., et un nouveau site émerge : Font-de-Mai.
La période romaine est relativement mieux documentée, grâce notamment à Jules César.
En l'an 49 av. J.-C., Jules César indique la présence inhabituelle de montagnards albiques dans le massif du Garlaban et désigne le secteur Albania. Vainqueur des Marseillais, il confisquera tant leurs privilèges que ceux de leurs alliés - parmi eux, les Albiques.
Au camp de Sarlier, une voie romaine estimée du milieu du Ier siècle av. J.-C, sous la forme d'une chaussée d'une dizaine de mètres de large encadrée par des bordiers a été mise au jour en 2022.

Géographiquement, elle se situe à 30 km à l'Est de Marseille, au milieu des vallées fertiles situées à l'Ouest du massif de la Sainte-Baume; et à proximité d'autres localités importantes ses côtes de la méditerranée comme Toulon et Aix-en-Provence;
Une villa gallo-romaine y était implantée et le site est l'un des plus anciens marchés de grains établis et fréquentés par les Massiliens. Les vestiges d'un grand nombre de voies de communication, qui convergeaient vers ce point, étayent le fait que Gargaria était un centre commercial où venaient s'approvisionner tous les peuples environnants.
Un grand nombre d'inscriptions romaines y ont été trouvées, preuve supplémentaire de son ancienneté et de son importance, situé à environ 4 km au nord-est - est d'Aubagne, à Ceyreste et Toulon. Arles communiquait avec cette partie lointaine de ses territoires (« Pagus ») par une voie secondaire qui quittait la via Aurelia à Aix-en-Provence pour bifurquer vers Marseille au sud, traversant Septèmes-les-Vallons, et qui devait suivre ensuite la vallée de l'Huveaune jusqu'au pied des massifs du Garlaban et de la Sainte Baume, et de là à travers la Crau d'Aubagne à Toulon.

### Christianisation
Peu d'informations sont disponibles concernant les siècles suivants, si ce n'est que la population de la vallée de la Huveaune et des hauteurs qui la surplombent, c'est-à-dire le territoire actuel d'Aubagne, vécut éparse dans des hameaux et des bourgades, soumise à Marseille et obéissant aux dispositions des hauts personnages marseillais.

### Haut Moyen Âge, fondation d'Aubagne

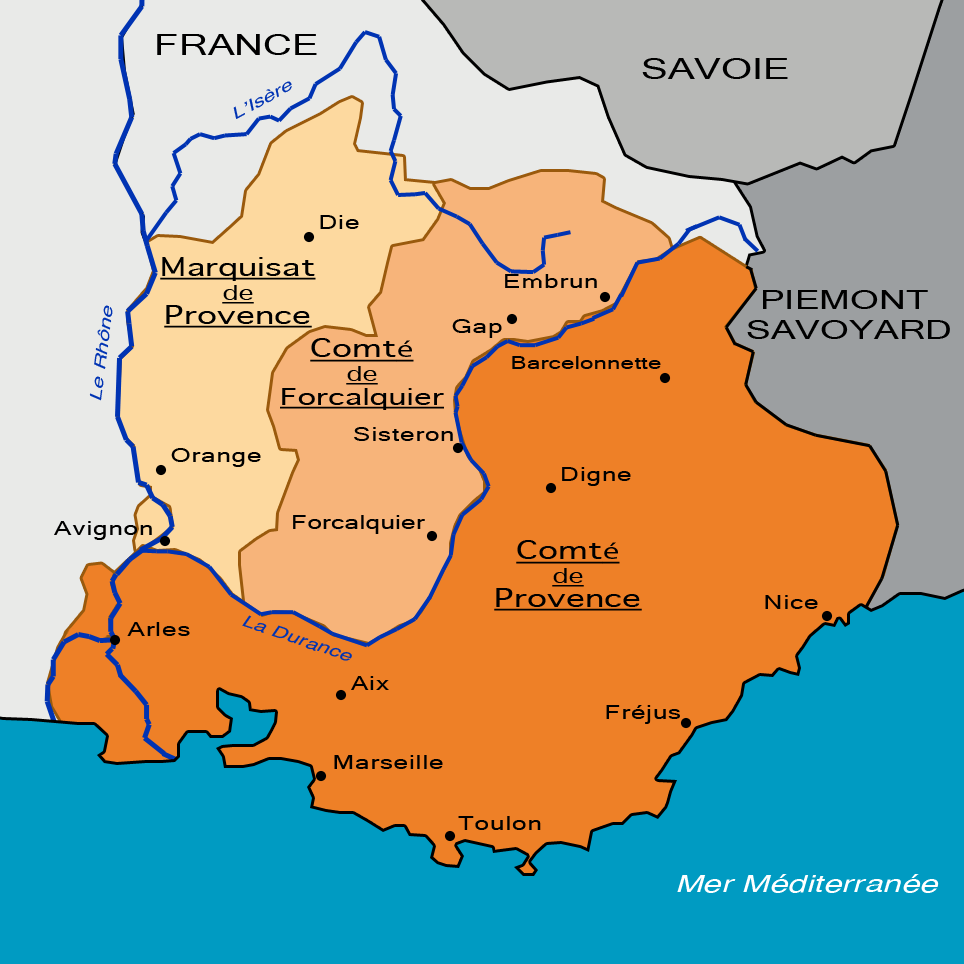
Carte du comté de Provence.

La vieille ville d'Aubagne a été construite sur une colline qui culmine à environ 150 m d'altitude et qui surplombe l'ancienne confluence de l'Huveaune et du Merlançon. Cette position était stratégique, puisqu'elle permettait de surveiller la plaine fertile d'Aubagne et de contrôler les voies de communication vers Marseille, Aix-en-Provence et Toulon. Sans compter que cette colline offrait une protection naturelle contre les crues de la Huveaune et de ses affluents.
Pourtant ce n'est pas à cet endroit, si idéal, que les premiers peuplements se sont installés. Des sources indiquent qu'un premier site appelé Pagus Lucretii aurait vu le jour dans la plaine, au niveau de l'actuel Saint-Pierre-lès-Aubagne, près de Saint-Jean de Garguier. Les habitants auraient ensuite émigré et fondé Aubagne sur la colline où se situe l'actuelle vieille ville. Si les raisons particulières qui ont déclenché cette migration de même que la date sont inconnues, il est probable qu'il s'agisse d'un repli vers une position plus sécurisée et plus facile à défendre, mais aussi plus proche de Marseille, dont ce peuplement dépendait alors.
L'existence d'Aubagne est signalée au début du IXe siècle sous le nom Albanio dans le Polyptyque de Wadalde. Cependant il pourrait aussi s'agir d'une mauvaise lecture du nom Albiano, désignant une localité située près de Digne. Une chose est sûre, la ville a été fondée avant le XIe siècle, puisqu'elle est citée sous le nom d'Albanea à partir de 1005 dans le cartulaire de Saint Victor.
Au cours du haut Moyen Âge, le territoire d'Aubagne fait partie du comté d'Arles puis de celui de Provence, au sein du royaume de Bourgogne. Dépendant de Marseille et de sa puissante abbaye Saint-Victor, ce territoire est placé sous l'autorité des vicomtes de Marseille au milieu du Xe siècle.

### Moyen Âge central, fortification de la ville

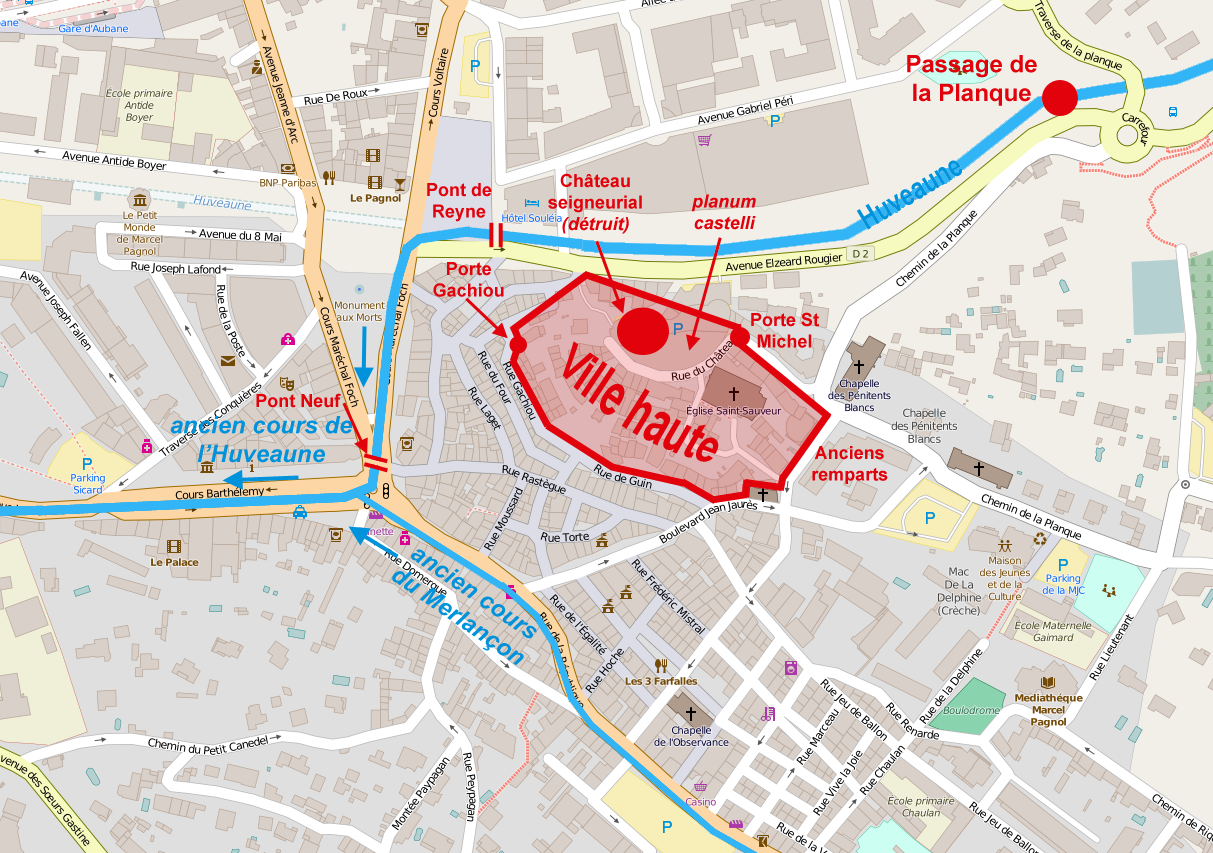
Plan du centre-ville d'Aubagne faisant apparaître la ville haute, fortifiée

Au début du XIe siècle, le royaume de Bourgogne est rattaché au Saint-Empire romain germanique. La Provence passe alors sous l'autorité de l'Empereur des Romains qui prend également le titre de roi d'Arles. Le territoire d'Aubagne devient donc, en tant que partie de la vicomté de Marseille, terre impériale. C'est à cette période que le nom d'Aubagne apparaît dans les documents officiels. En 1005, la charte du cartulaire de l'abbaye Saint-Victor de Marseille indique la présence d'un lieu de culte à Albanea, localité alors qualifiée de villa. Ce document officialise la donation de terres par les vicomtes de Marseille Foulques et Guillaume II à l'église Saint-Pierre qui dépend de l'abbaye Saint-Victor. Moins de dix ans plus tard, en 1014, le nom d'Aubagne apparaît dans une deuxième charte. Il s'agit d'une donation par les mêmes vicomtes de la chapelle Saint-Mitre à l'Abbaye Saint-Victor. Il y a alors deux lieux de cultes avérés sur le territoire d'Aubagne. Une troisième charte, datée de 1035, indique la présence d'un troisième lieu de culte à Aubagne. Il s'agit de la chapelle Saint-Michel, qui se trouvait à l'emplacement de l'actuelle chapelle des Pénitents noirs, c'est-à-dire sur le site de construction de la vieille ville d'Aubagne. Cette charte, qui est une confirmation d'une précédente donation faite par le vicomte Guillaume Ier, a permis aux historiens de prouver que la chapelle Saint-Michel existait avant 1004, date de la mort du vicomte. Le don daterait de 990 et l'émigration des habitants de Saint-Pierre vers le site de l'actuelle Aubagne pourrait donc être antérieure à cette date.

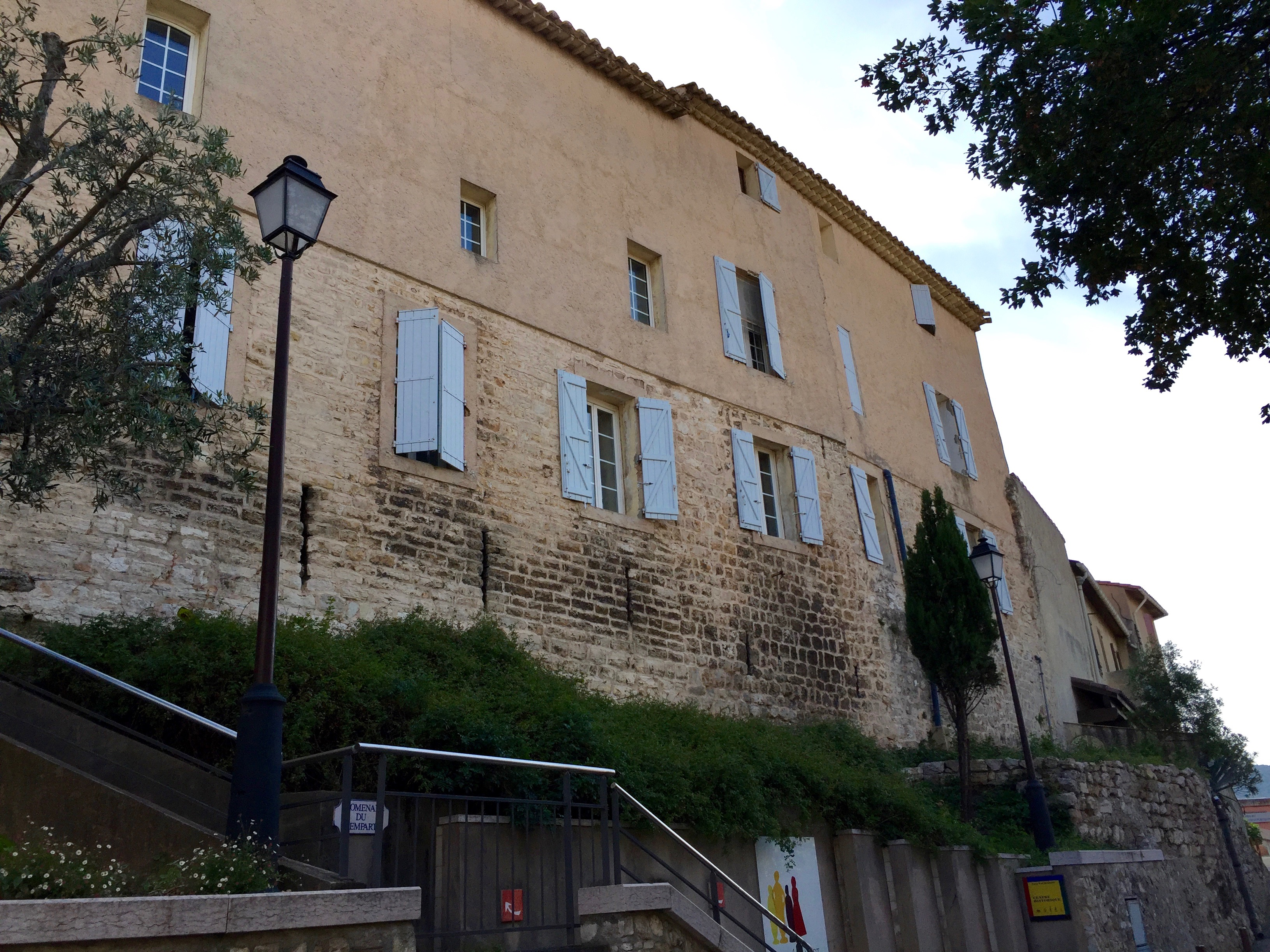
Anciens remparts d'Aubagne, vus du chemin d'Entrecasteaux.

Une fois fondée, Aubagne va évoluer rapidement, notamment au XIe siècle au cours duquel elle passe dans les textes du qualificatif de villa en 1005 à celui de castrum en 1064. Ce terme latin indique que la ville a été fortifiée. Cette fortification a été confirmée par les fouilles de 1989 réalisées par Michiel Gazenbeek de l'INRAP. Les fouilles ont permis de mettre au jour un mur de l'ancien château seigneurial et une zone funéraire. Les fortifications du XIe siècle auraient été construites en bois avant d'être renforcées avec de la pierre au siècle suivant. La construction du château et des fortifications s'explique par la situation politique de l'époque. Il s'agit en effet d'une période de fortes tensions entre l'Église et la famille vicomtale de Marseille qui se disputent la seigneurie d'Aubagne. La population des campagnes vint alors chercher la protection du château. Cette migration, commune à de nombreux villages provençaux, est connue sous le nom d'incastellamento.
Au XIIe siècle, la ville se développe au sein de ses remparts de pierre, autour d'un noyau central formé par le château et l'église (actuelle Saint-Sauveur). L'habitat y est assez dense, avec un schéma urbain radioconcentrique. Les ruelles y sont alors étroites et sinueuses pour offrir une protection contre le soleil et le mistral. Trois places permettaient d'aérer le tissu urbain : le planum castelli, c'est-à-dire la place du château, située entre ce dernier et l'église, la place du marché, et la place du Clastre (du provençal clastro, le presbytère). Une voie majeure traversait le village, dans un axe nord-est – sud-ouest, et passait entre le château et l'église. Cette rue, qui correspond à l'actuelle rue du Château, reliait la porte Gachiou à la porte Saint-Michel.

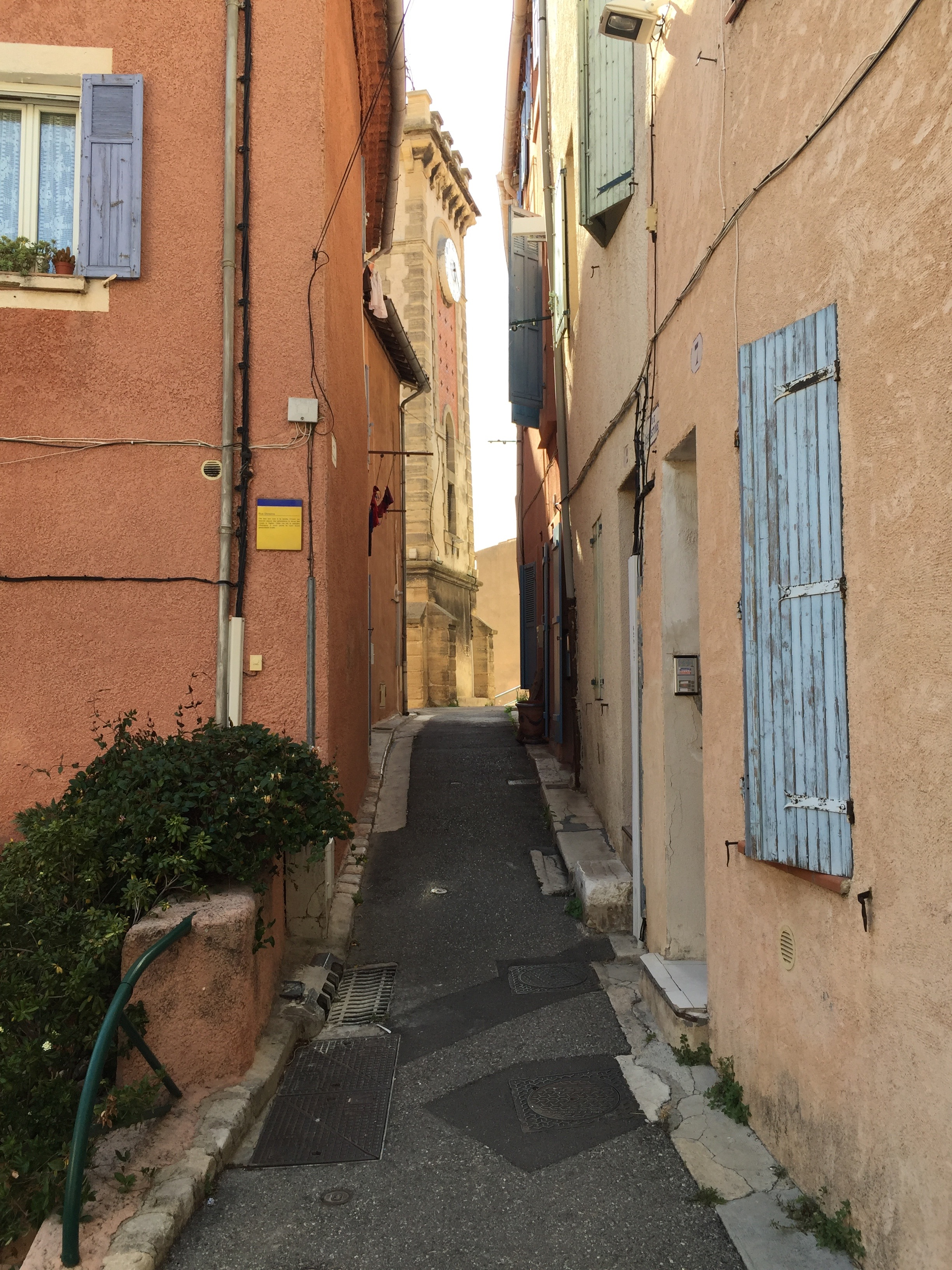
Ruelle étroite typique de la vieille ville (rue Christine).

Il y a peu d'informations concernant la structure du château d'Aubagne, aujourd'hui détruit. Sa première description, qui date du XIIIe siècle siècle, nous apprend que le château était composé de différents corps de bâtisse, d'une tour et d'un four, et qu'il était construit au milieu d'une vaste cour. Le tout était entouré par un rempart formant une demi-lune et protégeant les côtés ouest, sud et est du château, la face nord étant absolument inabordable. Ce château était occupé par les seigneurs d'Aubagne, de la famille des Baux. L'église était située en face du château, de l'autre côté du planum castelli. Son nom actuel de Saint-Sauveur n'apparaît qu'en 1261. Elle était alors beaucoup plus petite et en retrait vers l'est que l'église actuelle, dont la structure date du remaniement du XVIIe siècle. Elle était composée d'une nef unique en croix latine avec des chapelles latérales. De nos jours, la chapelle dite Saint-Joseph et la base du clocher sont les seuls éléments de l'ancienne structure qui perdurent.
La ville était quasiment encerclée par deux cours d'eau, la Huveaune et le Merlançon, qui la séparaient des prés, prairies et marécages environnants. Il était possible de traverser la Huveaune à gué au niveau de la Planque, au nord de la ville, ou par un pont situé à l'ouest, à l'extrémité de l'actuelle rue du Pont. Ce pont à trois arches, plat et étroit, est cité pour la première fois en 1210. Il permettait l'accès au parc seigneurial, et à la route reliant Marseille et Allauch, ainsi que Roquevaire. Il était appelé pont antique ou pont amont, puis pont de Reyne. Ce pont n'existe plus de nos jours, puisque le cours de la Huveaune a été dévié puis enterré.
La ville se développe au cours du XIIIe siècle alors que la situation politique de la Provence est explosive. Les comtes de Provence Raimond-Bérenger IV et Charles Ier (son successeur par mariage) souhaitent réaffirmer leur pouvoir sur les villes d'Avignon, d'Arles et de Marseille, devenues quasiment indépendantes, ce qui entraine des conflits armés. Les seigneurs d'Aubagne participent à ces guerres en prenant le parti des Marseillais contre le comte de Provence. Pour financer ces conflits, la famille des Baux emprunte de l'argent à la république de Marseille, laissant en hypothèque le château et la ville d'Aubagne. La seigneurie est ainsi hypothéquée en 1240 et 1246 par le seigneur Barral des Baux. La république de Marseille est cependant dépouillée de son gage en 1251 lorsque Barral se soumet au comte Charles Ier qui assiège alors Marseille. Le conflit prend fin en 1252 avec la soumission des Marseillais.
C'est à cette même période que les habitants d'Aubagne commencent à participer aux affaires communales au sein d'une association dénommée la Confrérie du Saint-Esprit. Contrairement à ce que pourrait laisser penser son nom, il s'agit plus d'une organisation politique que religieuse. Créée au début du XIIIe siècle et issue de celle de Marseille, cette association est alors composée de tous les citoyens et chefs de maison d'Aubagne. Elle traite des questions délicates avec le seigneur et fait exécuter les décisions prises en parlement public. Il s'agit des fondements d'un pouvoir communal indépendant qui sera renforcé par l'obtention de franchises et de libertés.

### Moyen Âge tardif, succession de croissances et de crises

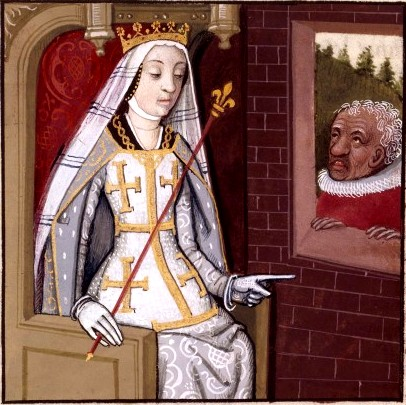
La reine Jeanne dont le règne coïncide avec une période noire pour Aubagne. Miniature de Robinet Testard tirée d'un manuscrit du De mulieribus claris, v.1488-1496, BNF, Fr.599.

Pour Aubagne, le début du XIVe siècle est une période de croissance et de prospérité, marquée par l'obtention d'une certaine autonomie administrative. Le seigneur Bertrand II des Baux, vieux, malade et malmené financièrement, accède aux demandes de la communauté en lui accordant de nouvelles franchises, amplifiant ainsi le mouvement initié par la Confrérie du Saint-Esprit. Ces nouvelles libertés sont consignées dans un Livre vert, sur lequel le seigneur, son représentant et le juge doivent jurer de respecter les franchises et coutumes de la ville d'Aubagne. Le conseil communal, composé de 10 hommes de la ville, s'occupe alors de la police, des procès, des chemins, des cultes, de la santé, des eaux et fontaines, de l'horloge, des moulins et des fours, entre autres.
Cependant cette période de prospérité est stoppée brutalement au milieu du XIVe siècle par des guerres civiles et des épidémies de peste. Les troubles commencent le 20 janvier 1343 avec la mort de Robert d'Anjou, roi de Naples et comte de Provence. Sa petite-fille Jeanne hérite de la couronne de Naples et du comté de Provence mais son pouvoir est contesté par ses cousins, ce qui entraîne une grave crise politique. Un accord matrimonial est trouvé et Jeanne est mariée avec son cousin André de Hongrie. Cependant André est assassiné et la reine Jeanne se remarie avec son autre cousin Louis de Tarente. Ce dernier est soupçonné par Louis de Hongrie d'être à l'origine de l'assassinat de son frère André, ce qui entraîne une guerre civile. Les armées de Louis prennent Naples et la reine Jeanne se réfugie en Provence. Elle arrive à Marseille le 20 janvier 1348 où elle est accueillie chaleureusement. Elle part ensuite pour Aix-en-Provence où l'accueil est très différent, les seigneurs provençaux lui étant fortement hostiles. Comme les autres villes provençales, Aubagne est touchée par la guerre civile et la ville décide en 1346 de construire un clocher à son église pour servir de vigie et surveiller les environs.

Diffusion de la peste noire.

À cette même période, la Provence est frappée par un fléau supplémentaire qui allait se répandre dans toute l'Europe : la peste noire. Arrivée à Marseille en novembre 1347, elle atteint Aubagne en 1348, probablement propagée par des fuyards et des muletiers assurant les transports journaliers. L'épidémie ravage Aubagne pendant deux années successives, entraînant une mortalité si importante qu'en 1350 une partie des terres ne put être ensemencée, faute de main-d'œuvre.
La décennie suivante (1350-1360) est catastrophique pour Aubagne. Alors que la peste affecte encore épisodiquement la ville, cette dernière va être violemment rattrapée par la guerre civile qui touche la Provence. La ville va subir les lourdes conséquences des décisions prises par les seigneurs des Baux et d'Aubagne et notamment celles de Hugues des Baux. Ce dernier, nommé sénéchal de Provence par la reine Jeanne de 1343 à 1346, emprunte en avril 1350 la somme de 10 000 florins au pape Clément VI. Il utilise cet argent pour armer des galères avec lesquelles il part aider Jeanne Ire, retournée entre-temps à Naples. Mais une fois arrivé en Italie, son ambition dévorante le pousse à essayer de se frayer un chemin vers le trône. Il profite de la guerre pour forcer la sœur de la reine à épouser son fils et à consommer leur mariage. Il décide ensuite d'emmener les deux mariés en Provence où il pourrait les faire reconnaître comme souverains en cas de défaite de la reine Jeanne et du roi Louis de Tarente. Ce dernier ayant appris la trahison d'Hugues fait aborder sa galère et le poignarde de sa main. Les deux fils du seigneur des Baux sont emprisonnés et ne sont libérés qu'en 1353 grâce à l'intervention du pape Innocent VI. L'aîné est assassiné et c'est le plus jeune des deux frères, Raymond, qui devient seigneur des Baux et d'Aubagne. Il obtient le pardon de la reine et cette dernière l'autorise à retourner en Provence en 1355. Mais une fois rentré, il oublie les marques d'amitié données à la reine et commence à comploter pour venger la mort de son père. Il organise une révolte en Provence avec l'aide de ses vassaux et d'une partie de la noblesse provençale. La révolte éclate en juillet 1357. Les troupes rebelles, fortes de 4 000 hommes, avancent jusqu'aux portes de Toulon et menacent Marseille, restée fidèle à la reine. Mais les troupes de Philippe de Tarente, frère du roi, et celles de Marseille ripostent et prennent Aubagne le 1er octobre 1357. La ville est alors pillée par les troupes de la reine et en partie incendiée, tout comme le château. Malgré les demandes répétées des Marseillais, le château d'Aubagne ne fut pas rasé. Il fut réparé et occupé par les troupes de Philippe de Tarente pendant plusieurs années. Vaincu, Raymond des Baux se soumet à la reine, qui lui accorde son pardon en 1363. Raymond récupère alors ses possessions, dont Aubagne et son château.

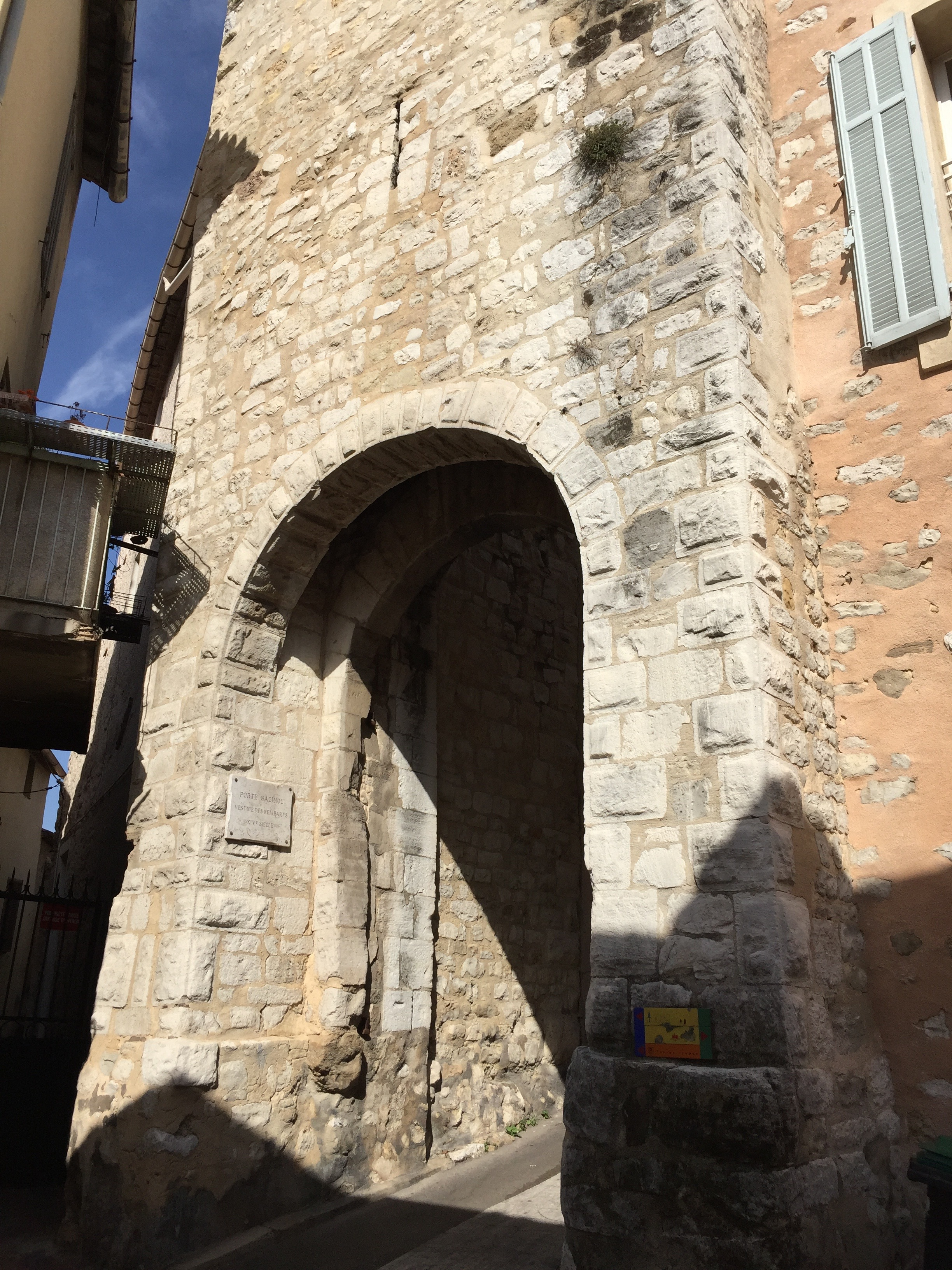
La porte Gachiou depuis la « ville basse ».

Pour protéger Aubagne en cas de nouveaux conflits, Raymond décide aussitôt de reconstruire les fortifications de la ville et il fait voter en 1367 par le Conseil des tailles annuelles devant financer les travaux. Ces taxes qui sont alors appliquées indistinctement à toutes les propriétés du territoire aubagnais vont être à l'origine d'une nouvelle querelle entre Marseille et Aubagne, les Marseillais propriétaires de terrain à Aubagne refusant catégoriquement de payer cet impôt. Ce conflit entraina une interruption du commerce entre les deux villes pendant plus d'un an. Finalement un arbitrage est rendu en 1370 donnant raison aux Marseillais. Raymond des Baux meurt en 1372, soit deux ans avant la fin des travaux de reconstruction. La porte Royale ou porte Gachiou (du provençal agacho, lieu d'où on observe) que l'on peut encore voir aujourd'hui date de cette époque.
La fin du XIVe siècle marque le retour à la prospérité et à la croissance pour Aubagne, malgré la forte instabilité politique qui continue à régner en Provence. La mort de la reine Jeanne Ire en 1382 ouvre une crise de succession à la tête du comté de Provence, les villes de l’Union d'Aix (1382-1387) soutenant Charles de Duras contre Louis Ier d'Anjou. Le seigneur d’Aubagne, François des Baux qui a succédé à son frère Raymond, soutient le duc d’Anjou dès le printemps 1382, ce soutien étant conditionné à la participation du duc à l’expédition de secours à la reine. Ce soutien n'empêche pas la reine Marie, veuve du roi Louis, d'essayer d'annexer la baronnie d'Aubagne au comté de Provence après le décès de François des Baux en 1390. C'est finalement un échec, et Alix des Baux, fille de Raymond, devient comtesse d'Avellin et dame d'Aubagne. Le 4 avril 1402, à Brantes, au pied du Ventoux, en présence de cette dernière, son époux Odon de Villars fit donation à son neveu Philippe de Lévis des fiefs de Brantes, Plaisians et leurs dépendances, des seigneuries de Saint-Marcel, Roquefort, le Castellet, Cassis et Port-Miou, dépendantes de la baronnie d’Aubagne, ainsi que de La Fare-les-Oliviers, et Éguilles. Son neveu, en contrepartie devait lui servir de caution vis-à-vis de Raymond de Turenne dans l’observation d’un accord passé entre le vicomte, lui et son épouse Alix. En cas de non-respect de la part d’Alix et d’Odon, ces derniers devraient payer 50 000 florins à Raymond de Turenne,.
La ville va ensuite changer plusieurs fois de mains. À la mort d'Alix des Baux en 1426, la baronnie d'Aubagne est annexée au comté de Provence, le peuple acceptant de se soumettre à Louis III, roi de Naples et comte de Provence, après quatre jours de pourparlers. La ville obtient notamment le maintien de ses franchises et de ses libertés accordées précédemment. Neuf ans plus tard, le roi René Ier qui a succédé à son frère, se sépare de plusieurs possessions de manière à financer ses guerres en Italie. Le 12 novembre 1437, Charles de Castillon achète pour 5 000 florins la baronnie d'Aubagne, incluant les villes d'Aubagne, de Saint-Marcel, de Roquefort, de Cassis et du Castellet. Il devient baron et s'installe au château d'Aubagne.

### LeXVesiècle: extension et construction de la ville basse

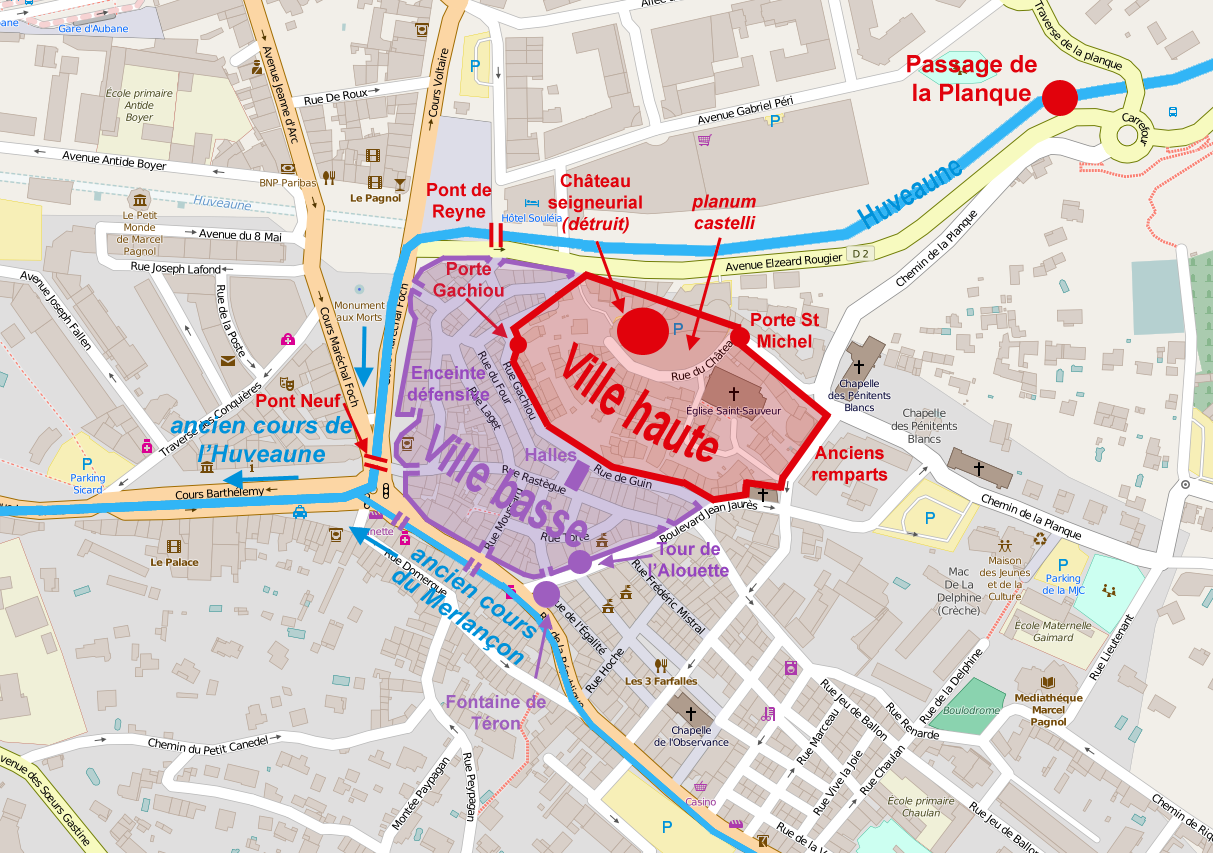
Plan du centre-ville d'Aubagne faisant apparaître la ville haute et la ville basse.

Malgré quelques tensions en Provence et des réapparitions sporadiques de la peste, Aubagne connaît une croissance démographique importante en ce début du XVe siècle, au point de manquer de place dans la « ville haute ». Il est donc décidé de construire en dehors des remparts. Cependant, même si le conseil communal indique en 1406 que le « pays est délivré actuellement de tout danger », les gens rechignent à s'installer en dehors des murs. Le conseil communal prit alors des mesures incitatives, comme des exemptions de taille, pour pousser les habitants à construire extra-muros. Une zone d'habitation fut ainsi créée dans une bande comprise entre les remparts de la « ville haute » au nord et les berges de la Huveaune et du Merlançon à l'ouest et au sud. Cette partie de la ville, appelée « ville basse », est construite en suivant les modes de construction médiévaux, avec des rues étroites et sinueuses et des habitations sur trois ou quatre niveaux. Tous les bâtiments situés au bord des cours d'eau ne possédaient aucune ouverture donnant sur ces derniers de manière à former une seconde enceinte défensive. La « ville basse » est alors équipée d'une halle pour la vente de poisson et d'une boucherie contiguë situées au niveau de l'actuelle place de Guin, d'un four à pain sur l'actuelle rue Torte, ainsi que d'un point d'eau, la fontaine de Téron (« source » en langue d'oc). Cette dernière est aménagée par les édiles au-dessus d'une source en 1467. La surverse était reliée au Merlançon par une conduite, ce qui conduira à des pollutions de l'eau du bassin lors des crues de cette rivière. Le conseil communal fait construire une tour, la tour de l'Alouette (située au niveau de l'actuelle place de l'Alouette) pour protéger les habitants se rendant à la fontaine (située au niveau du croisement des actuels rue de la République et boulevard Jean-Jaurès). L'installation de tuileries, dans le quartier des Lignières notamment, coïncide avec la construction de la « ville basse ». Il s'agit du début de l'exploitation de l'argile, abondante à Aubagne.
À cette période, l'extension d'Aubagne et les besoins croissants de ses habitants rendent nécessaire de repousser la limite des terres cultivées. Mais cette extension est limitée par la présence à l'est de la ville d'une vaste zone marécageuse, non cultivable et responsable qui plus est de graves fièvres fatales qui touchent la population. Il est donc décidé d'entreprendre d'importants travaux de terrassement pour assécher ces paluns (marais en provençal) et créer des cultures céréalières. Les travaux sont lancés en 1454 pour un prix de 400 florins. Cependant en 1456, un surplus de 330 florins est nécessaire pour faire face aux difficultés rencontrées par les terrassiers. Les travaux continuent jusqu'en 1459. La somme totale de 730 florins est avancée par le baron Charles de Castillon, en échange d'un remboursement sur les récoltes. Les eaux sont récupérées dans des petits canaux, les filholo qui se déversent dans un canal plus important, la Maïre, qui rejoint ensuite la Huveaune au niveau de Lamagnon. Les terres ainsi drainées sont mises en fermage en 1472. La fertilité des terres de ce quartier des Paluds va pousser les autorités de Gémenos à conduire les mêmes travaux.

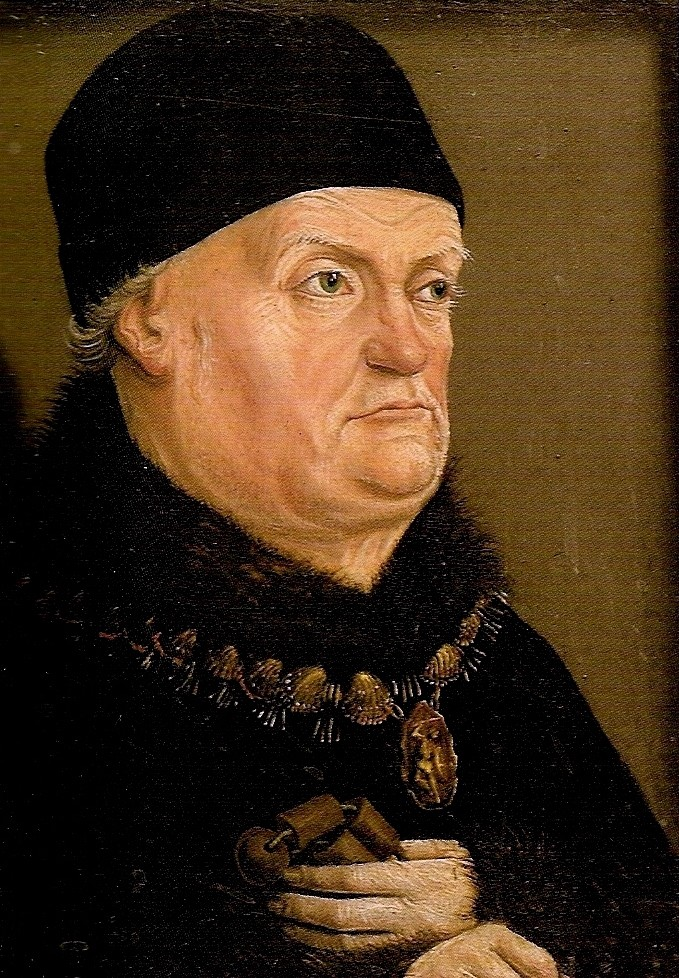
Le roi René, comte de Provence.

En 1461, Charles de Castillon meurt et le roi René en profite pour revenir sur la vente de la baronnie d'Aubagne, qu'il donne en viager à son épouse, la reine Jeanne de Laval. Cependant en 1473 il reprend ce don pour pouvoir s'en servir de monnaie d'échange avec l'évêché de Marseille contre trois châteaux. Ainsi, la baronnie d'Aubagne change à nouveau de mains le 20 février 1474 et devient la propriété des évêques de Marseille. Cet échange est approuvé par le pape Sixte IV. L'évêque Jean Alardeau va prendre des mesures favorisant à la fois l'augmentation de la population aubagnaise et celle des revenus de ses domaines. Il permet ainsi l'établissement d'un martinet pour travailler le cuivre et le fer, l'installation d'un paroir à drap, et le défrichement de terres incultes, tout en réduisant le cens imposé aux nouveaux venus. En 1476, un cadastre est établi, recensant à Aubagne 190 propriétaires et 260 maisons grandes et petites, dont 158 à l'intérieur des remparts, les autres étant situées dans la ville basse et dans les faubourgs.
Malgré de nouvelles épidémies de peste en 1451, 1477, 1479 et 1482, la ville continue à s'étendre et des faubourgs se forment, notamment de l'autre côté du Merlançon. Ce ruisseau, sujet aux crues, présente alors un danger pour la ville et les Aubagnais vont essayer de le maîtriser. Différents grands travaux d'aménagement vont être menés dans ce sens du XVe au XXe siècle. Dans un premier temps la ville fait encadrer le Merlançon de deux murailles pour limiter ses débordements, et deux ponts sont construits en 1496 pour relier la « ville basse » aux faubourgs situés au sud.
La fin du siècle est marquée par un grand changement politique pour Aubagne et la Provence. Le comte Charles III de Provence, qui a succédé au roi René, fait de son cousin Louis XI de France l'héritier de toutes ses possessions à l'exception de Guise, à condition que les libertés et les franchises accordées sont maintenues. Charles III meurt le 11 décembre 1481, et les États de Provence approuvent le 15 janvier 1482 un document donnant à Louis XI le titre de comte de Provence et proclamant l'union de la France et de la Provence. Cette union deviendra perpétuelle en 1487. Aubagne rejoint ainsi le royaume de France. Ce rattachement va être marqué par la francisation et la réorganisation administrative de la région.

### LeXVIesiècle: guerres, endettement et pauvreté

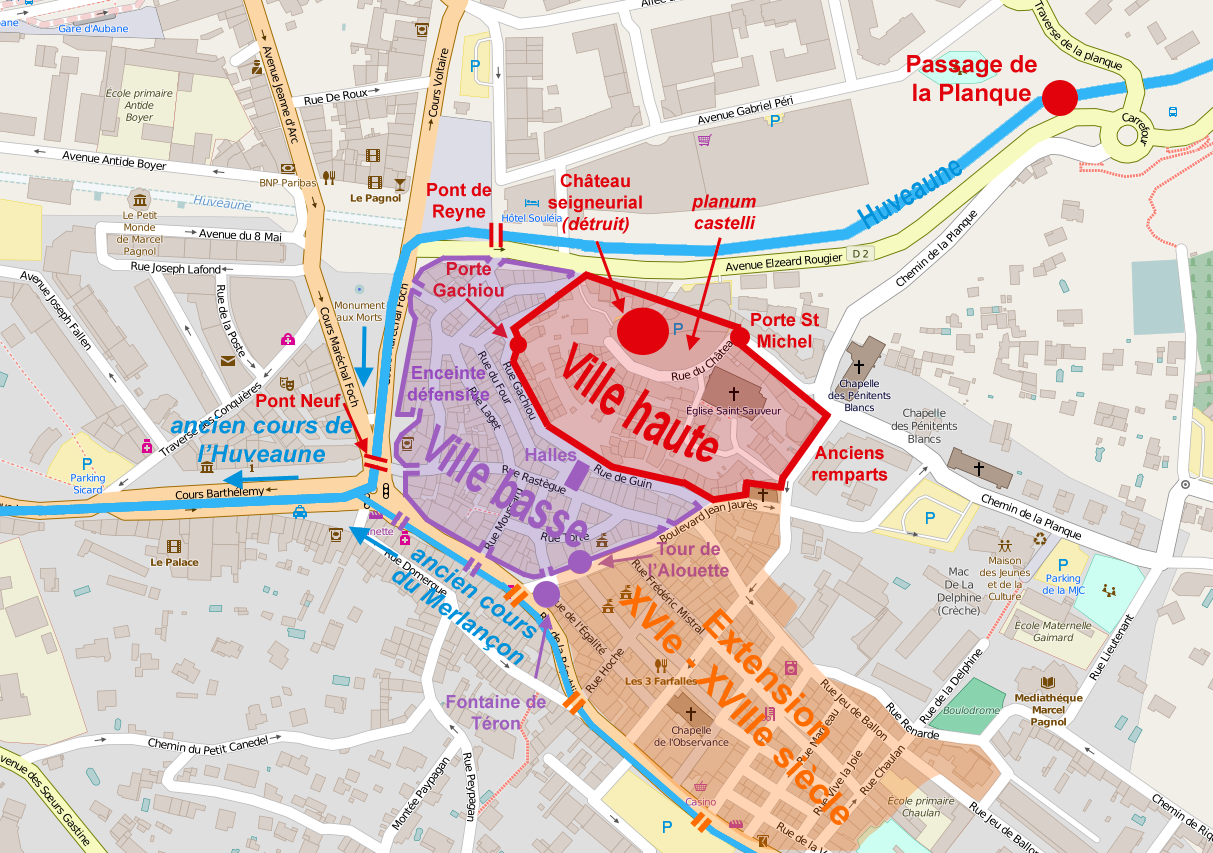
Plan de l'extension d'Aubagne du XVIe siècle au XVIIIe siècle (en orange).

L'extension et la croissance de la ville d'Aubagne sont toujours d'actualité au début du XVIe siècle. En 1501, la construction de la « ville basse » est achevée et cette nouvelle partie de la ville est déjà saturée et totalement encombrée. Les rues, étroites, sont obstruées par les étals et la circulation devient très compliquée. Face à ces problèmes et à la croissance de la population, une nouvelle extension devient nécessaire. Les autorités communales décident alors d'étendre la ville vers le sud-est, sur un espace à fourrages situé le long de la rive droite du Merlançon, en prolongement de la « ville basse ». Ce troisième agrandissement va se construire petit à petit du XVIe au XVIIIe siècle pour former le bourg Saint-Roch. Dans un même temps, la position géographique d'Aubagne fait de la ville le centre du commerce de la vallée de la Huveaune, faisant le lien entre les producteurs des villages environnants, les artisans aubagnais et Marseille. Les produits frais de la vallée (légumes, fruits, miel, huile d'olive, fromages de chèvre) sont vendus ou échangés contre des épices ou des produits manufacturés tels que des étoffes, notamment lors de la grande foire du mois d'août. Le développement économique et démographique de la ville pousse ses édiles à faire construire en 1515 un deuxième four à pain, situé dans la ville basse, puis un troisième en 1577 dans le faubourg de Cuelongue. Ce dernier est construit par un potier venu d'Italie qui va multiplier le nombre de tuileries et donc la production de tuiles. Le clocher de l'église Saint-Sauveur est ainsi recouvert en 1551 de 1 630 tuiles vernies produites à Aubagne. Cette même année est fondée la confrérie des pénitents noirs qui s'installe dans l'ancienne chapelle Saint-Michel. Cette chapelle prendra par la suite le nom de la confrérie.
L'urbanisation et l'extension d'Aubagne font apparaître des soucis de cohabitation entre la ville et les deux cours d'eau qui l'enserrent. En effet, les nouveaux quartiers, construits dans des zones moins élevées que la ville haute et donc moins protégées, sont victimes régulièrement des crues de la Huveaune et du Merlançon. Les autorités communales répondent à ce problème en ordonnant des travaux de redressement, de nettoyage et d'encaissement des deux rivières. Cependant pour le Merlançon, la situation est plus compliquée. Ce ruisseau qui a un débit irrégulier sert de déversoir pour les fosses à purin situées le long de son lit, ainsi que d'égout à ciel ouvert pour les habitants. Cette utilisation qui explique le surnom de « merdançon » donné à ce cours d'eau pose de graves problèmes d'hygiène et de santé publique. Pour résoudre ce problème, la ville étudie en 1597 un premier projet de couvrement du Merlançon. Ce couvrement sera réalisé par étapes au cours du siècle suivant.
Parallèlement à cette période de croissance, la ville va faire face à des problèmes majeurs : des hivers rigoureux qui font flamber le prix du blé, plusieurs épidémies de peste, et surtout les conséquences plus ou moins directes des guerres qui touchent la France à cette époque. Dans un premier temps, la ville va souffrir du coût des guerres d'Italie menées par Louis XII puis par François Ier, rois de France à laquelle Aubagne est maintenant rattachée. Les évêques de Marseille, seigneurs de la baronnie d'Aubagne, sont obligés de verser des subsides pour financer ces campagnes. Financièrement en difficulté, les différents seigneurs successifs vont devoir vendre certaines de leurs possessions aubagnaises pour payer ces subsides. Le four seigneurial est ainsi vendu à la commune en 1506, puis la tour de Clastre et son droit de passage en 1533 et enfin le moulin seigneurial en 1543. La population quant à elle doit alors faire face à des impositions de plus en plus nombreuses pour financer la garde de la ville à chaque épidémie de peste. Mais la ville est aussi touchée militairement par les guerres voulues par François Ier. Comme beaucoup de villes de Provence, Aubagne est envahie et pillée en 1524 par le connétable de Bourbon, puis en juin 1536 par l'armée de Charles Quint, respectivement lors de la sixième et de la huitième guerre d'Italie. Idéalement située sur des axes importants de communication, la ville doit en plus loger, nourrir et parfois même armer les troupes françaises de passage.

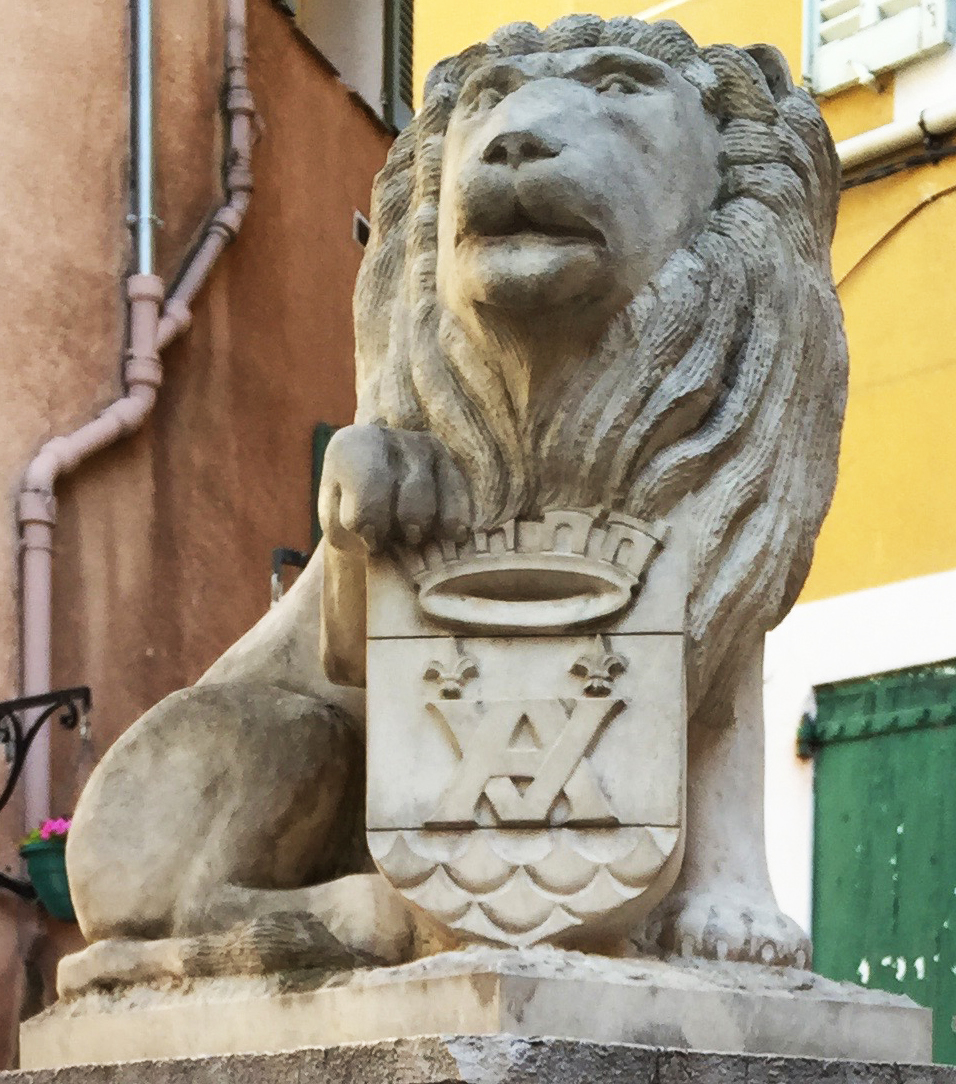
Blason d'Aubagne faisant apparaître les deux fleurs de lys données par Henri IV (fontaine du Lion).

Après les guerres d'Italie, ce sont les guerres de religions entre huguenots et catholiques qui vont secouer fortement la Provence et Aubagne, et plus particulièrement la huitième guerre de religion. Comme le reste du pays, la Provence est déchirée entre les protestants et leurs soutiens d'un côté, et les extrémistes de la Ligue catholique de l'autre. Frédéric Ragueneau, seigneur d'Aubagne et évêque de Marseille est partisan des catholiques modérés et des huguenots, rejoignant sur ce point le gouverneur des États de Provence Jean-Louis de Nogaret de La Valette. À l'inverse, les villes de Marseille et d'Aix-en-Provence sont favorables à la Ligue. Alors que les troupes ligueuses, en lutte contre le gouverneur, réquisitionnent hommes, bêtes et biens à Auriol, Roquevaire, Gémenos et Nans, la ville d'Aubagne, seule, résiste. Fuyant la Ligue qui a pris le pouvoir à Marseille, Ragueneau s'exile dans un premier temps à Aix, qu'il quitte finalement en 1586 pour Aubagne, où il vit réfugié dans son château, protégé par une milice. À la demande de Ragueneau et du Parlement de Provence, les consuls arment 25 à 30 Aubagnais pour surveiller les alentours de jour comme de nuit. En 1588, face à l'imminence d'une attaque par les Marseillais, Ragueneau quitte Aubagne pour l'Italie, abandonnant la ville aux ligueurs. Les troupes marseillaises menées par Charles de Casaulx prennent et pillent Aubagne. Le château est incendié par les Marseillais, pour la deuxième fois de son histoire.
En 1591 ce même Charles de Casaulx prend le pouvoir à Marseille où il met en place une véritable dictature ligueuse dont il est le premier consul. Henri IV, devenu entretemps roi de France, part à la reconquête de son royaume et veut reprendre la ville rebelle. C'est à Aubagne, plus particulièrement à l'hôtel de Bausset situé dans la « ville basse », qu'est fomenté un complot visant à faire assassiner Charles de Casaulx et à ouvrir les portes de Marseille au roi. La conjuration, mise à exécution le 17 février 1596, est un succès. Le despote est assassiné et Henri IV obtient la reddition de Marseille quelques jours plus tard. Pour récompenser Aubagne de sa loyauté envers la couronne de France, le roi offrit à la ville deux fleurs de lys à rajouter à son blason, qui prit alors sa forme actuelle (voir partie « Héraldique »).
Le bilan de ce XVIe siècle est très mitigé pour Aubagne. Malgré les guerres et les épidémies, la population aubagnaise a beaucoup augmenté et la ville s'est étendue, comme le confirme le cadastre de 1577, réalisé exactement un siècle après le précédent. Le nombre de maisons a ainsi pratiquement doublé, passant de 260 à 456 en 100 ans, tandis que sur la même période le nombre de propriétaires a été multiplié par quatre, passant de 190 à 767. La valeur de l'ensemble des propriétés est alors estimée à 212 380 florins. Mais économiquement et financièrement, la ville et ses habitants sont à bout de souffle, payant les frais de tous ces conflits. Les Aubagnais, écrasés par les taxes, vivent dans la misère, tandis que la ville croule sous une dette de 100 000 écus. L'économie locale ressort également très affaiblie de ce siècle difficile.

### XVIIeetXVIIIesiècles: stabilité, croissance et premiers aménagements fluviaux
Frédéric Ragueneau, évêque de Marseille et seigneur d'Aubagne, est assassiné à Signes dans le Var le 26 septembre 1603. Son corps est transporté à Aubagne où il est accueilli en grande pompe par une population qui l'appréciait, avant d'être inhumé à Marseille. Il s'agit là des derniers troubles qui secouent Aubagne après ce XVIe siècle difficile. Le XVIIe siècle qui commence va être beaucoup plus calme et prospère. Henri IV a réussi à imposer son pouvoir sur toute la France, ce qui marque la fin de la dernière guerre de religion. Il entreprend alors la pacification du royaume, ouvrant ainsi une période de stabilité et de paix, propice à la croissance. Aubagne va alors beaucoup se développer, économiquement comme démographiquement, et ce jusqu'à la révolution française.
Face à l'augmentation de la population et au développement de la ville, les terrains prévus pour la troisième extension, le long du Merlançon, vont petit à petit être construits. Dans cet espace appelé « ville neuve », de nouveaux bâtiments et de nouvelles rues voient le jour, avec une organisation totalement différente de celle de la « ville haute » et de la « ville basse ». L'anarchie moyenâgeuse et ses rues étroites et sinueuses sont abandonnées au profit d'un urbanisme plus moderne. Même si les chemins préexistants sont maintenus (comme l'acteur boulevard Jean Jaurès), les nouvelles rues sont tracées selon un plan hippodamien et des places sont aménagées pour aérer le tissu urbain. La proximité du Merlançon a nécessité des aménagements et notamment la construction de nouveaux ponts qui viennent s'ajouter aux deux premiers construits au niveau de la « ville basse ». Le troisième pont sur le Merlançon est construit au niveau de l'actuel boulevard Jaurès en 1595, le quatrième au niveau de la rue Hoche en 1600, et le cinquième en prolongement de la rue Tourrel en 1631. Mais la construction de ponts ne peut rien contre les crues de 1608 et de 1612 qui inondent la « ville basse ». Bien que ruinée par les guerres, Aubagne se voit obligée d'indemniser les sinistrés. Pour résoudre ce problème d'inondations récurrentes, les autorités municipales décident de réexaminer le projet de couvrement du Merlançon déjà étudié en 1597. Le 26 octobre 1615 le conseil communal vote la réalisation des travaux de couvrement du Merlançon de sa confluence avec l'Huveaune jusqu'au pont de l'actuel boulevard Jean Jaurès, protégeant ainsi la « ville basse ». Les travaux sont financés à un tiers par la ville et aux deux tiers par les riverains. Les matériaux doivent provenir des remparts dont le Parlement d'Aix a ordonné la destruction en 1596. Cependant seules les fortifications provisoires élevées pendant les guerres de religion sont détruites et les enceintes fortifiées de la ville sont maintenues. Une des tours défensives accueillent d'ailleurs l'horloge publique depuis 1606. En 1620, la voûte est achevée et la route est pavée avec des caniveaux de chaque côté. En 1621, les travaux sont terminés, et cette nouvelle voie qui deviendra la rue de la République est baptisée Grand'rue. Le couvrement du Merlançon va être ensuite progressivement étendu pour atteindre le pont de la rue Hoche en 1659, l'actuelle rue Rousseau en 1664, le cours Beaumond en 1667, la rue Tourrel en 1672 et la rue Chaulan en 1676.
Pendant cette période de croissance de nombreux aménagements sont réalisés, notamment pour améliorer le quotidien des Aubagnais. En 1618, le conseil communal s'installe dans la « ville basse », face à la Halle de la Poissonnerie, qui est agrandie en 1684. En 1642, ce même conseil achète une maison avec jardin s'étendant de l'actuel boulevard Jaurès jusqu'à l'Observance et y installe l'hôpital d'Aubagne. Ce dernier est agrandi en 1684 et est baptisé hôpital Saint-Honoré en 1696. Il restera à cet emplacement jusqu'en 1901. En 1643, face à sa dette la ville vend ses trois fours au sieur de la Reynarde qui en fait construire un quatrième dans la « ville neuve » en 1670. En 1682, la ville acquiert dans le quartier de la Louve la source des Lignières qu'elle fait canaliser pour alimenter de nouvelles fontaines installées dans la Grand'rue, sur le boulevard Jaurès et dans les rues de Guin et du Four. Cette période de croissance et de prospérité favorise le développement de l'artisanat et de l'industrie à Aubagne. Les poteries et les tuileries existantes se développent et de nouvelles voient le jour. Une verrerie et une savonnerie sont également créées à cette époque (rue de la verrerie et rue Chaulan respectivement).

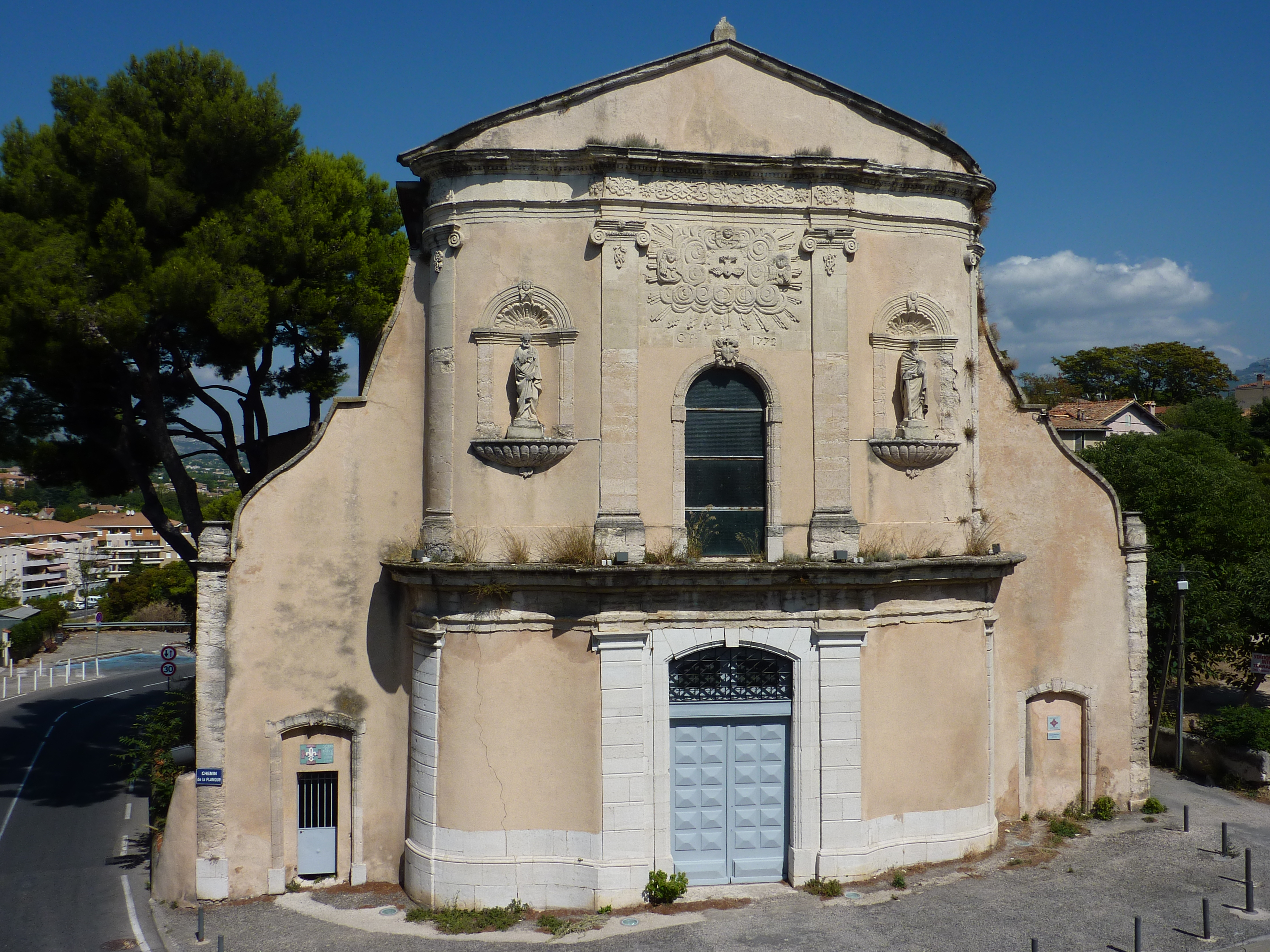
Chapelle des pénitents blancs

La fin des guerres de religion entraine en France un important renouveau spirituel. Cette réforme catholique se caractérise par un regain et un renouvellement des pratiques religieuses entrainant l'ouverture de nouveaux lieux de culte dans tout le pays. Aubagne n'échappe pas à ce phénomène, bien au contraire. En effet, le nombre de fidèles aubagnais augmentent tellement durant cette période que l'église paroissiale Saint-Sauveur devient trop petite. Des travaux d'agrandissement sont donc menés de 1608 à 1613 et l'église est consacrée sous sa forme actuelle le 18 octobre 1615 par l'évêque de Marseille et seigneur d'Aubagne Jacques Turricella. La ville va également se couvrir d'une dizaine de nouvelles chapelles (pour la plupart disparues aujourd'hui) et accueillir trois nouvelles communautés chrétiennes (les Franciscains de l'Observance en 1610, les Ursulines de Marseille en 1632 et les Bernardines en 1643) ainsi que deux nouvelles confréries de pénitents (les pénitents blancs en 1624 et les pénitents gris en 1672).
En avril 1709, Henri-François-Xavier de Belsunce de Castelmoron est nommé par le roi Louis XIV évêque de Marseille et donc baron d'Aubagne. Appréciant la situation du vieux château d'Aubagne, Belsunce décide d'en faire son lieu de repos estival. Mais le château a été totalement abandonné et démeublé (au profit du palais épiscopal de Marseille) par ses prédécesseurs. Sa structure a été fortement endommagée par les gelées, la pluie et les crues de l'Huveaune, et sa partie nord a même été détruite en 1688 et 1690 par ordonnance du juge royal d'Aix. Belsunce fait donc réparer et remeubler le modeste château, le rendant à nouveau habitable et suffisamment digne pour recevoir des visiteurs distingués. Mais Belsunce s'illustre surtout par son attitude courageuse au cours de la catastrophe qui touche la Provence en 1720 et 1721 : la peste de Marseille. Cette épidémie de peste bubonique, la dernière enregistrée en France, débute dans la vieille ville de Marseille en juin avant de se répandre dans toute la cité phocéenne en juillet et en août. Elle se propage ensuite à toute la Provence, atteignant rapidement Allauch, Aix, Arles, Aubagne, Cassis et Toulon. À Aubagne le conseil communal vote aussitôt la fermeture des portes et le rehaussement des murailles pour en interdire l'escalade. Les portes et les fenêtres des maisons formant l'enceinte défensive de la « ville basse » sont condamnées. Seules trois portes sont laissées en fonction, mais elles sont gardées par les habitants de jour comme de nuit. Malgré ces mesures de prévention, la peste rentre à Aubagne et commence à décimer la population. Six hôpitaux sont installés en ville, le plus important étant celui de la chapelle des pénitents noirs. En octobre, face à l'ampleur et à la virulence de l'épidémie, les consuls ordonnent finalement l'évacuation de la ville. Quand la maladie disparait en 1721, le bilan humain est dramatique. Sur une population de 7 000 habitants, réduite à 5 000 par l'émigration, 2 114 Aubagnais sont morts de la peste. Quant à la ville, elle ressort de cette catastrophe encore plus endettée puisqu'elle a dû emprunter 71 000 livres pour faire face à ce fléau.
Accablée par la peste, Aubagne doit également faire face aux crues régulières de l'Huveaune, plus ou moins destructrices selon les années. Celle du 21 octobre 1741 est catastrophique, ravageant la ville et les champs environnants et provoquant 50 000 livres de dégâts. Les consuls décident alors de réagir et d'intervenir sur le cours du fleuve, comme cela a été fait pour le Merlançon. Le 9 novembre 1741, un projet de détournement et d'élargissement est proposé. Le cours de l'Huveaune serait canalisé à partir du château, de manière à ne plus passer près de la « ville basse », et élargi pour permettre des débits plus importants. La ville étant trop endettée pour financer ces travaux coûteux, elle demande au roi de participer au financement. Son refus condamne le projet qui est abandonné et remplacé par un simple élargissement du lit de l'Huveaune du pont neuf jusqu'à Saint-Mitre. Il faudra attendre un siècle de plus pour que le cours de l'Huveaune soit finalement modifié (1842).

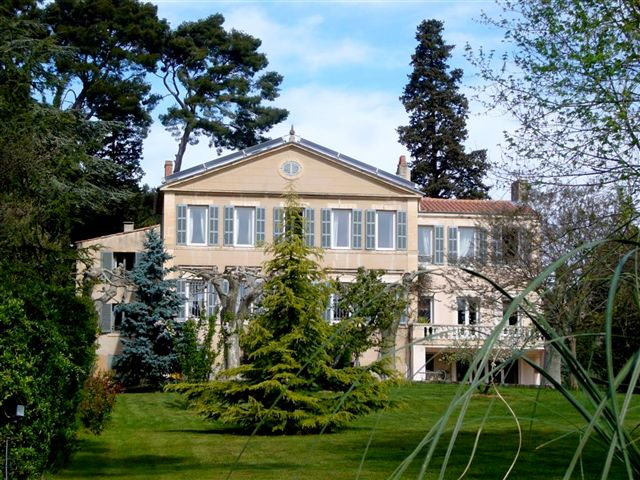
Bastide de la Royante

Belsunce meurt le 4 juin 1755 après 45 ans passés à la tête de l'évêché de Marseille et de la baronnie d'Aubagne. Jean-Baptiste de Belloy, connu pour sa douceur, sa modération et sa diplomatie, lui succède. Il sera le dernier baron d'Aubagne. Appréciant la vie aubagnaise, de Belloy réside plus souvent à Aubagne qu'à Marseille. Il décide donc logiquement de poursuivre les travaux de rénovation du vieux château seigneurial entamés par son prédécesseur. Il ira jusqu'à y investir près de 12 000 livres en 1764, mais en pure perte, le château seigneurial étant condamné par son état. Il se résigne finalement à en demander la démolition 10 ans plus tard, en s'appuyant sur l'ordonnance royale de 1713 jugeant le château inutile. Mais de Belloy, qui réside aussi à Marseille et à Aix, souhaite garder une résidence à Aubagne. Il achète donc des terres près des Lignières où il fait construire un grand corps de bâtisse (la Royante) qualifié par les Aubagnais de « château » ou « château de l'Évêque » (par opposition au château seigneurial).
Bon et généreux, de Belloy abandonne en 1765 une partie de ses droits ce qui lui vaut l'estime de ses vassaux et des Aubagnais. Malgré cela les problèmes économiques, les crues de l'Huveaune, les hivers très rudes, les épidémies de peste, la dette et la disette vont pousser les Aubagnais à la révolte, comme dans le reste de la France, bouleversant l'ordre établi et entrainant le départ du dernier baron d'Aubagne.

## Politique et administration

### Tendances politiques et résultats

#### Récapitulatif de résultats électoraux récents
| Scrutin             | 1er tour | 1er tour | 1er tour | 1er tour | 1er tour | 1er tour | 1er tour | 1er tour | 1er tour | 1er tour | 1er tour | 1er tour | 2d tour     | 2d tour     | 2d tour     | 2d tour     | 2d tour     | 2d tour     | 2d tour     | 2d tour     | 2d tour     |
| Scrutin             | 1er      | 1er      | %        | 2e       | 2e       | %        | 3e       | 3e       | %        | 4e       | 4e       | %        | 1er         | 1er         | %           | 2e          | 2e          | %           | 3e          | 3e          | %           |
| ------------------- | -------- | -------- | -------- | -------- | -------- | -------- | -------- | -------- | -------- | -------- | -------- | -------- | ----------- | ----------- | ----------- | ----------- | ----------- | ----------- | ----------- | ----------- | ----------- |
| Municipales 2014    |          | PCF      | 37,29    |          | UMP      | 24,66    |          | FN       | 20,63    |          | UDI      | 17,41    |             | UMP-UDI     | 47,49       |             | PCF         | 40,87       |             | FN          | 11,62       |
| Européennes 2014    |          | FN       | 29,99    |          | UMP      | 24,75    |          | FG       | 12,46    |          | PS       | 8,38     | Tour unique | Tour unique | Tour unique | Tour unique | Tour unique | Tour unique | Tour unique | Tour unique | Tour unique |
| Régionales 2015     |          | FN       | 39,23    |          | LR       | 21,85    |          | PS       | 14,53    |          | EELV     | 13,17    |             | LR          | 54,53       |             | FN          | 45,47       | Pas de 3e   | Pas de 3e   | Pas de 3e   |
| Présidentielle 2017 |          | FN       | 28,63    |          | LFI      | 25,67    |          | LR       | 17,92    |          | EM       | 16,60    |             | EM          | 54,22       |             | FN          | 45,78       | Pas de 3e   | Pas de 3e   | Pas de 3e   |
| Législatives 2017   |          | MoDem    | 26,77    |          | LR       | 22,17    |          | LFI      | 19,82    |          | FN       | 17,99    |             | LR          | 50,79       |             | MoDem       | 49,21       | Pas de 3e   | Pas de 3e   | Pas de 3e   |
| Européennes 2019    |          | RN       | 30,83    |          | LREM     | 16,31    |          | EELV     | 12,27    |          | FI       | 9,66     | Tour unique | Tour unique | Tour unique | Tour unique | Tour unique | Tour unique | Tour unique | Tour unique | Tour unique |
| Municipales 2020    |          | DVD      | 40,16    |          | SE       | 21,76    |          | UG       | 19,57    |          | RN       | 10,80    |             | DVD         | 49,61       |             | UG          | 39,53       |             | SE          | 10,86       |
| Régionales 2021     |          | RN       | 34,11    |          | UD       | 25,45    |          | UG       | 18,89    |          | DVG      | 6,71     |             | UD          | 39,93       |             | RN          | 39,77       |             | UG          | 20,30       |
| Législatives 2022   |          | LREM     | 30,12    |          | RN       | 27,58    |          | LR       | 18,24    |          | EELV     | 12,87    |             | LREM        | 52,84       |             | RN          | 47,16       | Pas de 3e   | Pas de 3e   | Pas de 3e   |
| Européennes 2024    |          | RN       | 40,35    |          | LFI      | 13,03    |          | EM       | 9,91     |          | PS       | 9,17     | Tour unique | Tour unique | Tour unique | Tour unique | Tour unique | Tour unique | Tour unique | Tour unique | Tour unique |
| Législatives 2024   |          | RN       | 44,07    |          | UG       | 28,43    |          | EM       | 15,64    |          | LR       | 7,15     |             | RN          | 55,35       |             | UG          | 44,65       | Pas de 3e   | Pas de 3e   | Pas de 3e   |

#### Élections municipales
- 29 avril 1945 : premières élections municipales au lendemain de la Libération

3 listes en présence : Liste d'Union Patriotique, Républicaine et Antifasciste (Mario Cresp - André Jayne - Edmond Garcin) - Liste socialiste (SFIO) (Arati-Brouchier) - Liste indépendante Radical catholique (Laure Besson-Chabrier Taillant).
- 29 avril 1953

5 listes en présence : Liste d'Union ouvrière et paysanne pour la défense des libertés démocratiques, pour le pain, la paix et l'indépendance nationale (Edmond Garcin) - Liste d'Union républicaine de défense des intérêts (Marius Boyer) - Liste d'Administration Municipale (Mario Cresp) - Liste d'Entente des républicains pour la défense des Intérêts communaux (Henri Gevaudan) - Liste Indépendante d'Union Républicaine (Raoul Légier).
- 14 juin 1953 : nouvelles élections municipales à la suite de la démission de Marius Boyer

3 listes en présence : Liste d'Union ouvrière et paysanne (Edmond Garcin) - Liste d'Union républicaine de défense des intérêts communaux (Marius Boyer) - Liste d'Union socialiste et républicaine d'administration et de rénovation municipale (Mario Cresp).
- 8 et 15 mars 1959

3 listes en présence : Liste d'Union républicaine pour Aubagne et son avenir (Edmond Garcin - Lucien Grimaud - Jean Boireaud) - Liste d'Union Républicaine de Défense des Intérêts Communaux (Yves Chouquet) - Liste d'Action Communale Républicaine et Socialiste pour le Renouveau Aubagnais (Henri Gevaudan).
Élu : Yves Chouquet (Sans étiquette), avocat.
- 14 et 21 mars 1965

3 listes en présence : Liste d'Union Républicaine pour Aubagne et son Avenir présentée par le Parti communiste français (Edmond Garcin - Lucien Grimaud - Jean Boireaud) - Liste d'Union Républicaine d'Action Sociale et de défense des Intérêts Communaux (Yves Chouquet) - Liste d'Union Socialiste pour la Défense et l'Expansion d'Aubagne (Henri Gevaudan).
- 14 mars 1971

2 listes en présence : Liste d'Union démocratique présentée par le Parti communiste français (Edmond Garcin) - Liste Républicaine d'Union et de Progrès pour l'Avenir d'Aubagne (Louis Bringuier - Roland Bondon - Marc David).
- 13 mars 1977

2 listes en présence : Liste d'Union de la Gauche pour Aubagne et son avenir présentée par le Parti communiste français (Edmond Garcin)- Liste Aubagne Avenir (Marc David - Adrien Canavesio - René Jullien).
- 6 mars 1983

2 listes en présence : Liste d'Union de la Gauche pour Aubagne et son avenir présentée par le Parti communiste français, le Parti socialiste et le Mouvement des radicaux de gauche (Edmond Garcin) - Liste d'Union de l'opposition (Bernard Jacquier - Raoul Légier).
Pour la 1re fois, la proportionnelle permet à 8 élus de l'opposition de siéger au conseil municipal (Bernard Jacquier - Raoul Légier - Jean Louis Boniffacy - Marc David - Joseph Arduino - Alain Dupré - Charles Villani - Joseph Gaillard).
Edmond Garcin présente sa démission en cours de mandat le 12 février 1987 à la suite de quoi le conseil municipal procède à l'élection d'un nouveau maire : Jean Tardito (Parti communiste français), professeur - conseiller général du Canton d'Aubagne (1976-1988) - député (1988-1998).
- 12 mars 1989

5 listes en présence : Liste du rassemblement de toutes les Forces de la Gauche pour Aubagne et son Avenir (Jean Tardito) - Liste front national pour le Renouveau d'Aubagne (José Botella et Maurice Leautier) - Liste d'Union et de rassemblement pour l'Avenir et la Démocratie d'Aubagne (Jean Pierre Fournie et François Llucia) - Liste d'Union Gagner pour Aubagne (Bernard Jacquier -UDF) - Liste Aubagne Verte (Jean Reynaud).
- 11 et 18 juin 1995

5 listes en présence : Liste Front national Allez Aubagne (Maurice Leautier) - Liste Aubagne autrement soutenue par le Mouvement radical (François Llucia) - Liste du Rassemblement pour Aubagne et son Avenir (Jean Tardito) - Liste Une autre idée d'Aubagne (Bernard Deflesselles) - Liste Majorité Aubagne (Joseph Careghi).
- 2001

5 listes en présence : Liste Gauche PCF (Jean Tardito) - Liste RPR/UDF (Sylvia Barthélémy) - Liste MNR (Roubaud) - Liste DVG Écologie (Carmen Heumann) - Liste RPF (Joseph Careghi).
Jean Tardito (comme son prédécesseur) démissionne en cours de mandat (septembre 2001) pour laisser la place à Daniel Fontaine (Parti communiste français), instituteur - conseiller général du canton d'Aubagne (1988-2004) puis du canton d'Aubagne-Ouest depuis 2004.
- 2008

5 listes en présence : Liste Gauche unie et Société Civile (Daniel Fontaine - PCF) - Liste UMP/Nouveau Centre (Sylvia Barthélémy) - Liste Modem (Jean Marie Orihuel) - Liste Front National (Joëlle Melin).
Au 2e tour, la liste Modem fusionne avec la Liste de Gauche menée par Daniel Fontaine.
- 2014

4 listes en présence : Liste Arc-en-Ciel : d'union de la Gauche (Daniel Fontaine-PCF) - Live UMP (Gérard Gazay) - Liste UDI : Sylvia Barthélémy - Liste Front national (Joëlle Melin).
Au 2e tour, L'UDI fusionne avec la liste UMP de Gérard Gazay.
- 2017

Élection présidentielle 2017 : 34 personnes ont voté pour Jacques Cheminade (Source).

#### Vie politique
Entre 1965 et 2014, la majorité municipale était communiste, socialiste, et divers gauche. Cela ne l'empêche pas d'avoir une forte partie de la population à tendance centriste, de droite, voire d'extrême-droite. Aux élections législatives de 1988, il y a eu au second tour un représentant du Parti communiste, Jean Tardito, et une représentante du Front national, Joëlle Melin. Edmond Garcin a été élu maire de 1965 à 1987.
En 2001, la démission de Jean Tardito conduit Daniel Fontaine (PCF) au poste de maire. En 2008, 4 listes sont présentes au premier tour des municipales : La gauche unie et la société civile (Daniel Fontaine), L'UMP et le Nouveau Centre (Sylvia Barthélemy), Le Mouvement démocrate (Jean-Marie Orihuel), le Front national (Joëlle Melin). Au second tour, la Gauche-Société civile et le MoDem fusionnent et constituent une majorité de gestion « arc en ciel » : 1 Mouvement citoyen et républicain, 2 radicaux de gauche, 3 verts, 3 MoDem, 6 société civile, 9 socialistes, 9 communistes unitaires et apparentés.

#### Élections Législatives
- 1928-1932 : Rémy Roux (SFIO)
- 1932-1936 : Marius Étienne Boyer (Gauche radicale)
- 1936-1940 : Albert Lucchini (SFIO)
- 1962-1967 : Edmond Garcin (PCF)
- 1967-1968 : Edmond Garcin (PCF)
- 1968-1973 : Edmond Garcin (PCF)
- 1973-1978 : Edmond Garcin (PCF)
- 1978-1981 : Edmond Garcin (PCF)
- 1981-1986 : Edmond Garcin (PCF)
- 1986-1988 : Scrutin proportionnel plurinominal par département, pas de député par circonscription.
- 1988-1997 : Jean Tardito (PCF)
- 1993-1997 : Jean Tardito (PCF)
- 1997-1998 : Jean Tardito (PCF)

Démission de Jean Tardito le 16 juillet 1998.
- 1998-1999 : Alain Belviso (PCF)

Annulation de l'élection le 3 février 1999 par le Conseil constitutionnel pour fraude électorale aggravée.
- 1999-2002 : Bernard Deflesselles (UMP) est élu le 29 mars 1999.
- 2002-2007 : Bernard Deflesselles (UMP)
- 2007-2012 : Bernard Deflesselles (UMP)
- 2012- : Bernard Deflesselles (UMP)

#### Référendums
21 octobre 1945 : Sur l'élection d'une Assemblée constituante
Oui % - Non %
21 octobre 1945 : Sur le projet de loi constitutionnelle du 2 novembre 1945
Oui % - Non %
5 mai 1946 : Premier Projet de Constitution du 19 avril 1946
Oui 53,69 % - Non 46,31 % (Résultat national : Non (53))
13 octobre 1946 : Constitution du 27 octobre 1946
Oui 61,16 % - Non 38,84 %
28 septembre 1958 : Constitution de la Ve République
Oui 70,65 % - Non 29,35 % (Résultat national : Oui (82,6))
8 janvier 1961 : Référendum sur l'autodétermination en Algérie
Oui 63,79 % - Non 36,21 % (Résultat national : Oui (74,99))
8 avril 1962 : Référendum sur les accords d'Évian
Oui 87,97 % - Non 12,03 % (Résultat national : Oui (90,81))
28 octobre 1962 : Référendum sur l'élection au suffrage universel du président de la République
Oui 47,57 % - Non 52,43 % (Résultat national : Oui (62,25))

### Administration municipale
Aubagne a été de 1856 à 1858 préfecture du département des Bouches-du-Rhône.[réf. nécessaire]

### Affaires
La fraude électorale aggravée au bénéfice d'Alain Belviso (PCF, adjoint au maire d'Aubagne) lors de l’élection législative de 1998 sera reconnue par le conseil constitutionnel en 1999.
Le 14 janvier 2011, dans le cadre de l'affaire Guérini, le même Alain Belviso, désormais président PCF de la communauté d'agglomération du pays d'Aubagne et de l'Étoile, est mis en examen pour « détournement de fonds publics ». C'est le premier élu mis en cause dans cette affaire. Il est laissé en liberté sous contrôle judiciaire jusqu'au 15 février 2011. L'affaire concerne l'extension d'une décharge à La Ciotat, des surfacturations à l'Agglo, des ventes de dépôt de déchets à des entreprises privées pour 4,5 millions d'euros et des prestations de conseil fictives. Alain Belviso démissionne ensuite de son poste de président de l'Agglo

### Gestion du personnel lors du changement de majorité municipale en 2014
La transition politique en 2014, et les années qui s'ensuivent, ne se sont pas passées sans difficulté.
Les médias révèlent ainsi des dysfonctionnements très probablement liés à une tension politique importante.
Par exemple, un râté entrainant le fait qu'un agent travaille deux semaines sans paye.
Ils notent également la départ de certains cadres.

### Liste des maires

#### Après la Seconde Guerre mondiale
| Période                                  | Période      | Identité        | Étiquette | Qualité |
| ---------------------------------------- | ------------ | --------------- | --------- | --- |
| Les données manquantes sont à compléter. |              |                 |           | |
| avril 1945                               | avril 1953   | Mario Cresp     | PCF       | journaliste |
| avril 1953                               | mars 1959    | Marius Boyer    | SE        | architecte |
| mars 1959                                |              | Yves Chouquet   | SE        | Avocat |
| 21 mars 1965                             | février 1987 | Edmond Garcin   | PCF       | instituteur, conseiller général du canton d'Aubagne (1945-1951) puis (1958-1976)                                                   |
| février 1987                             | mars 2001    | Jean Tardito    | PCF       | professeur |
| mars 2001                                | mars 2014    | Daniel Fontaine | PCF       | instituteur |
| mars 2014                                | En cours     | Gérard Gazay    | LR        | ingénieur en informatique, conseiller départemental d'Aubagne depuis 2015 et vice-président de la métropole Aix-Marseille Provence |

### Environnement et politique environnementale

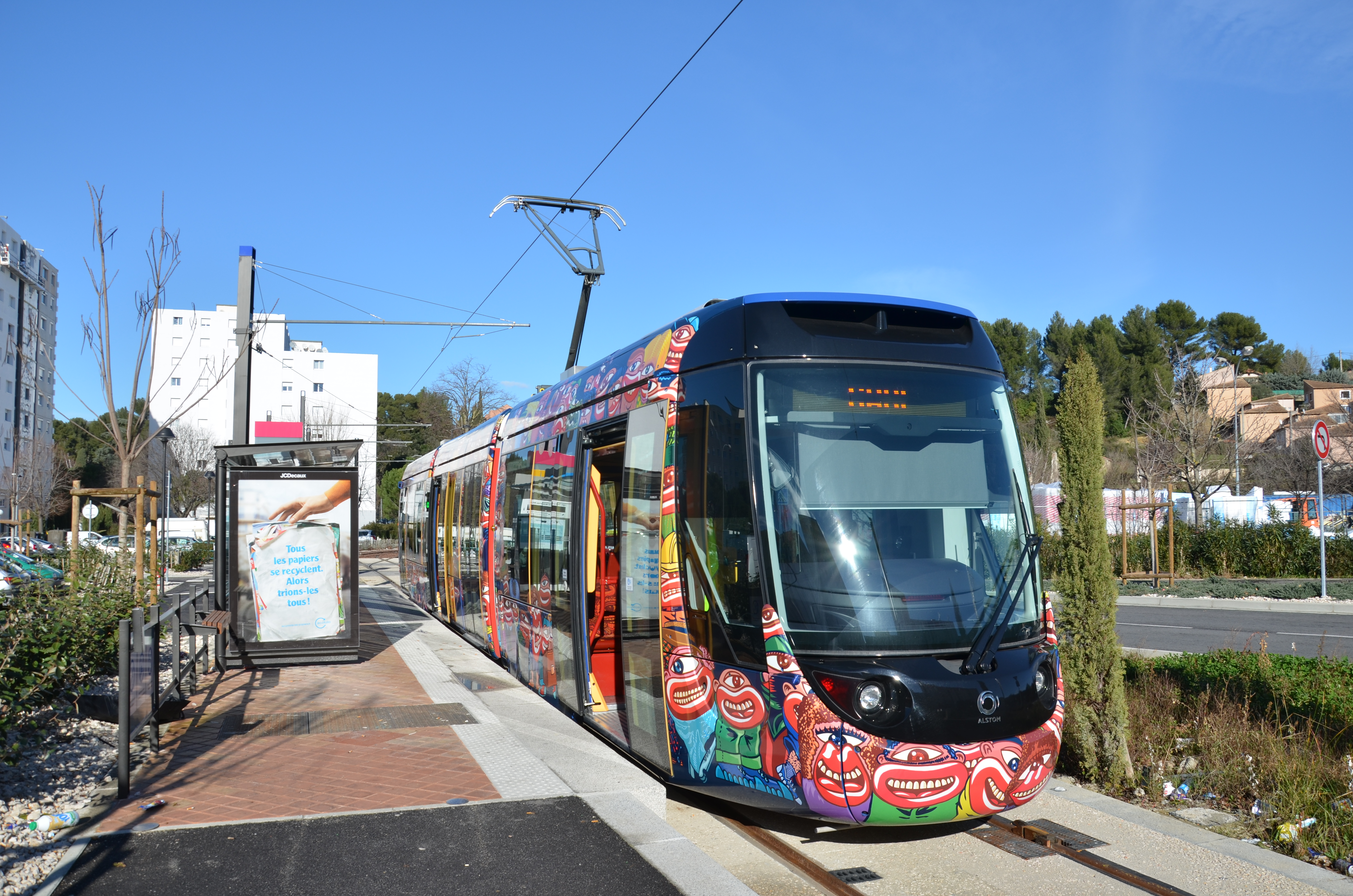
La mise en service du tramway d'Aubagne a permis de diminuer l'empreinte écologique des transports.

Un Agenda 21 fixe les modalités du développement durable, incluant notamment la gratuité des bus et le recyclage des déchets en passant par la maîtrise des énergies et la maîtrise de la demande en électricité, en particulier, la sensibilisation au développement durable et à l'écocitoyenneté dans les écoles, des aides pour l’acquisition d’équipements solaires. Le ramassage des déchets recyclables a cependant été stoppé en 2011 et les pistes cyclables sont inexistantes. À ce stade, l'agenda 21 reste essentiellement un projet.
La ville d'Aubagne conduit ses politiques environnementales, sociales et économiques en lien avec les collectivités limitrophes, pour le développement soutenable et l'amélioration du cadre de vie.
Les bus de l'agglomération sont gratuits depuis le 15 mai 2009, et le tramway d'Aubagne a fait son apparition depuis le 1er septembre 2014, ce qui a permis de diminuer l'empreinte écologique des transports et de la ville avec en 4 ans, une fréquentation des bus accrue de 175 % (35 % des usagers les utilisant en report modal). 15 % de bus supplémentaires ont été mis en service, et un tramway (en construction en 2013, avec un équilibre financier qui reste délicat).

Compiègne et Châteauroux ont fait de même mais avec des buts plutôt socioéconomiques (« redynamiser le centre-ville, améliorer le pouvoir d'achat, réduire l'isolement… »).

### Finances locales

#### Fiscalité
Le compte administratif 2012 de la commune mentionne un produit d'imposition par habitant de 662 euros contre 482 euros pour la strate des communes comparables. Soit une imposition 37 % plus élevée.
Aubagne fait partie du « Top 20 » des villes moyennes qui ont le plus augmenté leurs impôts en 2012. La ville se classe 12e en France pour l'augmentation 2012 selon Challenges.fr.

#### Budget et endettement
Aubagne fait partie des villes les plus endettées de France. Selon le dernier rapport de la chambre régionale des comptes de PACA (juillet 2013), la dette s'élèverait à 157,6 millions d'euros. Selon un classement réalisé par « Le Journal du Net », Aubagne serait à la 305e place (sur 36 613 communes) pour l'endettement rapporté au nombre d'habitants à 3 475 euros par habitant, soit environ 5 fois la moyenne nationale. L'endettement total de 119,9 millions d'euros en 2010 a fortement augmenté en 2013 pour atteindre 160,1 millions d'euros. L'annuité du service de la dette a quant à elle été multipliée par 3,1 de 8,6 millions d'euros à 26,9 millions d'euros entre 2010 et 2011, mais est rapidement retombée à son niveau de départ et s'élevait à 8,7 millions d'euros en 2013. Le service de la dette par habitant est le double de la moyenne nationale et s'élevait à 188 euros par an en 2013.
La note d'Aubagne selon l'agence française Fitch Ratings en 2010 était de BBB−. En 2011, la ville a décidé de ne plus poursuivre la notation de sa situation de crédit auprès de l'agence Fitch,.
En 2009, la municipalité d'Aubagne a renégocié certains emprunts dits « toxiques » basés sur des produits risqués contractés auprès de la banque ABN AMRO (emprunts appartenant désormais à RBS). Les emprunts risqués sont convertis en emprunts à taux fixe, moins avantageux mais moins risqués. La chambre régionale des comptes note en 2013 que ces renégociations se sont accompagnées de surcoûts financiers à charge de la commune de l'ordre de 50 à 70 millions d'Euros (19 millions pour les prêts Dexia et Caisse d'épargne, 25 à 43 pour le prêt RBS).
Les dépenses d'investissement s'élevaient en 2012 à environ 13,3 % des recettes, contre 31,4 % pour la moyenne des communes françaises de même strate, selon le compte administratif de la commune en 2012. Rapporté au nombre d'habitants, les dépenses d'investissement de la ville d'Aubagne sont supérieures à la moyenne nationale (1 123 euros par habitant contre 498 euros pour la moyenne nationale en 2013).

## Population et société

### Démographie
L'évolution du nombre d'habitants est connue à travers les recensements de la population effectués dans la commune depuis 1793. Pour les communes de plus de 10 000 habitants les recensements ont lieu chaque année à la suite d'une enquête par sondage auprès d'un échantillon d'adresses représentant 8 % de leurs logements, contrairement aux autres communes qui ont un recensement réel tous les cinq ans,.

En 2022, la commune comptait 47 724 habitants, en évolution de +5,37 % par rapport à 2016 (Bouches-du-Rhône : +2,48 %, France hors Mayotte : +2,11 %).
| 1793  | 1800  | 1806  | 1821  | 1831  | 1836  | 1841  | 1846  | 1851  |
| ----- | ----- | ----- | ----- | ----- | ----- | ----- | ----- | ----- |
| 7 230 | 5 610 | 6 620 | 6 122 | 6 349 | 6 481 | 6 208 | 6 131 | 6 482 |

| 1856  | 1861  | 1866  | 1872  | 1876  | 1881  | 1886  | 1891  | 1896  |
| ----- | ----- | ----- | ----- | ----- | ----- | ----- | ----- | ----- |
| 6 765 | 7 232 | 7 408 | 7 658 | 8 027 | 7 885 | 8 239 | 8 154 | 8 400 |

| 1901  | 1906  | 1911  | 1921   | 1926   | 1931   | 1936   | 1946   | 1954   |
| ----- | ----- | ----- | ------ | ------ | ------ | ------ | ------ | ------ |
| 8 724 | 9 614 | 9 744 | 10 271 | 11 707 | 13 085 | 13 949 | 16 061 | 17 639 |

| 1962   | 1968   | 1975   | 1982   | 1990   | 1999   | 2006   | 2011   | 2016   |
| ------ | ------ | ------ | ------ | ------ | ------ | ------ | ------ | ------ |
| 21 211 | 27 938 | 33 595 | 38 561 | 41 100 | 42 588 | 44 682 | 45 800 | 45 290 |

| 2021   | 2022   | - | - | - | - | - | - | - |
| ------ | ------ | - | - | - | - | - | - | - |
| 47 342 | 47 724 | - | - | - | - | - | - | - |

### Enseignement
À Aubagne, on trouve environ 30 écoles, dont les écoles primaires Jean Mermoz, des Passons, Chaulan, Antide Boyer, Nelson Mandela, Tourtelle, Camp-Major, Pin-Vert, Victor-Hugo, Pérussonne et Paul Éluard, les collèges Joseph Lakanal, Lou Garlaban, Nathalie Sarraute et Sainte-Marie, les lycées Frédéric et Irène Joliot-Curie, Gustave Eiffel et Sainte-Marie.
Le département SATIS (Sciences Arts et Techniques de l’Image et du Son), qui dépend de la faculté des Sciences de l’Université d’Aix-Marseille, est installé à Aubagne depuis 1989. Il forme à un niveau Licence (3e année uniquement) et Master.

### Manifestations culturelles et festivités
Chaque année, Aubagne vit au rythme d’événements réguliers ou ponctuels.

#### Janvier
- Bourse aux cartes postales anciennes, timbres et vieux papiers

#### Mars
- Festival international du film d'Aubagne (classé parmi les 20 plus importants festivals de cinéma en France, sur 350[103])
- Journée des femmes

#### Avril
- Danse en avril
- Camerone (commémoration de la bataille de Camerone à la Légion étrangère)
- Festival d'Avant la Pluie

#### Mai
- La fête des Voisins
- Place aux Compagnies

#### Juin
- La Fête de la musique
- 100 % Théâtre
- Le gala des écoles
- Le Trophée des Santonniers

#### Juillet
- Festimôme
- Le Festival international d'art singulier.

#### Août
- Argilla, fêtes de la céramique, marché potier.
- La grande cavalcade.

#### Septembre
- La fête de la Paix

#### Octobre
- Les Grands rendez-vous d'Aubagne

#### Novembre
- Les Journées du livre de jeunesse

#### Décembre
- La biennale de l'Art santonnier

#### Toute l'année
- Mardis scientifiques d'Aubagne

### Cultes et religions
- Église Saint-Sauveur (XIIe siècle)
- Église de Saint-Pierre-les-Aubagne
- Église de Camp Major (Saint-Jean-Marie-Vianney)
- Mosquée
- Église Biblique d'Aubagne
- Église évangélique libre
- Église évangélique ADD
- Temple protestant
- Synagogue

### Santé
- L'hôpital Edmond-Garcin est un centre hospitalier général qui est le pivot de l'offre sanitaire du secteur à la disposition de 230 000 habitants de l'est des Bouches-du-Rhône comme de l'ouest varois.
- La clinique La Casamance[104] fondée en 1956, d'abord centre de convalescence, qui a rapidement pris une orientation opérative : cardiologie, radiologie, réanimation, chirurgie, neurologie, maternité.
- La clinique de rééducation Provence Bourbonne est un centre de soins de suite et de réadaptation spécialisé dans la prise en charge des patients neurologiques, locomoteurs et handi sportifs en hospitalisation complète et de jour. Le pôle sport de la clinique suit également plusieurs équipes en particulier dans le domaine du cyclisme (Nippo Delko One Provence, Nippo Provence PTS Conti, Vélo club la Pomme...) et du rugby.

### Sports
- Stade de Lattre-de-Tassigny (qui accueille les rencontres du Aubagne Football Club et la Coupe d'Europe des épreuves combinées 2015)
- Stade du Bras-d'Or
- Complexe sportif Serge-Mesonès
- Complexe Mouren
- Complexe Charrel
- Complexe tennis à Saint-Pierre-les-Aubagne
- 6 plateaux sportifs
- 5 terrains de proximité
- Équipements assimilés aux gymnases (6 salles)
- 1 piscine couverte (piscine Alain-Bernard au Charrel) et 1 piscine découverte (Le Bras-d'Or) fermée
- 1 patinoire (« Mégaglace ») - fermée en 2013 devenu un terrain d'escalade

## Économie

### Revenus de la population et fiscalité
Le nombre de ménages fiscaux en 2013 était de 19 222 (dont 56,1 % sont imposés) et la médiane du revenu disponible par unité de consommation de 19 569 €.

### Emploi
En 2014, le nombre total d’emploi au lieu de travail était de 25 469.
Le taux d’activité de la population âgée de 15 à 64 ans s'élevait à 71,6 % contre un taux de chômage de 14,8 %.

### Industrie, artisanat et commerce

#### Secteur primaire
- Agriculture, agriculteurs du pays d'Aubagne (vallée de la Huveaune, Beaudinard, Napollon) ;
- Viticulture : Aubagne est une commune viticole située sur les aires géographiques de l'IGP Bouches-du-Rhône et de l'IGP Méditerranée[105].

#### Secteur secondaire
- Industrie, zone d'activité des Paluds, ZAC de La Martelle (commerces : Auchan et autres), parc d'activités de Napollon (Diaz menuiseries et autres), parc de Saint Mitre (Alpha) ;
- Thales Underwater Systems y possède un siège ;
- Artisanat céramique, terre cuite, santons, l'apparition des crèches domestiques a permis l'essor des santonniers qui, aujourd'hui, perpétuent cet art dans une vingtaine d'ateliers ;
- La distillerie Janot produit son sirop Gambetta et le pastis Janot à Aubagne de 1928 à 2018 ;
- l'entreprise industrielle Sinto, produits d'entretien pierre et bois (créée en 1947, à Aubagne depuis 1995, groupe chimique Altaïr-Brunel à Hellemmes, Nord, depuis 2005)[106] ;
- Sartorius Stedim Biotech ;
- Antenne de la Chambre de commerce et d'industrie Marseille-Provence.

## Culture locale et patrimoine

### Théâtre
Le Comœdia est le théâtre de la ville.

### Cinéma
Aubagne, ville natale de Marcel Pagnol, abrite le département Image et Son de l'université de Marseille (département Satis), 12 salles de cinéma (Cinéma Palace 8 salles et Pagnol 4 salles), et un festival international de cinéma.
Les associations de cinéphiles
- Aubagne Ciné Passion a été créée fin 1989 à l'initiative de Charles Villani, à une époque où le cinéma était en crise. Réunissant rapidement de nombreux adhérents, son activité est intense et dès 1992, et jusqu'en 1999, elle organise le 1er Festival des Passions parrainé par Ticky Holgado et Gérard Jugnot. Dès lors, chaque année ce Festival de longs et courts métrages se déroule en octobre ou novembre. De très nombreux réalisateurs, comédiens, scénaristes, producteurs sont venus présenter leurs œuvres en avant-première pendant le Festival des Passions : Jean-Claude Carrière, John Malkovich, Christopher Lee, Lio, Jean-François Stévenin, Jacques Marin, Carmen Chaplin, Paul Vecchiali, Mathieu Demy, Julie Gayet, Benoît Magimel, Pierre Sullice, Olivier Austen, Luc Palun, Catherine Jacob, Marc de Jonge, Michel Voletti, Pomme Meffre, Yannick Bellon, Franck Fernandel… et bien sûr Ticky Holgado et Gérard Jugnot.

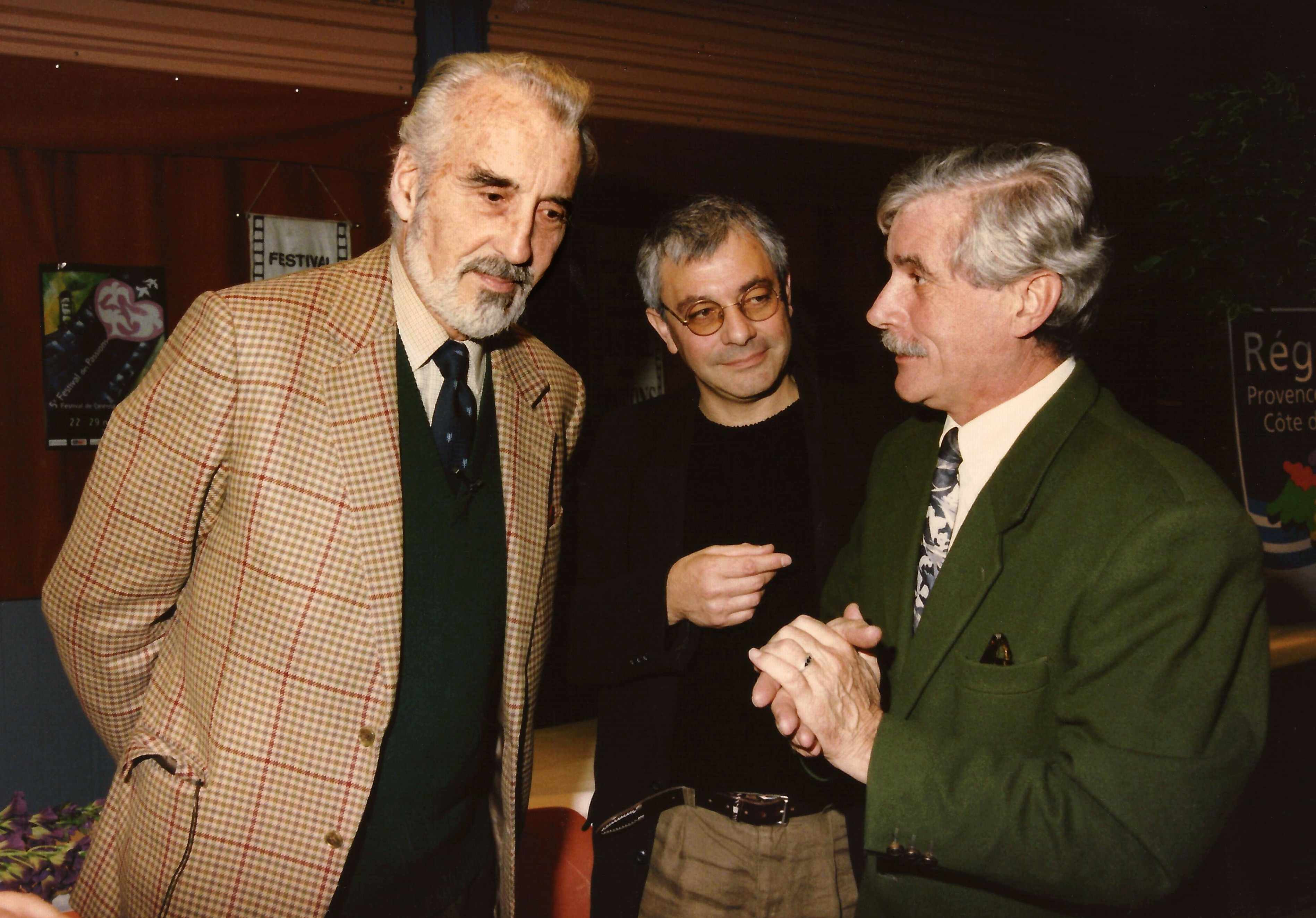
Christopher Lee accueilli à Aubagne par Charles Villani pour le Festival des Passions.

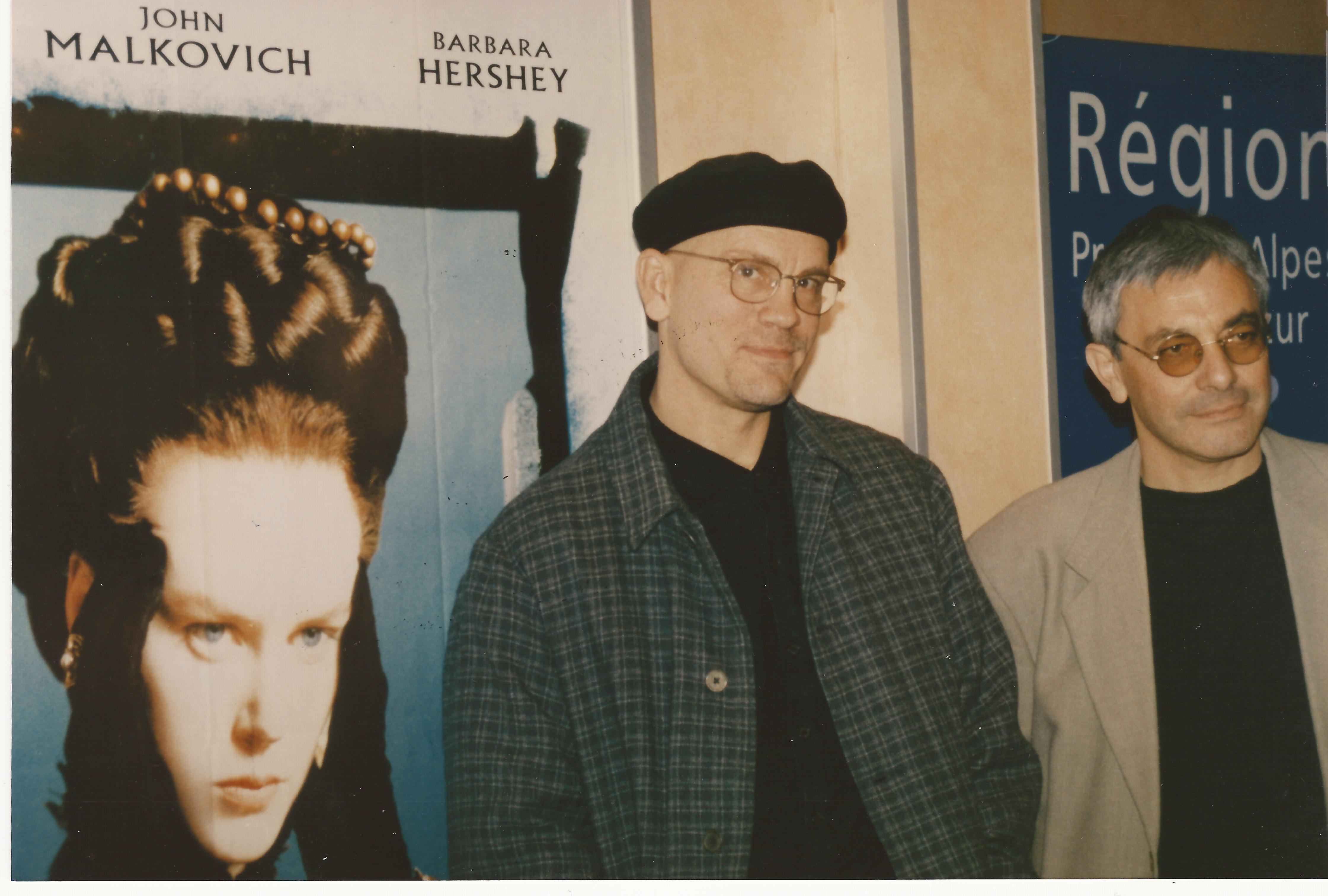
John Malkovich et Charles Villani Festival des Passions Aubagne.

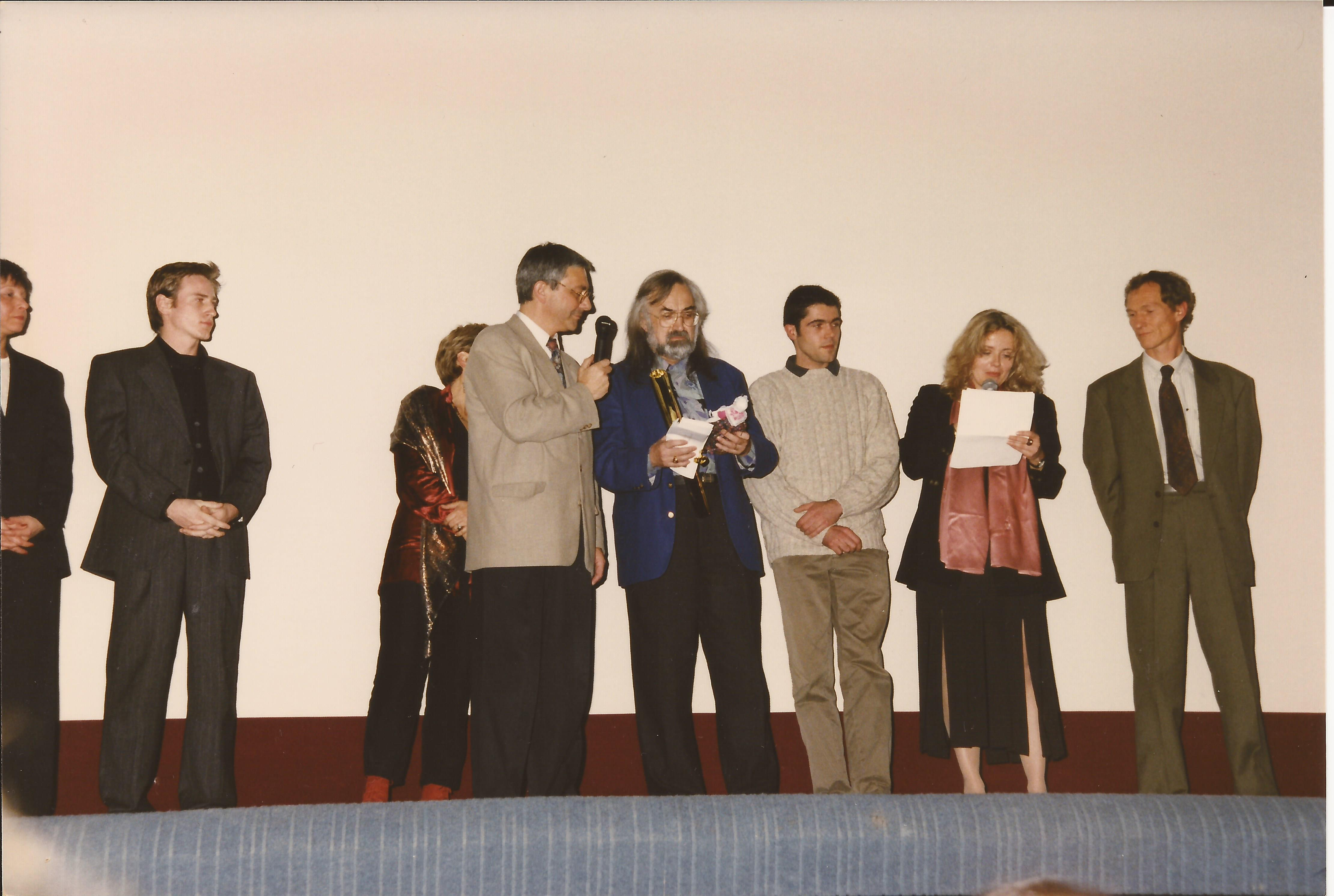
Palmarès du Festival des Passions en présence de Benoît Magimel, Sophie Barjac, Charles Villani (Aubagne Ciné Passion), Jean-Michel Descombes (Festival Saint-Jean-de-Luz).

En l'an 2000, la Ville d'Aubagne demande à trois associations, Alphée (photo), Aubagne Ciné Passion (cinéma longs métrages), Méridiens (cinéma courts métrages) de fusionner pour organiser un festival international du Film. L'association Alcimé est alors créée, présidée par Charles Villani, pour sa 1re année d'existence et son 1er festival intitulé FIFA (Festival International du Film d'Aubagne) qui perdure.
En 2001, des divergences de point de vue occasionnent le départ d'Aubagne Ciné Passion de la structure Alcimé. Charles Villani passe la main à Jean Michel Descombes (délégué général du festival des Jeunes Réalisateurs de Saint-Jean-de-Luz) et, en 2002, l'association se rapproche de la commune voisine de Gémenos pour y organiser les RCG (Rencontres Cinématographiques de Gémenos). Gisèle Mezzina devient alors présidente d'Aubagne Ciné Passion. Depuis 2007, dernière année des RCG, l'association continue ses activités avec son cercle d'adhérents.
- Alcimé : association créée le 22 mai 1999 à l'initiative de la ville d'Aubagne, qui souhaite regrouper Alphée (pdt : Christian Ramade : photo), Aubagne Ciné Passion, Méridiens. La présidence est tournante et le 1er président en est Charles Villani. Le FIFA (Festival International du Film d'Aubagne) est organisé en 2000, en présence de réalisateurs de courts métrages venus du monde entier et de réalisateurs et acteurs de longs métrages. En 2001, Aubagne Ciné Passion quitte Alcimé, mais cette dernière continue et organise chaque année le festival qui s'est orienté très rapidement vers la musique de film. Le président d'Alcimé est Jacques Sapiéga. La déléguée générale du festival est Gaëlle Rodeville.
- Méridiens : depuis 1991 et la première édition du festival Méridiens, la ville d'Aubagne s'est tournée vers l'aide aux jeunes créateurs. Initialement consacrées à la vidéo, ces initiatives se sont progressivement ouvertes à l'animation, au court puis au long métrage de fiction, au documentaire, avant de prendre une dimension internationale. À partir de l'année 2000, s'est en effet mis en place le festival international du Film d'Aubagne géré par l'association Alcimé. Outre une continuité dans l'aide à la jeune création, les organisateurs ont choisi de mettre l'accent sur le processus d'écriture musicale pour l'image, bénéficiant de la présence sur place du département SATIS de l'université de Provence et du Centre de formation des enseignants de danse et de musique (Cefedem-Sud). Son président est Charles Valenza.

### Patrimoine culturel
- Église Saint-Sauveur
- Église Saint-Jean-Marie-Vianney dite de Camp-Major du Charrel
- Église Saint-Pierre de Saint-Pierre-lès-Aubagne
- Église Notre-Dame-des-Neiges de Beaudinard
- La chapelle des Pénitents noirs d'Aubagne, ancienne chapelle Saint-Michel
- La chapelle des Pénitents blancs d'Aubagne
- La chapelle des Pénitents gris d'Aubagne

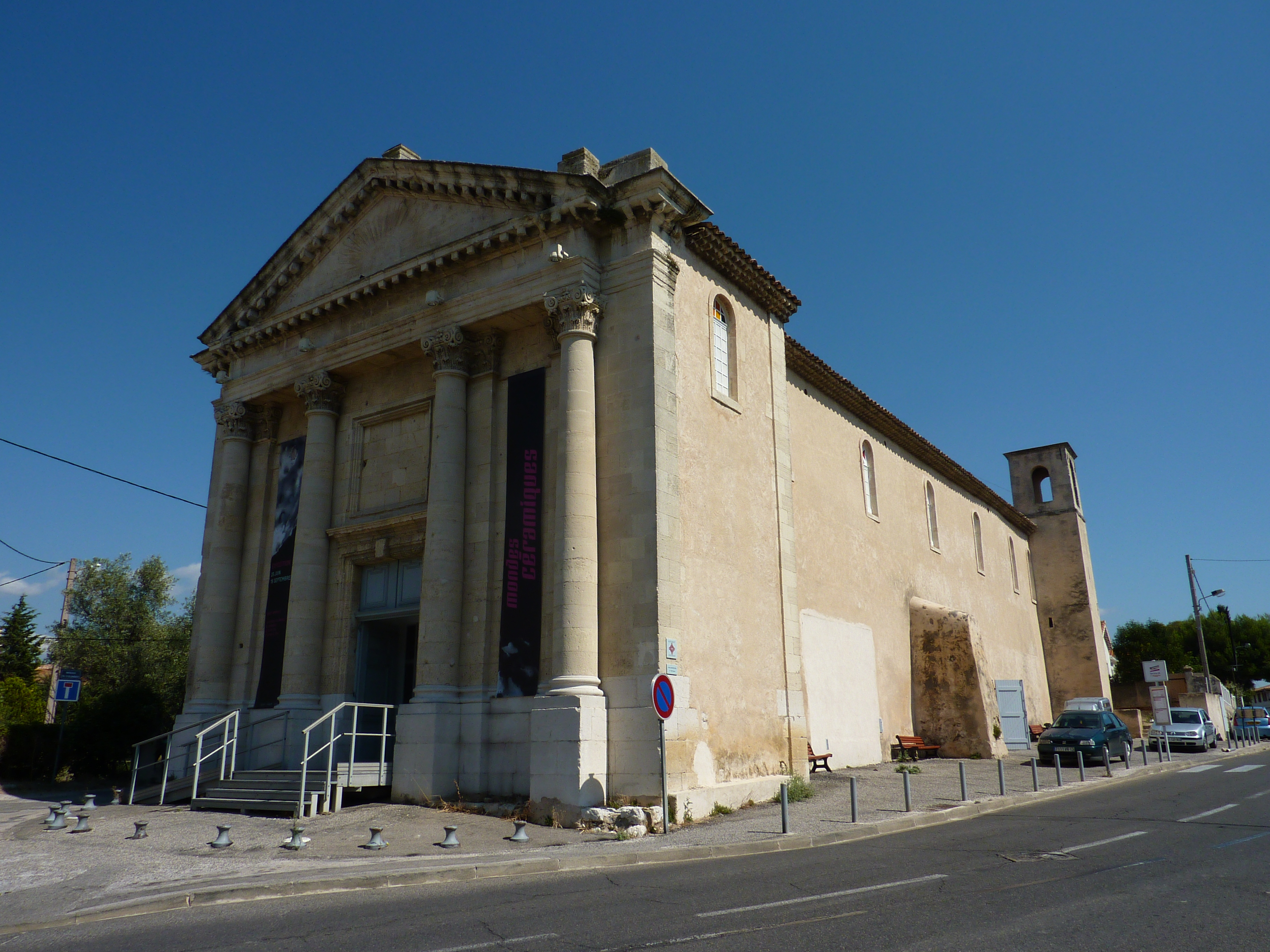
Chapelle des Pénitents Noirs.

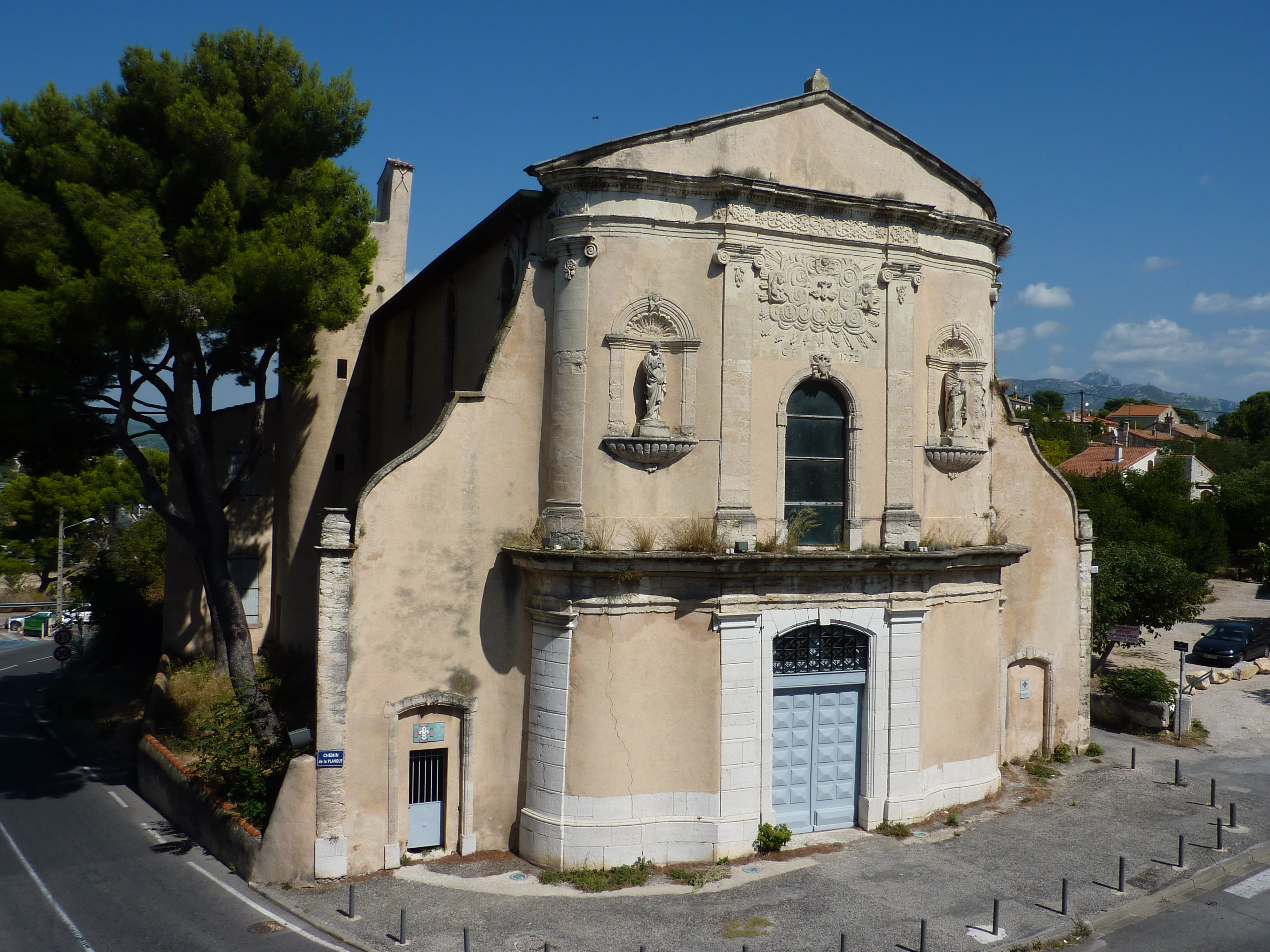
Chapelle des Pénitents Blancs.

- La Royante[108],[109] : anciennement connue comme le « Château de l'évêque », cette bastide comprend une chapelle néo-gothique remarquable.

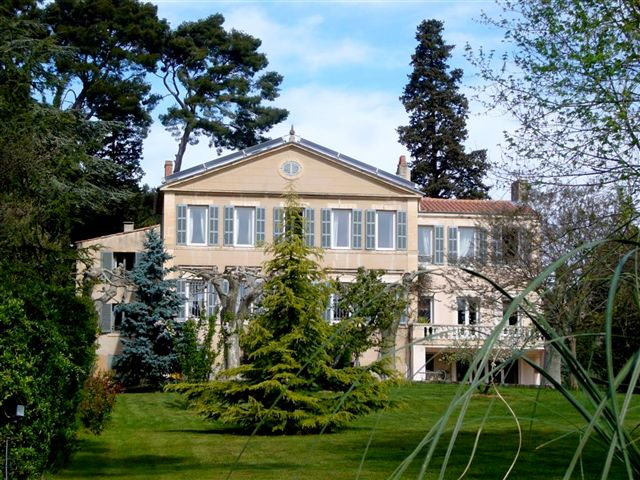
La Royante.
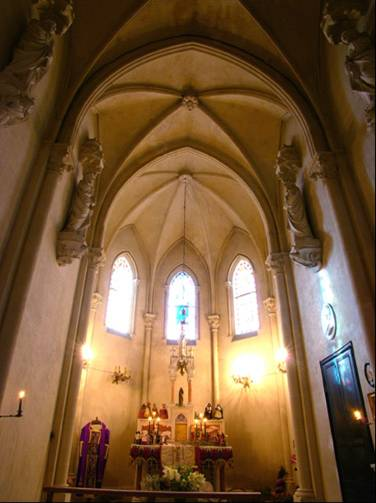
La Royante chapelle.
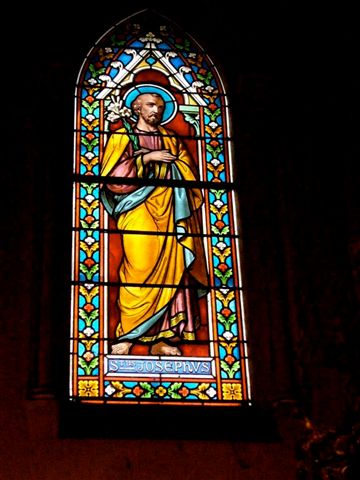
Vitraux de la chapelle de La Royante.

- La Morochita, bastide atypique située sur la route d'Eoures au pied de Garlaban. Construite fin XIXe, elle fut acquise en 1911 par Louise Tondina[110],[111] qui en fit un lieu de villégiature exemplaire. C'est elle qui la baptise « Morochita », en langue argentine, la petite brune. La bastide entre dans le patrimoine immobilier de la ville d'Aubagne en 2004[112],[113].
- Musée de la Légion étrangère
- La Cité de l'Art Santonnier, musée situé dans l'ancien atelier de la santonnière Thérèse Neveu dans la Cour de Clastres, presbytère (Clastrum, cloître puis Clastre) devenu cimetière d’Aubagne de 1600 à 1778.
- Hôtel de Bausset : bâti entre 1515 et 1525 par la famille de Bausset, il témoigne de l'aspect des maisons bourgeoises du XVIe siècle. À chacun de ses quatre niveaux, il comportait une seule pièce éclairée d'une fenêtre à meneaux, au décor de la première Renaissance provençale. Chaque baie est marquée des deux côtés par un pilastre historié, coiffé d'un chapiteau supportant un fronton à coquille. Au nombre des motifs sculptés : des fleurs stylisées, des rosaces, des têtes d'angelots, des perles. Les colonnettes à l'intérieur des encadrements sont de tradition gothique. L'ornementation est différente à chacun des niveaux et sur chaque côté des fenêtres. Ce type de décor, très rare dans la région, trouve son inspiration dans les réalisations de Francesco Laurana, sculpteur italien qui travailla en Provence à la cour du Roi René, et dans celles de son élève, Jean Guiramand, sculpteur toulonnais qui réalisa le décor des portes de la Cathédrale Saint-Sauveur à Aix-en-Provence (1508)[114]. Il est aussi appelé « Maison du complot » car il s'agit de la demeure où fut organisé le complot contre le consul Charles de Casaulx par Nicolas de Bausset, Pierre de Libertat et Geoffroy Dupré en 1596.
- Anciennes halles : ancien hospice de la ville détruit en 1907, transformé en marché couvert au rez-de-chaussée, le premier étage abritant la justice de paix[115] jusqu’en 1958 ainsi qu’une salle de réunion pour les sociétés de bienfaisance. De style Art nouveau, les décors en carreaux émaillés sont des réalisations de la fabrique Bocca Frères[116].

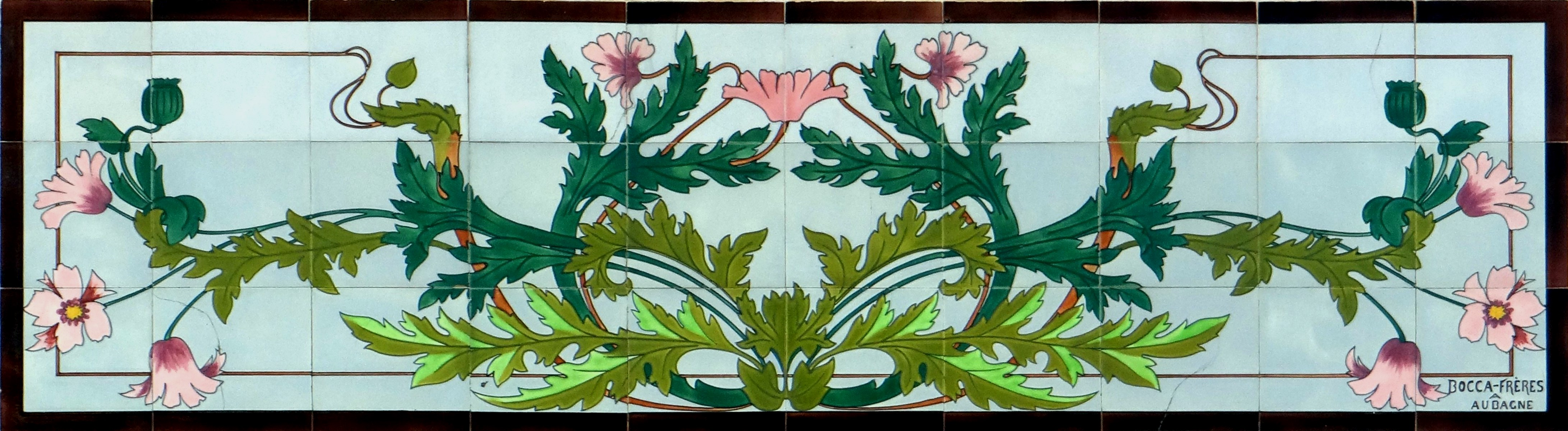
Anciennes halles, décors en carreaux émaillés des frères Bocca.

### Lieux touristiques
- Maison natale de Marcel Pagnol
- Le petit monde de Marcel Pagnol

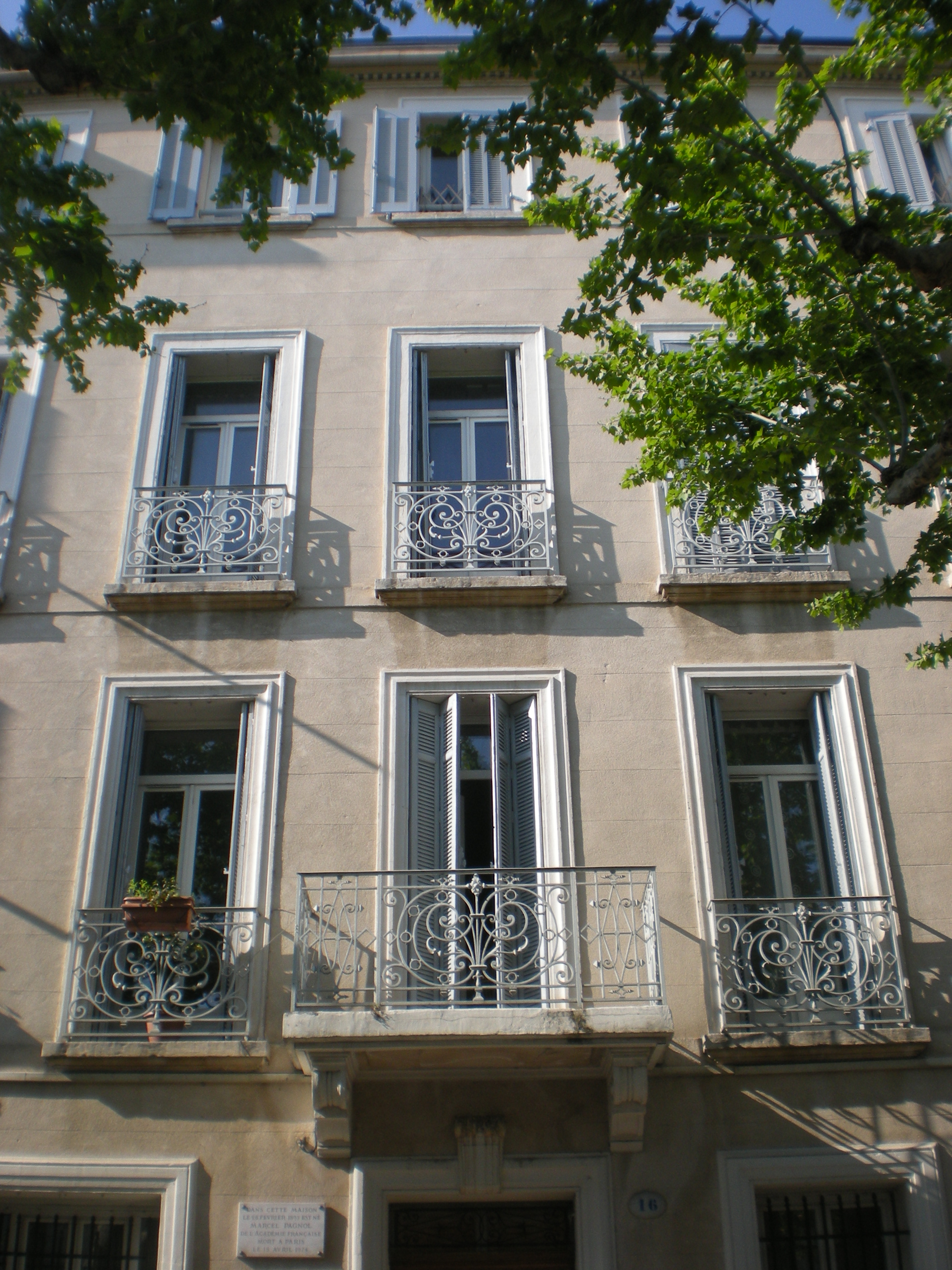
La maison natale de Marcel Pagnol.

- Monument aux morts de la Légion étrangère

### Patrimoine naturel

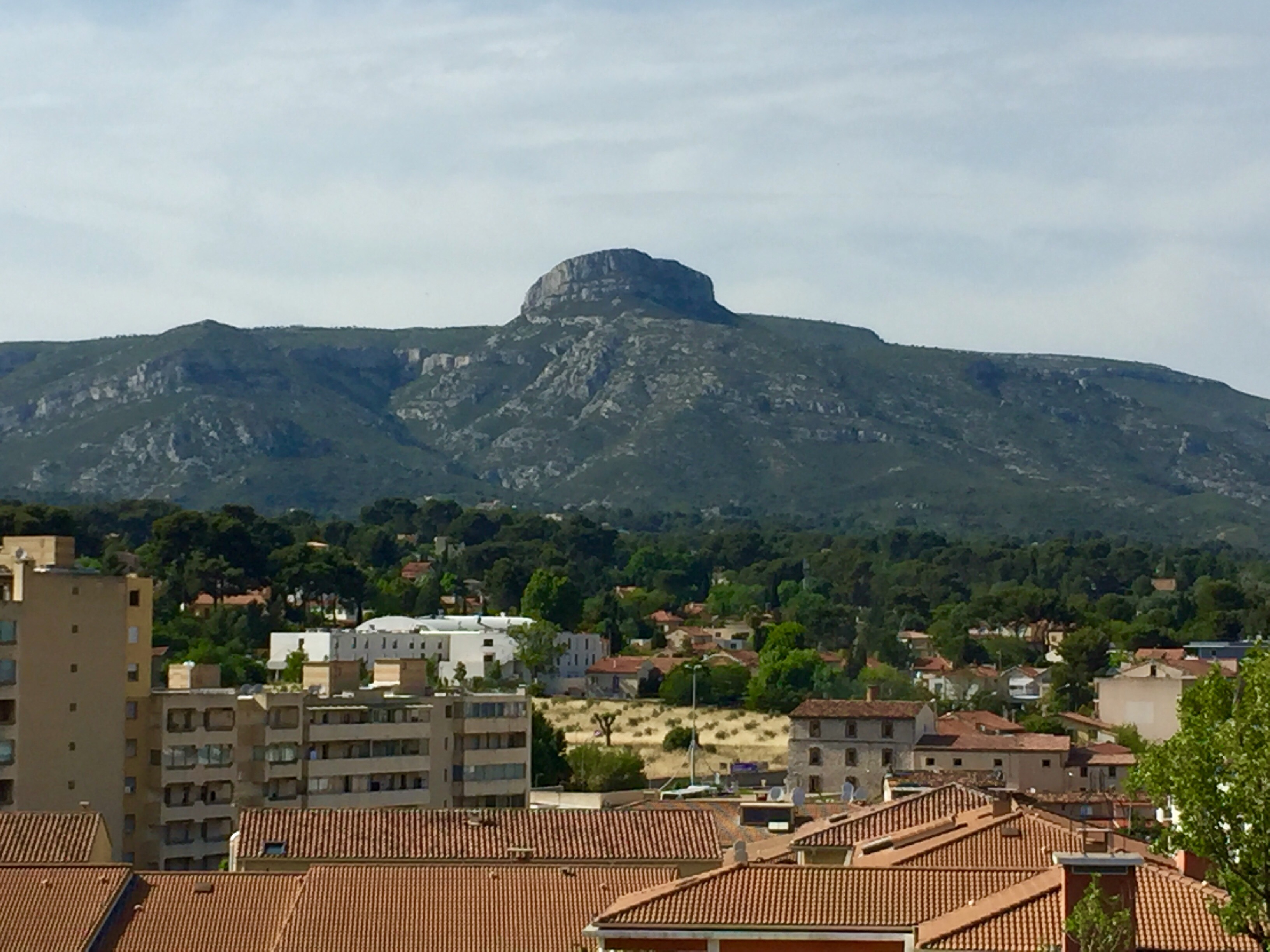
Le massif du Garlaban vu d'Aubagne.

- Massif du Garlaban.

### Légion étrangère
Depuis 1962, le commandement et le 1er régiment étranger de la Légion étrangère regroupant huit cents hommes est stationné « Quartier Vienot » à Aubagne (anciennement dénommé « Camp de la Demande »).
Pour le centenaire de la bataille de Camerone le 30 avril 1963, le monument aux morts placé dans l'ancienne caserne Vienot à Sidi-Bel-Abbès fut rapatrié à Aubagne. Ce monument représente un globe terrestre encadré par quatre légionnaires. La statue est en bronze dessiné par le sculpteur Charles-Henri Pourquet. La masse du monument est de 80 t.
Aubagne abrite également le musée de la Légion étrangère au quartier Viénot : celui-ci rappelle toutes les campagnes militaires de la Légion au cours de l'Histoire avec des mises en scène permettant de voir l'évolution des uniformes, de l'armement et des décorations jusqu'à nos jours. La crypte abrite la main en bois du capitaine Danjou.

### Personnalités liées à la commune

#### Jusqu'auXIXesiècle
- Nicolas de Bausset, noble français ayant participé au complot contre Charles de Casaulx en 1596.
- François-Urbain Domergue (1745-1810), grammairien et journaliste élu à l'Académie française.
- François Barthélemy (1747-1830), un des Directeurs de la Première République française.
- Honoré Joseph Antoine Ganteaume (1755-1818), vice-amiral de la Marine Royale et de la République, décédé à Aubagne.
- André Joseph Jourdan (1757-1831), homme politique français du XIXe siècle né à Aubagne.
- L'abbé Barthélemy (1716-1795), ecclésiastique, archéologue, écrivain, philologue, numismate, directeur du Cabinet des médailles de Paris, élu à l'Académie française, a passé son enfance à Aubagne.
- Pierre Sauvaire de Barthélemy (1870-1940), écrivain et explorateur de l'Indochine, maire de Paray-Douaville, chevalier de la Légion d'honneur, est mort à Aubagne dans la demeure familiale : la villa Barthélemy.
- Claude Sicard (1677-1726), missionnaire et égyptologue français.
- Joseph Fallen (1863-1934), médecin, poète et écrivain provençal, Capoulié du Félibrige.
- Pierre Blancard (1741-1826), capitaine de marine et importateur du chrysanthème en France.
- André Joseph Jourdan (1757-1831), haut fonctionnaire et homme politique, député des Bouches-du-Rhône au Conseil des Cinq-Cents, directeur général des Cultes (1814-1825).

#### AuXXesiècle
- Edmond Gros (1864-1933), graveur, lithographe et dessinateur, né à Aubagne.
- Thérèse Neveu (1866-1946), célèbre santonnière née à Aubagne.
- Louis Sicard (1871-1946), célèbre céramiste né à Aubagne.
- Fernand Bouisson (1874-1959), président de la Chambre des députés de 1927 à 1936, Président du Conseil en 1935, élu maire d'Aubagne en 1906.
- Lucien-Marie Pautrier (1876-1959), médecin et dermatologue né à Aubagne, fondateur de l'école dermatologique de Strasbourg et du Festival de musique de Strasbourg.
- Marcel Pagnol (1895-1974), écrivain et cinéaste, « né dans la ville d'Aubagne, sous le Garlaban couronné de chèvres, au temps des derniers chevriers »[Note 5] ; il a raconté son enfance dans les collines dans ses Souvenirs d'enfance (La Gloire de mon père, Le Château de ma mère, Le Temps des secrets) ; il a situé dans ces collines l'action du diptyque L'Eau des collines (Jean de Florette, Manon des sources)
- Henri Crémieux (1896-1980), acteur et scénariste français né à Aubagne.
- Lucien Grimaud (1909-1993), historien de la commune.
- Paul Dol (1915-2007), aquarelliste.
- Anne Willette (1917-1983), artiste peintre, a vécu et est morte à Aubagne.
- Jean Bercy[117] (1920-1986), sculpteur et un des membres fondateurs du groupe Les Cahiers de Garlaban.
- Henri Lindegaard (1925-1996), pasteur, artiste, et écrivain, contribua une mosaïque au temple d'Aubagne.
- Jean-Claude Magnan (1941-), escrimeur, champion olympique.
- Jo Corbeau (né en 1946), chanteur de reggae français.
- Jean-Jacques Jelot-Blanc (né en 1948), journaliste, écrivain, historien du cinéma et biographe de Marcel Pagnol (4 livres édités sur le cinéaste), auteur une histoire d'Aubagne parue en 2009.
- Jean Camps (né en 1953 à El-Harrach (Algérie), footballeur (milieu de terrain) qui a fait le succès du club de football d'Aubagne dans les années 1970).
- René Marsiglia (né en 1959), footballeur puis entraîneur.
- Bernard Casoni (né en 1961), joueur et entraineur de football ayant vécu à Aubagne.
- Denis Bruna (né en 1967), historien spécialiste du Moyen Âge et des usages vestimentaires, né à Aubagne.
- Christophe Pignol (né en 1969), ancien footballeur professionnel double champion de France (1995, 2000), fondateur de l'association Christophe Pignol visant à lutter contre la leucémie.
- Fabien Barthez (né en 1971), footballeur ayant vécu à Aubagne.
- Mourad Ghazli (né en 1974), judoka, joueur de rugby, entraîneur et homme politique né à Aubagne.
- Stéphane Pignol (né en 1977), footballeur.
- Nicole Ferroni (née en 1982 à Casablanca), humoriste ayant travaillé et séjourné à Aubagne.
- Alain Bernard (né en 1983 à Aubagne), nageur, recordman du monde en 2008 du 100 mètres en nage libre ainsi que du 50 mètres et champion olympique du 100 mètres nage libre.
- Laurent Artufel, auteur de pièces de théâtre et acteur, a grandi et étudié dans la ville d'Aubagne de 1989 à 1993.
- SCH (né en 1993 à Marseille), rappeur résidant à Aubagne.
- Edmond Garcin (1917-1999), député, conseiller général, maire d'Aubagne et résistant communiste.
- Célestin Espanet (1881-1968), maire d'Aubagne.
- Marius Boyer (1887-1969), industriel, maire d'Aubagne et conseiller général.
- Jean Tardito (1933-2019), député, conseiller général et maire d'Aubagne.

### Héraldique
| Armes d'Aubagne | Les armes peuvent se blasonner ainsi : D'azur à la lettre A d'or entrelacée avec une lettre V du même surmontée de deux fleurs de lys d'or, en pointe une mer d'argent. |

Le A signifie Albanea (Aubagne) et le V pour Vuelna (nom du fleuve Huveaune à l'époque de l'élaboration du blason).